# Mosca (Russia)
Mosca (AFI: /ˈmoska/; in russo Москва́?, Moskva, pronuncia russa [mɐskˈva]) è la capitale, la città più popolosa nonché il principale centro politico, economico e finanziario della Federazione Russa.
Fu fondata nell'anno 1147 da Jurij Dolgorukij sulle sponde del fiume Moscova. Il suo perimetro si estese gradualmente fino a includere nel XX secolo i sobborghi limitrofi di Babuškin, Kuncevo, Ljublino, Perovo, Tušino (dal 1960) e di Solncevo (dal 1986), raggiungendo un'area totale di 2561,50 km². La città è stata capitale del Granducato di Mosca, del regno degli zar di Moscovia, dell'Impero russo (fino al 1713 e poi dal 1728 al 1732) e dell'Unione Sovietica; oggi è sede del Governo della Federazione Russa, situato nel Cremlino, una cittadella medievale fortificata che funge da sede del Presidente russo. Il Cremlino e la piazza Rossa sono tra i siti considerati Patrimonio dell'umanità situati nel territorio dell'oblast' moscovita. Anche il Parlamento russo (composto dalla Duma di Stato e dal Consiglio federale) ha sede nella città.
Vi risiede circa un decimo dell'intera popolazione russa: con più di 13 milioni di abitanti (18 milioni considerando l'area metropolitana), è la città più popolosa del Paese, la seconda città d'Europa per popolazione e superficie dopo Istanbul, la diciannovesima città più popolosa del mondo, la città con oltre 10 milioni di persone più settentrionale al mondo nonché, a causa del suo rigido clima continentale, la megalopoli più settentrionale e fredda della Terra.
Mosca è rinomata per i suoi stili architettonici in un gran numero di edifici storici, fra cui la celebre Cattedrale di San Basilio con le sue cupole a cipolla colorate, la Cattedrale di Cristo Salvatore, i magazzini GUM e l'Esposizione delle conquiste dell'economia nazionale. La città è sede della Torre di Ostankino, la più alta struttura d'Europa, della Torre della Federazione, il secondo più alto grattacielo d'Europa, e del Centro internazionale di affari di Mosca. Fra i parchi principali della città sono menzionabili il parco Gor'kij, il parco Kolomenskoe e il parco Caricyno. Mosca è inoltre considerata il centro della cultura russa, essendo luogo di nascita e di residenza di celebri artisti, scienziati e sportivi russi del passato e del presente, nonché sede di numerosissimi musei, accademie, istituzioni politiche e teatri.
La città è servita da un'ampia rete di trasporti, che include quattro aeroporti internazionali (Šeremet'evo, Domodedovo, Vnukovo e Žukovskij), nove stazioni ferroviarie, numerose linee tramviarie, un sistema di monorotaia, un sistema ferroviario di superficie, un sistema di cabinovia, uno sviluppato servizio di car sharing e di bike sharing, e la metropolitana, fra le più estese e profonde del mondo, la più frequentata in Europa e la quarta più frequentata al mondo; essa è uno dei punti di riferimento della città ed è famosa per la ricchezza dell'architettura delle sue 200 stazioni (di particolare pregio artistico, fra le altre, sono le stazioni di Komsomol'skaja, Ploščad' Revoljucii e Kievskaja).
Mosca è nota con numerosi epiteti, che si riferiscono alle sue dimensioni e allo status preminente all'interno della nazione: "terza Roma" (Третий Рим/Tretij Rim), "città dalla pietra bianca" (Белокаменная/Belokamennaja), "città del primo trono" (Первопрестольная/Pervoprestol'naja), "città delle quaranta fortezze" (Сорок Сороков/Sorok Sorokov) e "città-eroina (della seconda guerra mondiale)" (город-герой/gorod-geroj).

## Geografia fisica

### Territorio

Immagine satellitare della città

Mosca si trova nel circondario federale centrale (nella porzione europea del Paese), tra i fiumi Oka e Volga. Al 1º gennaio 2014 la città aveva una superficie di 2561,5 km². Un terzo del territorio (870 km²) si trova nella parte interna rispetto al MKAD, mentre i restanti 1691,5 km² si trovano al di fuori di tale strada a scorrimento veloce.
Il punto più alto della metropoli è localizzato a 255 m sopra il livello del mare, il punto più basso a 114,2 m sopra il livello del mare. Mosca giace sulle rive del fiume Moscova; la città è attraversata da alcuni affluenti di quest'ultimo, come lo Šodnja, il Chimka, il Presnja, il Neglinnaja, lo Jauza, il Niščenka e altri. Altre fonti d'acqua sono rappresentate da oltre 400 tra stagni e laghi e dalle sue 13 dighe.
Mosca è situata nel terzo spicchio del fuso orario internazionale (UTC+3); l'orario convenzionale utilizzato a Mosca è denominato internazionalmente "fuso orario di Mosca". Si trova in posizione marginale all'interno del Bacino di Mosca.

### Clima
La città di Mosca ha un clima continentale freddo. Lontana da mari che possano mitigare il clima, Mosca ha un clima caratterizzato da inverni molto lunghi e rigidi ed estati brevi anche se talvolta molto calde.
Le precipitazioni sono abbondanti durante tutto l'anno ma raggiungono i picchi durante la primavera e l'autunno. Durante l'inverno le precipitazioni nevose sono piuttosto abbondanti e la temperatura massima media non è superiore ai −5 °C mentre la minima ai −10 °C ma soprattutto nelle zone periferiche durante ondate di gelo intenso può scendere anche sotto i –25 °C, quasi sempre a notte fonda.
Mosca è nota per essere una delle metropoli più fredde del mondo ed è spesso associata alla neve, ma le estati possono anche essere calde (record storico +39,7 °C nel luglio 2010) e ogni tanto afose. La temperatura minima a Mosca si registrò nel gennaio 1940, quando il termometro scese a –42,2 °C.

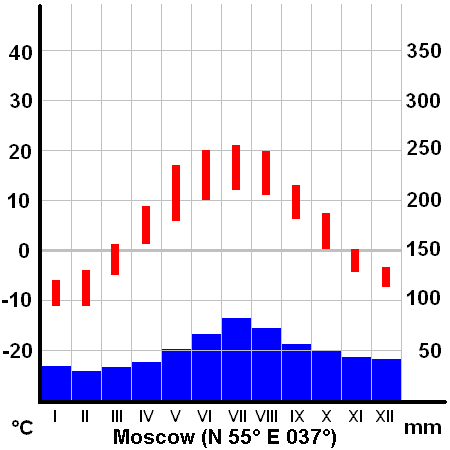
Temperature medie (rosso) e precipitazioni (blu) a Mosca

| Mosca (1991-2020) Fonte:    | Mesi         | Mesi         | Mesi         | Mesi         | Mesi        | Mesi        | Mesi        | Mesi        | Mesi        | Mesi         | Mesi         | Mesi         | Stagioni | Stagioni | Stagioni | Stagioni | Anno  |
| Mosca (1991-2020) Fonte:    | Gen          | Feb          | Mar          | Apr          | Mag         | Giu         | Lug         | Ago         | Set         | Ott          | Nov          | Dic          | Inv      | Pri      | Est      | Aut      | Anno  |
| --------------------------- | ------------ | ------------ | ------------ | ------------ | ----------- | ----------- | ----------- | ----------- | ----------- | ------------ | ------------ | ------------ | -------- | -------- | -------- | -------- | ----- |
| T. max. media (°C)          | −3,9         | −3,0         | 3,0          | 11,7         | 19,0        | 22,4        | 24,7        | 22,7        | 16,4        | 8,9          | 1,6          | −2,3         | −3,1     | 11,2     | 23,3     | 9,0      | 10,1  |
| T. media (°C)               | −6,2         | −5,9         | −0,7         | 6,9          | 13,6        | 17,3        | 19,7        | 17,6        | 11,9        | 5,8          | −0,5         | −4,4         | −5,5     | 6,6      | 18,2     | 5,7      | 6,3   |
| T. min. media (°C)          | −8,7         | −8,8         | −4,2         | 2,3          | 8,1         | 12,2        | 14,8        | 13,0        | 8,0         | 3,0          | −2,4         | −6,5         | −8,0     | 2,1      | 13,3     | 2,9      | 2,6   |
| T. max. assoluta (°C)       | 8,6 (2007)   | 8,3 (1989)   | 19,7 (2014)  | 28,9 (2012)  | 33,2 (2007) | 34,8 (2021) | 38,2 (2010) | 37,3 (2010) | 32,3 (1890) | 24,0 (1915)  | 16,2 (2013)  | 9,6 (2008)   | 9,6      | 33,2     | 38,2     | 32,3     | 38,2  |
| T. min. assoluta (°C)       | −42,1 (1940) | −38,2 (1929) | −32,4 (1913) | −21,0 (1879) | −7,5 (1885) | −2,3 (1916) | 1,3 (1886)  | −1,2 (1885) | −8,5 (1881) | −20,3 (1920) | −32,8 (1890) | −38,8 (1892) | −42,1    | −32,4    | −2,3     | −32,8    | −42,1 |
| Nuvolosità (okta al giorno) | 8,4          | 7,6          | 6,7          | 6,6          | 5,9         | 6,3         | 5,9         | 6,1         | 6,7         | 7,7          | 8,5          | 8,6          | 8,2      | 6,4      | 6,1      | 7,6      | 7,1   |
| Precipitazioni (mm)         | 53           | 44           | 39           | 37           | 61          | 78          | 84          | 78          | 66          | 70           | 52           | 51           | 148      | 137      | 240      | 188      | 713   |
| Giorni di pioggia           | 8            | 6            | 9            | 15           | 16          | 16          | 15          | 16          | 16          | 17           | 13           | 8            | 22       | 40       | 47       | 46       | 155   |
| Nevicate (cm)               | 24           | 35           | 29           | 2            | 0           | 0           | 0           | 0           | 0           | 0            | 4            | 12           | 71       | 31       | 0        | 4        | 106   |
| Giorni di neve              | 25           | 23           | 15           | 6            | 1           | 0           | 0           | 0           | 0,3         | 5,0          | 17,0         | 24,0         | 72,0     | 22,0     | 0,0      | 22,3     | 116,3 |
| Giorni di nebbia            | 0,2          | 0,4          | 0,3          | 1,0          | 0,2         | 0,3         | 1,0         | 1,0         | 1,0         | 1,0          | 1,0          | 1,0          | 1,6      | 1,5      | 2,3      | 3,0      | 8,4   |
| Umidità relativa media (%)  | 85           | 81           | 74           | 68           | 67          | 72          | 74          | 78          | 82          | 83           | 86           | 86           | 84       | 69,7     | 74,7     | 83,7     | 78    |
| Vento (direzione-m/s)       | SW 1,6       | SE 1,6       | SE 1,6       | SE 1,5       | N 1,3       | NW 1,2      | NW 1,1      | NW 1,0      | SW 1,1      | SW 1,4       | SW 1,6       | SW 1,6       | 1,6      | 1,5      | 1,1      | 1,4      | 1,4   |

### Flora
Pur avendo sul suo territorio moltissimi edifici, le zone verdi di Mosca costituiscono un terzo della superficie totale della capitale, con 34 300 ettari. La città possiede alcuni tra i più grandi parchi al mondo, come il Parco Izmajlovskij, il Parco Timiriazevskij, il parco Fili, il parco Zamoskvoreckij, il parco Ljublino, il parco Butovskij, l'orto botanico, il parco Neskučnyj, il parco Bitcevskij, il parco Caricyno, il parco Kolomenskoe, il parco Kuz'minki, il parco Kuskovo, il parco Sokol'niki e molte altre aree verdi.
Tra l'area metropolitana della capitale e la sua oblast' è situato il terzo parco urbano più esteso del mondo, il parco nazionale di Losinij Ostrov.

### Fauna
La fauna moscovita è variegata; ad esempio, nel parco nazionale di Losinij Ostrov è possibile incontrare conigli, scoiattoli, ricci, cinghiali, alci, cervi, volpi, visoni, ermellini, anatre e ardeidi selvatiche, fagiani e starne. Dai tempi di Ivan IV il Terribile il parco è stato protetto dapprima come luogo reale di caccia e poi, dal 1983, come parco nazionale.
Il parco Bitcevskij ospita toporagni, ricci, pipistrelli, conigli, arvicolini, donnole, galline terrestri.
I parchi di Mosca sono dimora di rare specie animali per un ambiente cittadino come il moscardino, la puzzola, la pavoncella, il pipistrello di Nathusius e numerosi altri animali, inseriti nel libro rosso di Mosca.
La città è anche abitata da diversi cani randagi; se ne contano 30 000.

## Storia

### Origini

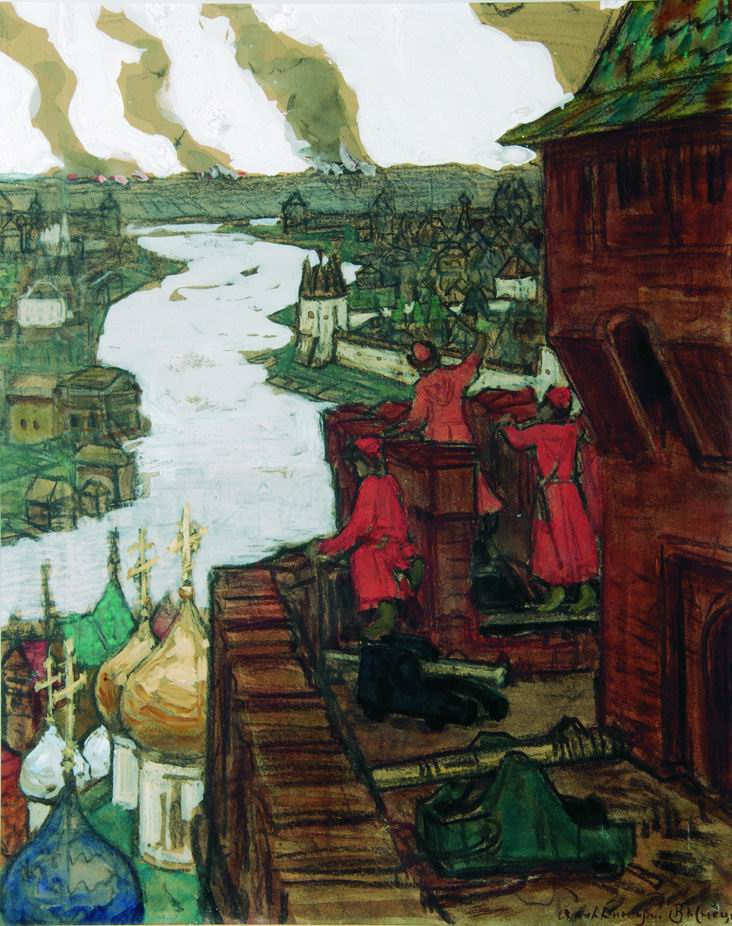
Guerrieri del Khanato dell'Orda d'Oro

Il primo riferimento storico a Mosca è datato 1147, quando era una piccola città di provincia con una tribù finnica (i Merja) e in un'antica cronaca russa si narra che il principe russo Jurij Dolgorukij invitò il principe Svjatoslav di Novgorod-Severskij, nonché suo alleato, a visitare il villaggio: «Vieni da me, fratello, vieni a Mosca!».
Nel 1156, il principe Jurij Dolgorukij fortificò la città, cingendola di mura. Dopo il saccheggio del 1237-1238, quando i Mongoli la rasero al suolo uccidendone tutti gli abitanti, Mosca fu ricostruita e divenne la capitale d'un principato indipendente.

### XIV secolo
Nel 1300 Mosca fu conquistata da Daniil Aleksandrovič, il figlio di Aleksandr Nevskij e membro della dinastia Rjurik. La sua posizione favorevole sulle rive del fiume Moscova contribuì a una rapida espansione. Mosca fu stabile e prospera per diversi anni, attraendo di conseguenza un gran numero di immigrati dall'intera Russia.
Intorno al 1304 Jurij di Mosca entrò in competizione con Michail Jaroslavič (e successivamente con il figlio di quest'ultimo, Dmitrij) per il trono del Principato di Vladimir-Suzdal'. Con Ivan I Mosca ebbe finalmente la meglio su Tver' e assunse il ruolo di capitale del principato e di unico centro di raccolta delle tasse destinate ai governanti mongoli. Attraverso il pagamento di un cospicuo tributo Ivan ottenne un'importante concessione dal khan: al contrario di altri principati, Mosca non fu divisa fra i figli del principe, bensì passò interamente al maggiore di essi.
Se inizialmente il khan dell'Orda d'Oro tentò di limitare l'influenza di Mosca, in seguito, quando l'ascesa del Granducato di Lituania cominciò a minacciare l'intera Russia, il khan stesso, per controbilanciare la Lituania, rinforzò Mosca, consentendole di diventare una delle città più potenti in Russia.
Nel 1380, il principe Dmitrij Donskoj di Mosca condusse un'armata panrussa a un'importante vittoria sui Mongoli nella Battaglia di Kulikovo. In quel momento Mosca assunse un ruolo di primo piano nella liberazione della Russia dalla dominazione mongola.

### Dal XV al XVI secolo
Nel 1480 Ivan III di Russia sottrasse definitivamente il controllo di Mosca ai Tatari e consegnò la città ai Russi; la città divenne poi capitale di un impero destinato a racchiudere, oltre all'intera Russia e alla Siberia, molte altre terre. Ivan III sposò poi Sofia Paleologa, nipote dell'ultimo imperatore di Costantinopoli, rafforzando così l'importanza della città. Il cuore della Chiesa ortodossa si spostò a questo punto dall'antica Bisanzio a Mosca.
La nuova posizione politica e religiosa raggiunta da Mosca sul piano internazionale portò alla nascita dell'idea che la città fosse la terza Roma (dove Roma e Costantinopoli erano state le prime due).
La tirannia dei successivi zar, come Ivan IV il Terribile, portò alla decadenza dello Stato, benché allo stesso tempo l'impero andasse espandendosi. Nel 1571 i Tatari del Canato di Crimea si impadronirono di Mosca e la diedero alle fiamme. Dal 1610 al 1612 Mosca fu occupata da truppe del regno polacco-lituano, il cui sovrano Sigismondo III tentò di usurpare il trono russo.

### Dal XVII al XIX secolo

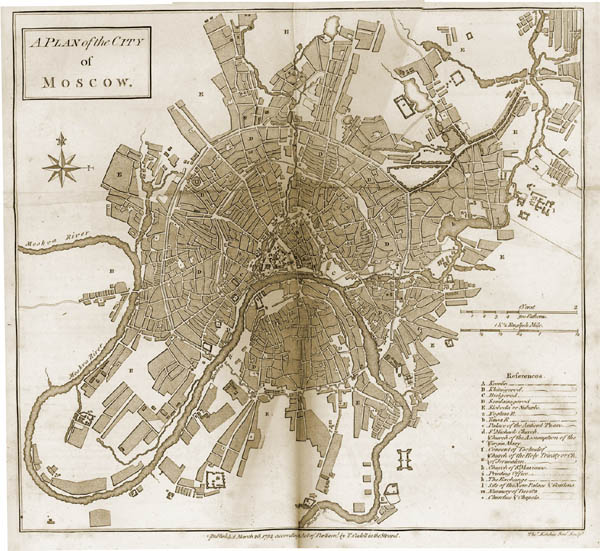
Mappa di Mosca, 1784

Nel 1612 gli abitanti di Nižnij Novgorod e di altre città russe si sollevarono contro gli occupanti polacchi, assediarono il Cremlino e sterminarono gli invasori. Nel 1613 un'assemblea dell'impero elesse lo zar Michele Romanov, dando inizio alla dinastia Romanov.
Lo zar già allora istituì una festa a ricordo della cacciata dei Polacchi e dei Lituani, nota come "giorno della liberazione di Mosca dagli invasori polacchi".

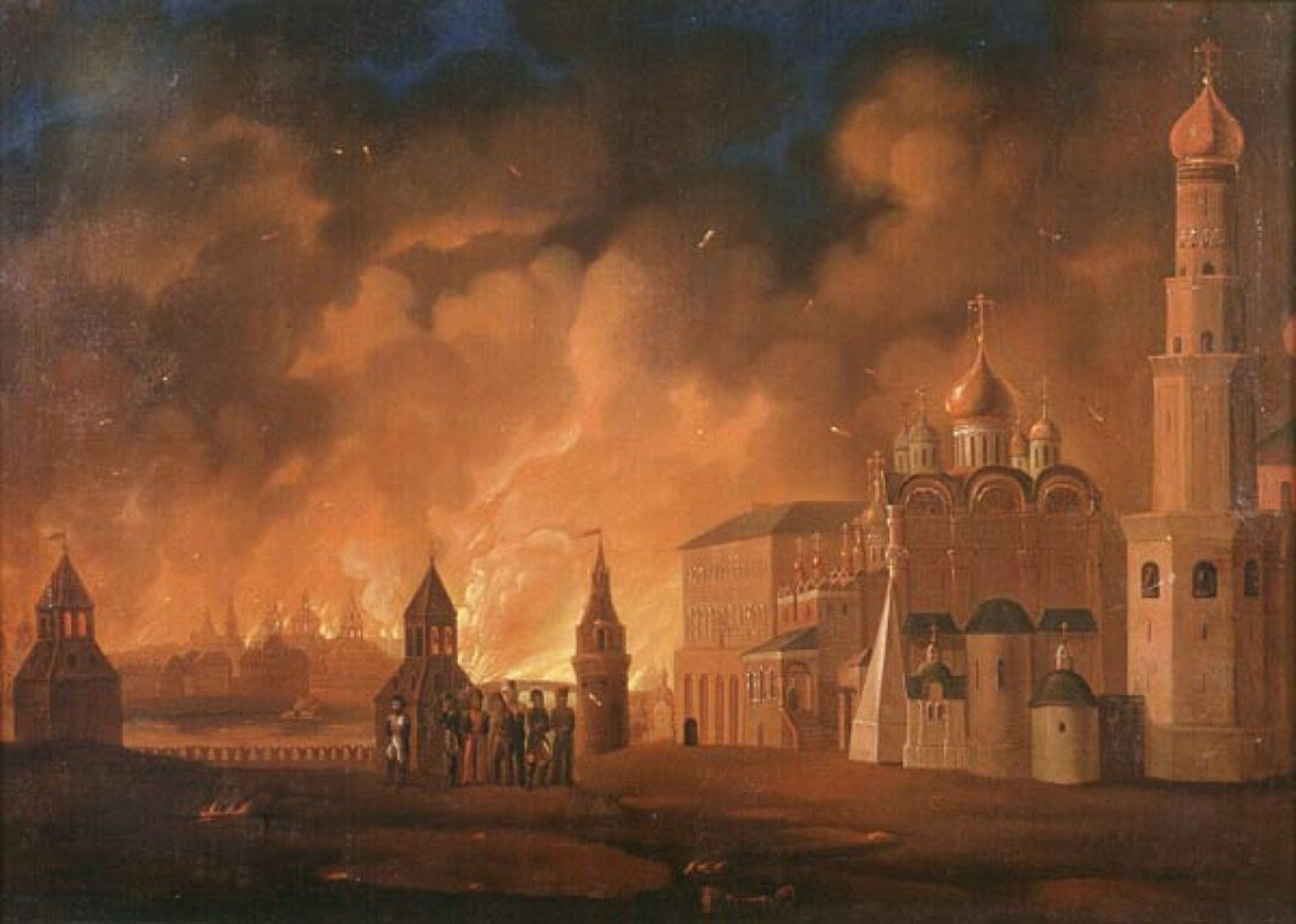
L'Incendio di Mosca del 1812 durante la Campagna di Russia del Primo Impero Francese

Mosca cessò di essere la capitale del regno russo nel 1703, quando Pietro il Grande costruì San Pietroburgo, sulla costa del mar Baltico. Quando nel 1812 Napoleone invase il Paese, il 14 settembre i moscoviti evacuarono e arsero la città, mentre le forze di Napoleone si avvicinavano. L'esercito di Napoleone, stremato dalla fame, dal freddo e dalla mancanza di approvvigionamenti, si ritirò.

### Dal XX secolo

#### Dal 1905 alla Rivoluzione d'Ottobre
Nel gennaio del 1905 fu istituita ufficialmente a Mosca la carica di governatore, o sindaco, e Aleksandr Adrianov divenne il primo sindaco ufficiale di Mosca; il sindaco attuale è Sergej Sobjanin. Dopo il successo della rivoluzione d'ottobre del 1917 Lenin, temendo invasioni straniere, spostò la capitale da Pietrogrado (fino al 1914 chiamata San Pietroburgo) di nuovo a Mosca il 5 marzo 1918.

#### La seconda guerra mondiale
Durante la seconda guerra mondiale, alle porte della città ci fu un attacco da parte delle truppe tedesche della Wehrmacht, che riuscirono a spingersi fino al vicino comune di Himki, a nord-ovest di Mosca. Un monumento che raffigura tre enormi cavalli di Frisia è stato posto sul punto più vicino al centro raggiunto dall'avanguardia delle truppe nemiche. Il 5 dicembre 1941, l'Armata rossa sferrò una grande controffensiva davanti a Mosca e riuscì a sconfiggere le truppe tedesche, salvando la capitale e respingendo indietro il nemico.
Snodo vitale delle ferrovie e delle linee di rifornimento dell'URSS, Mosca, insieme con Leningrado e Kiev, venne individuata come uno dei tre obiettivi strategici dell'offensiva del 1941 della Wehrmacht.

#### Dal dopoguerra al crollo dell'URSS

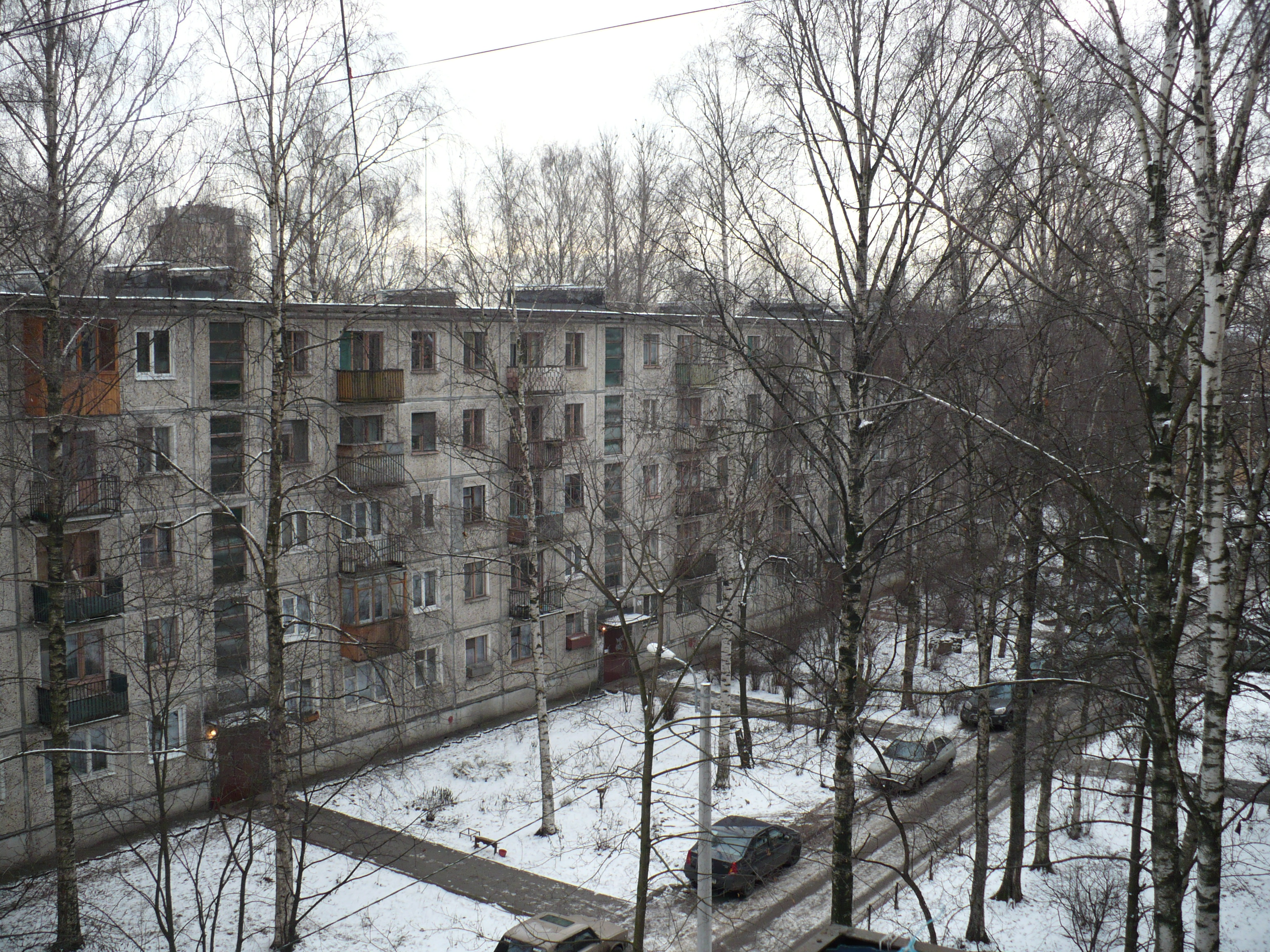
Le chruščëvke, edifici costruiti sotto Chruščëv

Tra il 1952 e il 1957 a Mosca si costruirono, su commissione di Stalin, 7 grattacieli di simile architettura chiamati "sette sorelle", che ancora oggi sono un simbolo importante della città rappresentante l'epoca sovietica.
Nel 1960 i confini territoriali di Mosca furono stabiliti lungo il MKAD; questo confine fu rimosso solo nel 1984 in seguito alla costruzione di nuovi edifici.
Nel 1980 Mosca accolse i Giochi della XXII Olimpiade, durati dal 19 luglio al 3 agosto del 1980.
Dal 19 al 22 agosto 1991 avvenne il "putsch di agosto" organizzato dal Comitato statale per lo stato di emergenza. Nel 1993, a seguito della crisi costituzionale, causata dallo scontro tra il presidente El'cin e il Parlamento russo, il 3 e il 4 ottobre fu occupato il centro televisivo di Ostankino e fu attaccato il Palazzo del Governo.

### Periodo post-sovietico

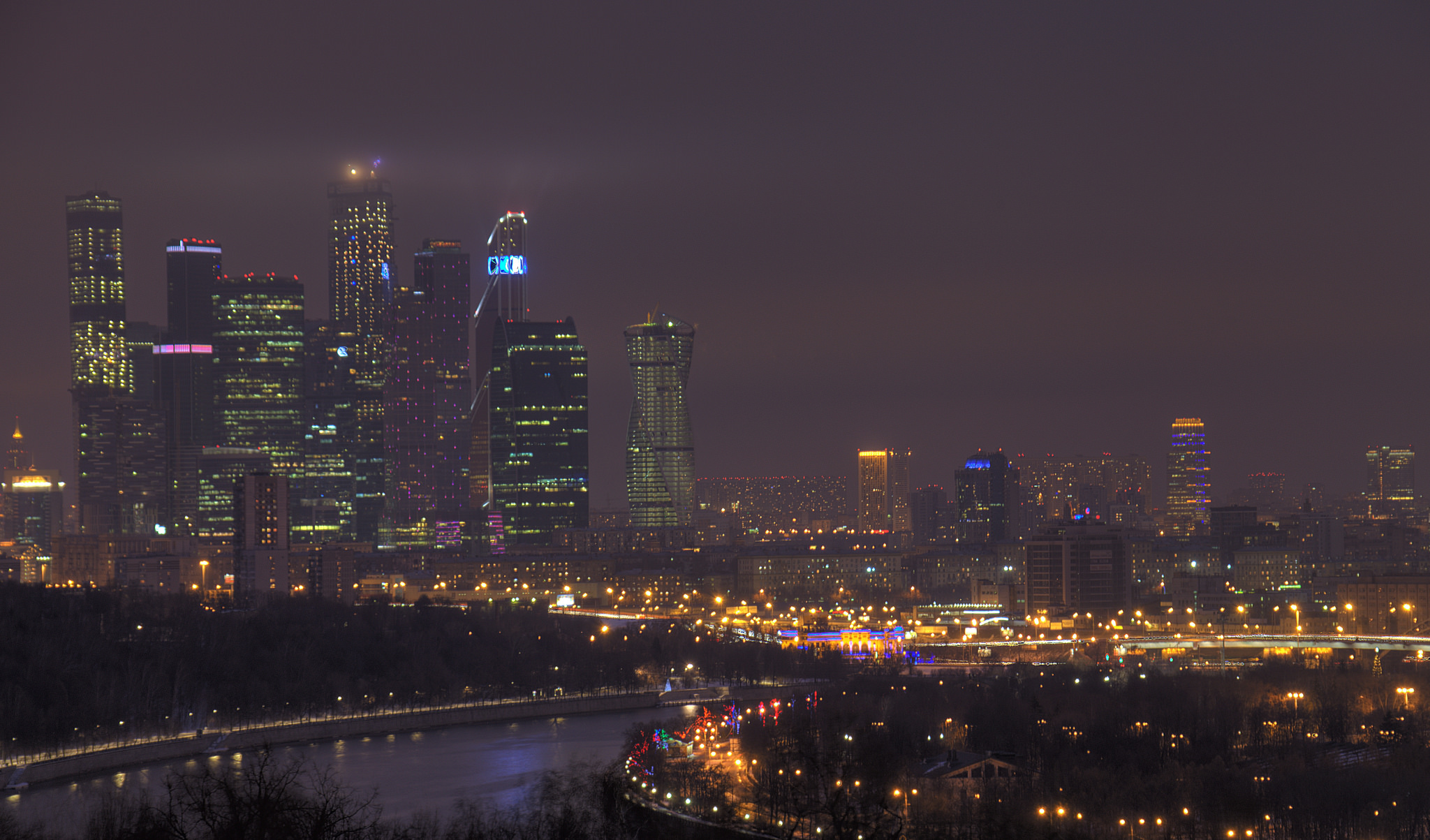
Moderna vista della capitale

Alla fine degli anni novanta e all'inizio degli anni duemila la capitale si scontrò per la prima volta con la minaccia del terrorismo internazionale, con alcuni attacchi contro i civili.
I primi anni duemila hanno dato alla città una nuova faccia: furono costruiti numerosi centri finanziari e abbattuti molti edifici sovietici obsoleti e fu notevolmente migliorato il settore dei servizi. Oggi si può osservare una città completamente diversa da quella cementata dagli stereotipi sovietici e post-sovietici.

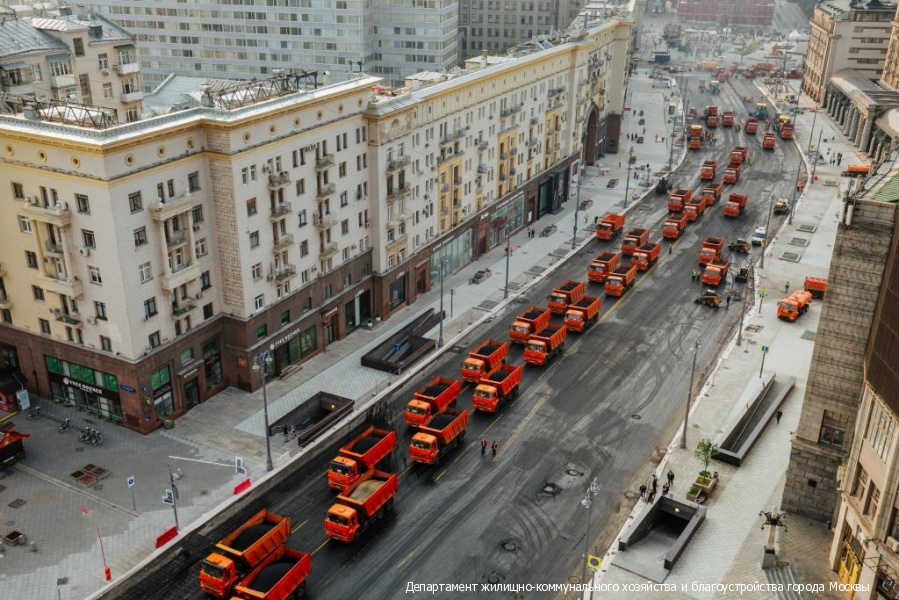
Rinnovamento del manto stradale in via Tverskaja nel 2016

Nel 2015, su iniziativa della Duma di Mosca, sono incominciati i lavori di riqualificazione delle strade della capitale sulla base del programma "La mia via" (Моя улица), che ha come obiettivo il rinnovamento e la creazione di zone pedonali, marciapiedi, facciate e illuminazione di edifici, piste ciclabili e piantumazione di alberi; la fine dei lavori era prevista per l'anno 2020.
Nel 2016 la Duma di Mosca ha avviato il programma di rinnovamento degli alloggi, grazie al quale entro 15 anni verranno abbattuti e sostituiti da abitazioni moderne i circa 5 000 condomini fatiscenti costruiti tra il 1957 e il 1968 durante il governo di Nikita Sergeevič Chruščëv, dal quale le abitazioni prendono il nome di chruščëvka.
Da luglio ad agosto 2019 a Mosca c'è stata un'ondata di proteste anti-governative, guidate dall'oppositore Aleksej Naval'nyj e dai candidati indipendenti al ruolo di deputati della Duma della città di Mosca Il'ja Jašin, Ljubov' Sobol', Ivan Ždanov e Julija Galjamina. I raduni avvenuti sulla prospettiva Sacharov il 20 luglio (22 000 manifestanti) e il 10 agosto (50 000 manifestanti) 2019 sono diventati i maggiori raduni politici in Russia dopo le proteste in Russia del 2011-2013. Le proteste sono state causate dalla situazione instabile delle elezioni della Duma della città di Mosca del 2019. Diffuse proteste pubbliche si sono scatenate da numerose violazioni delle autorità, rivendicate dai candidati indipendenti dell'opposizione, durante la procedura di registrazione dei candidati per le elezioni.

### I simboli della città
Lo stemma della città raffigura un cavaliere con una lancia in mano mentre uccide un basilisco ed è identificato con San Giorgio che uccide il drago. L'emblema araldico di Mosca è parte integrante dello stemma della Russia sin dal XVI secolo. I suoi tre colori (bianco, blu e rosso) si crede abbiano ispirato i colori della bandiera della Russia.
In accordo alla legge cittadina del 1º ottobre 1995, n. 4-12 "Sul simbolo e sulla bandiera della città di Mosca", lo stemma cittadino presenta su uno scudo araldico a sfondo rosso scuro di proporzioni 8:9 l'effigie di "San Giorgio vittorioso" con armatura argentea e mantello azzurro su un cavallo argenteo che trafigge con una lancia dorata un drago nero.
La bandiera della città di Mosca è rettangolare e di proporzioni 2:3, ha colore rosso scuro e raffigura al centro delle due facciate gli elementi sopra elencati dello stemma con proporzioni tali da occupare 2/5 della larghezza della bandiera.
L'inno della città di Mosca è la composizione musicale "Mosca mia" ("Моя Москва"), scritta da I. Dunaevskij per i versi di M. Lisjanskij e S. Agranjan.

## Monumenti e luoghi d'interesse

### Architettura

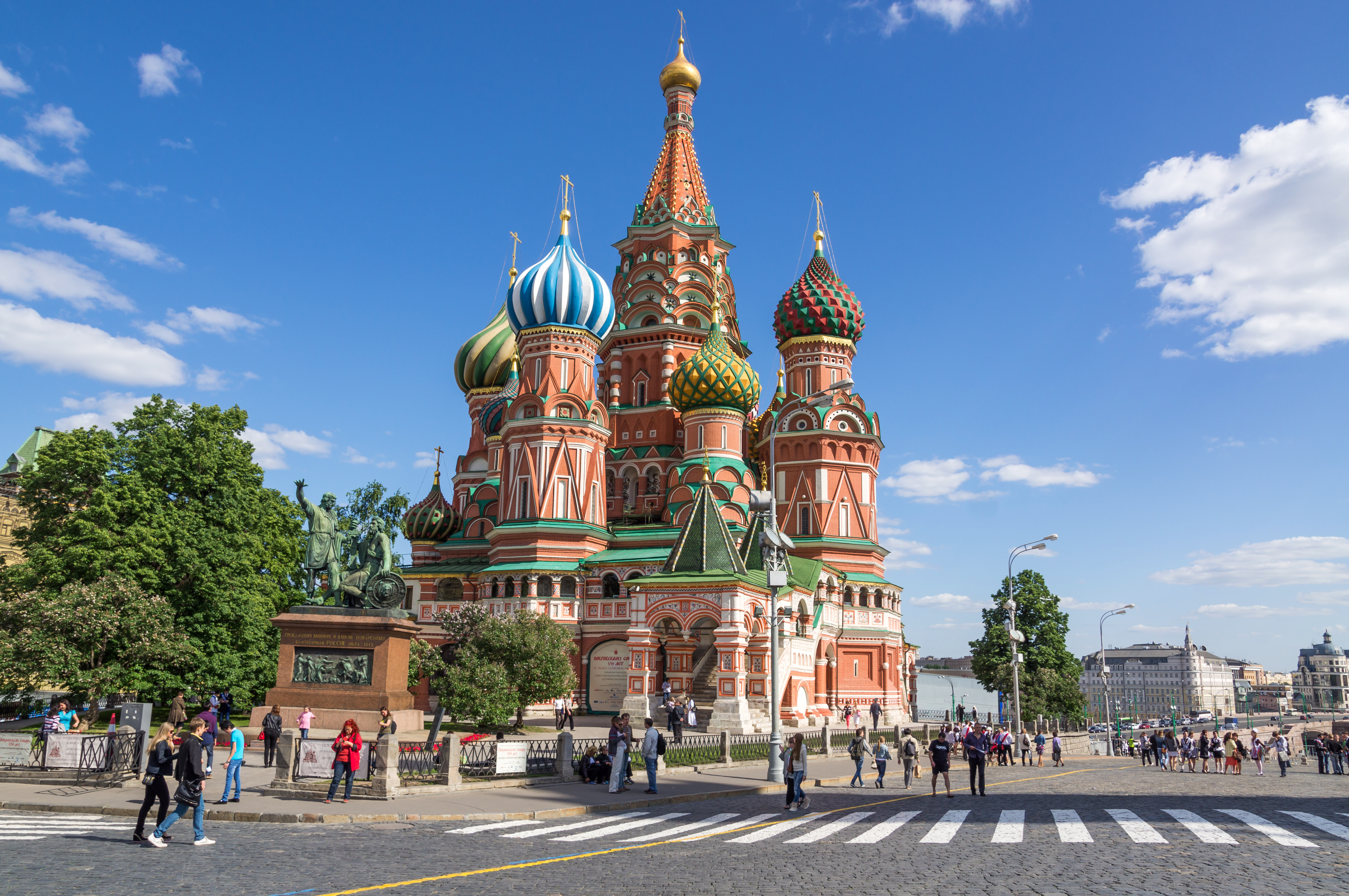
Cattedrale di San Basilio a Mosca, capolavoro dell'architettura russa

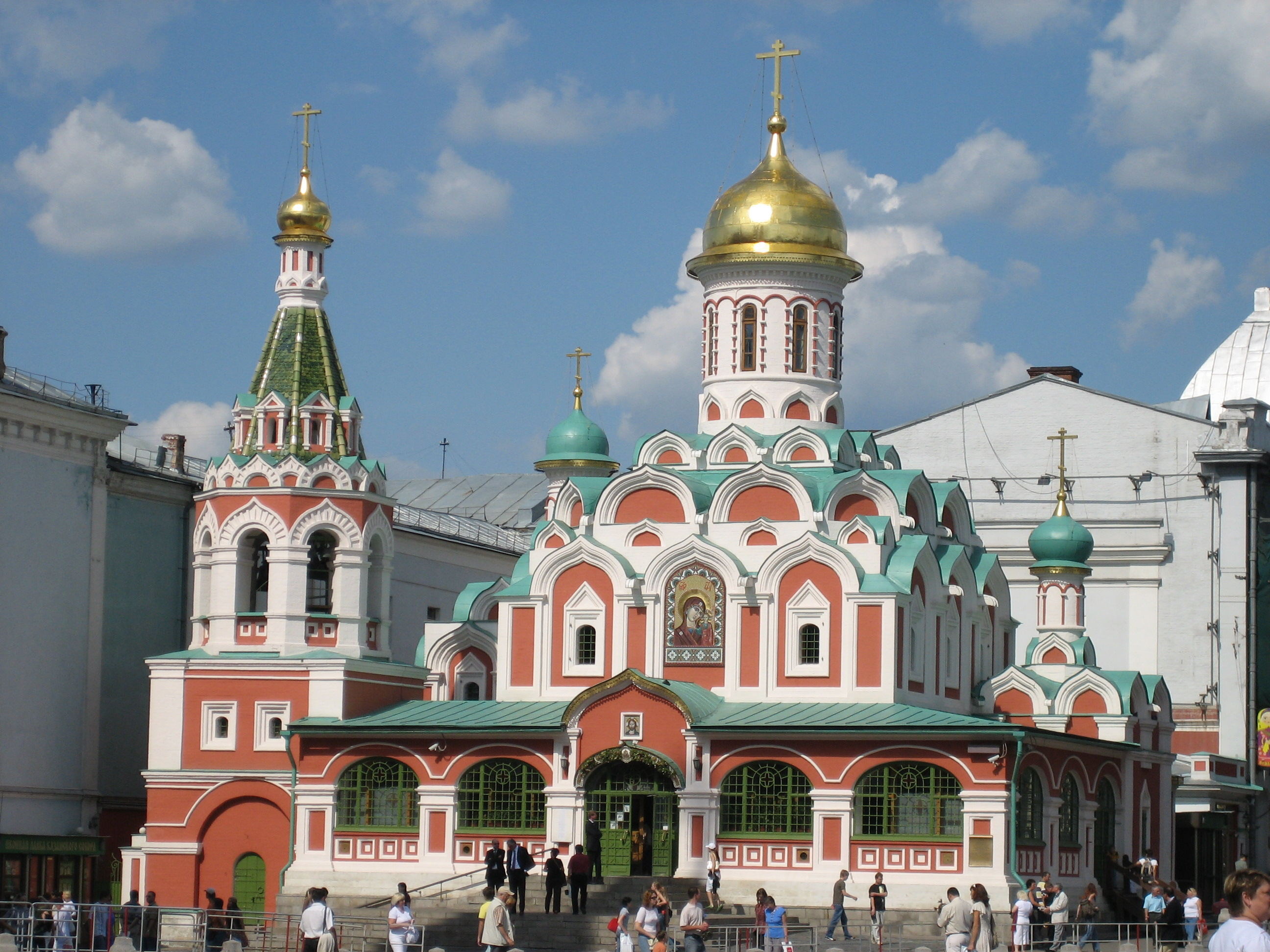
La Cattedrale di Kazan'

Mosca possiede un patrimonio architettonico di rilevanza mondiale. La città è nota soprattutto per la Cattedrale di San Basilio, con le sue fastose cupole a cipolla, così come la Cattedrale di Cristo Salvatore e le Sette Sorelle. Il primo Cremlino fu costruito a metà del XII secolo.
La struttura medioevale di Mosca era concepita con mura concentriche e strade radiali che si intersecano. Questa conformazione, così come i fiumi di Mosca, hanno contribuito a plasmare lo sviluppo della città nei secoli successivi.
Il Cremlino è stato ricostruito nel XV secolo. Le sue torri e alcune delle sue chiese sono state costruite da architetti italiani, prestando alla città un po' di aura del rinascimento. Dalla fine del XV secolo, la città fu abbellita da un numero crescente di strutture in muratura come monasteri, palazzi, mura, torri e chiese.
L'aspetto della città non cambiò molto dal XVIII secolo. Le case erano costruite con tronchi di pino e abete rosso, con tetti a scandole intonacate con zolle o coperti da corteccia di betulla. La ricostruzione di Mosca nella seconda metà del XVIII secolo è stata resa necessaria non solo dagli incendi costanti, ma anche per le esigenze della nobiltà. Gran parte degli edifici cittadini in legno sono stati sostituiti da edifici in stile classico.
Per gran parte della sua storia architettonica, Mosca è stata dominata da chiese ortodosse. Tuttavia, l'aspetto generale della città è cambiato drasticamente durante il periodo sovietico, soprattutto a causa dello sforzo su larga scala di Iosif Stalin di "modernizzare" la città. I piani di Stalin prevedevano una rete di ampi viali e strade, alcune delle quali con più di dieci corsie, che, pur semplificando notevolmente il movimento attraverso la città, sono state realizzate a spese di un gran numero di edifici e distretti storici. Tra le molte vittime delle demolizioni di Stalin era la torre Sucharev, un punto di riferimento cittadino di lunga tradizione, così come numerosi palazzi ed edifici commerciali che costeggiavano le strade principali. Il nuovo status della città come la capitale di uno stato totalitario profondamente laico, portò alla demolizione di numerosi edifici religiosamente significativi particolarmente vulnerabili. Molte delle chiese della città, che nella maggior parte dei casi erano gli edifici più antichi e importanti della città, andarono distrutti; alcuni esempi notevoli sono la Cattedrale di Kazan' e la Cattedrale di Cristo Salvatore. Negli anni 1990, entrambe sono state ricostruite. Molte chiese più piccole, invece, sono andate perdute.

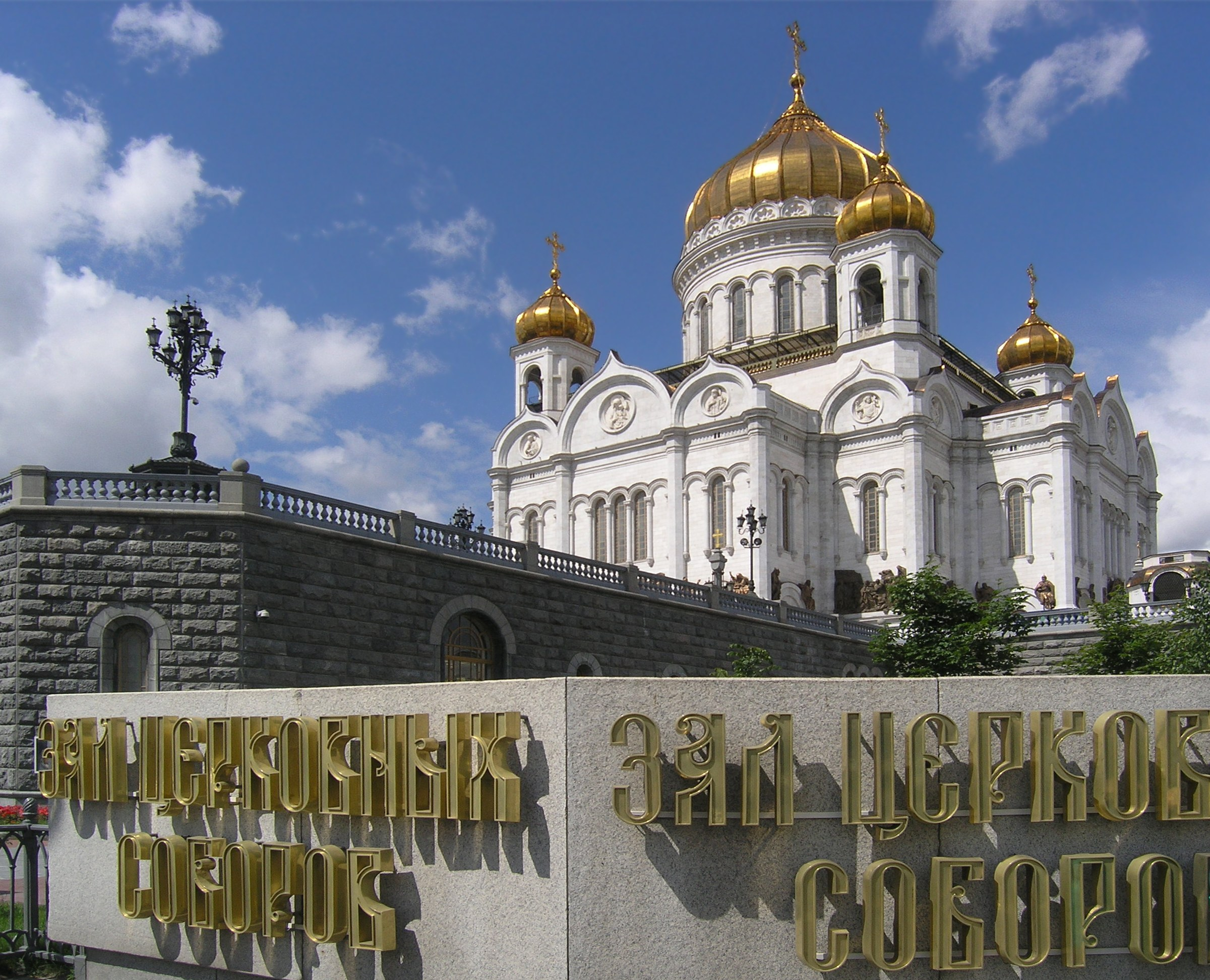
Cattedrale di Cristo Salvatore

Mentre il periodo stalinista è stato caratterizzato dalla decurtazione della creatività e dell'innovazione architettonica, i precedenti anni post-rivoluzionari avevano visto una crescita di nuovi edifici radicali realizzati in città. Particolarmente degni di nota furono gli architetti costruttivisti della Vchutemas, realizzatori di importanti edifici come il Mausoleo di Lenin. Un altro importante architetto fu Vladimir Šuchov, famoso per la torre Šuchov, una delle tante torri iperboloidi progettate da lui. Fu realizzata tra il 1919 e il 1922 come torre di trasmissione per una società televisiva russa. Šuchov lasciò un'eredità duratura per l'architettura costruttivista dei primi anni della Russia sovietica. Progettò spaziose gallerie di negozi, in particolare i grandi magazzini GUM sulla Piazza Rossa.

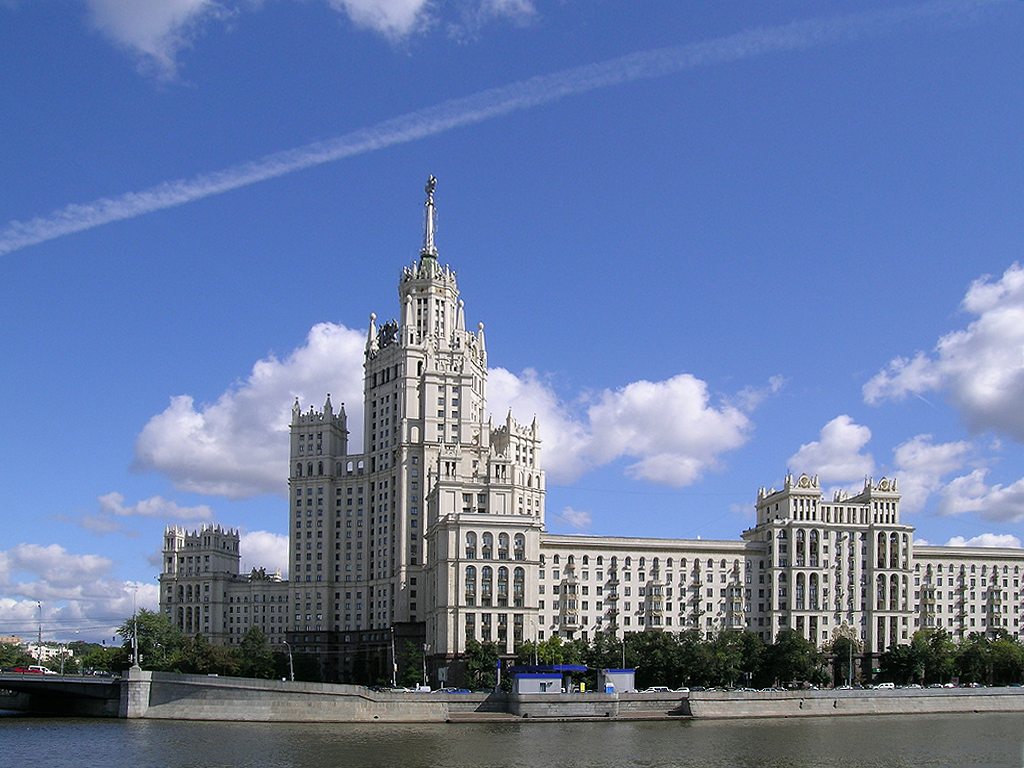
Edificio residenziale in Kotel'ničeskaja naberežnaja, una delle Sette Sorelle

Forse il contributo più riconoscibile del periodo staliniano sono le cosiddette Sette Sorelle, che comprendono sette grattacieli enormi sparsi in tutta la città, posti a una distanza circa uguale dal Cremlino. Una caratteristica distintiva dell'orizzonte di Mosca, la loro forma imponente sarebbe stata ispirata dal Manhattan Municipal Building a New York, e il loro stile, con esterni intricati e una grande guglia centrale, è stato descritto come architettura gotica stalinista. Tutte le sette torri possono essere viste dalla maggior parte dei punti più alti della città; sono tra le costruzioni più alte del centro di Mosca, a parte la torre di Ostankino, che, quando è stato completata nel 1967, era la più alta struttura autoportante del mondo e oggi rimane la settantaduesima, collocandosi tra edifici come il Burj Khalifa di Dubai, il Taipei 101 a Taiwan e la Torre CN di Toronto.
L'obiettivo sovietico di fornire alloggi per ogni famiglia e la rapida crescita della popolazione cittadina hanno portato alla costruzione di grandi blocchi abitativi monotoni. Questi possono spesso essere identificati per età, robustezza di costruzione o 'stile', a seconda della zona e i materiali utilizzati. La maggior parte di esse risalgono al periodo post-staliniano e gli stili spesso prendono il nome del capo di allora al potere (Brežnev, Chruščëv, ecc.). Solitamente si trovano in uno stato di cattiva manutenzione.
Anche se la città possiede ancora alcuni palazzi di cinque piani, costruiti nella prima metà del 1960, i recenti edifici con più appartamenti sono di solito alti almeno 9 piani e hanno ascensori. Si stima che Mosca abbia oltre il doppio degli ascensori di New York e quattro volte di più di Chicago. Moslift, una delle principali società operanti negli ascensori della città, ha circa 1 500 meccanici reperibili su chiamata, per liberare i residenti rimasti chiusi in essi.

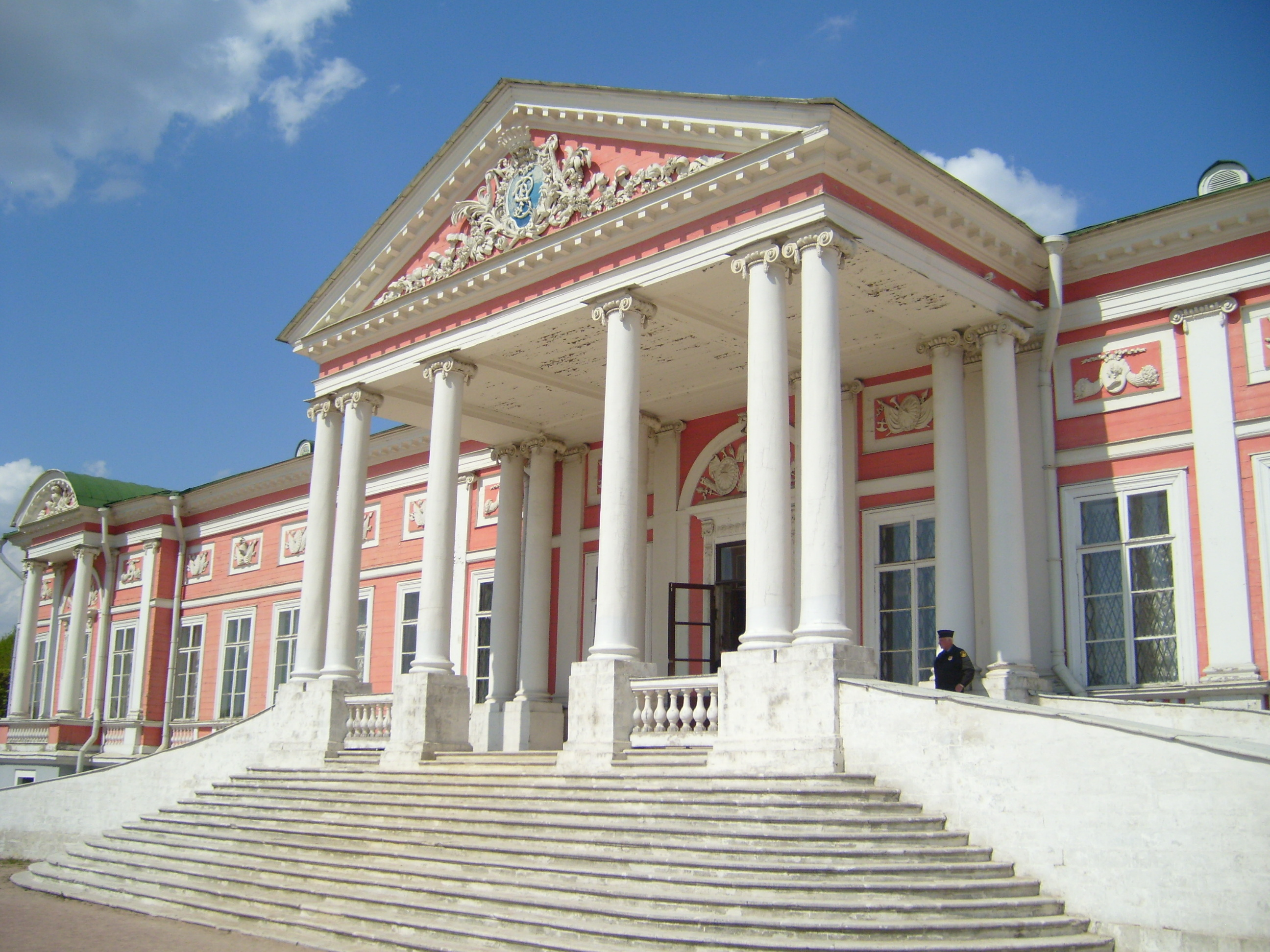
Facciata del palazzo Kuskovo

Gli edifici di epoca stalinista, presenti soprattutto nella parte centrale della città, sono enormi e di solito ornati con motivi che richiamano il realismo socialista. Tuttavia, piccole chiese - quasi sempre ortodosse - possono essere trovate in tutta la città e offrono scorci del suo passato. La vecchia via Arbat, una popolare strada turistica che un tempo era il cuore di una zona bohémienne, conserva la maggior parte dei suoi edifici antecedenti al XX secolo. Molti edifici che hanno trovato posizione lungo le strade principali del centro della città (dietro le facciate staliniste di via Tverskaja, per esempio) sono anch'essi esempi di architettura borghese tipiche dei tempi zaristi. Il palazzo Ostankino, Kuskovo, Uzkoe e altri grandi patrimoni, appena fuori Mosca originariamente appartenerono ai nobili di epoca zarista, e alcuni conventi e monasteri, sia all'interno sia all'esterno della città, sono aperti ai moscoviti e turisti.
Vari tentativi sono stati fatti per ripristinare i molti esempi meglio conservati dell'architettura cittadina pre-sovietica. Queste strutture restaurate sono facilmente individuabili per i loro nuovi colori brillanti e dalle facciate immacolate. Molti di questi restauri sono stati criticati per la presunta mancanza di rispetto all'autenticità storica. Il facciatismo è ampiamente praticato.

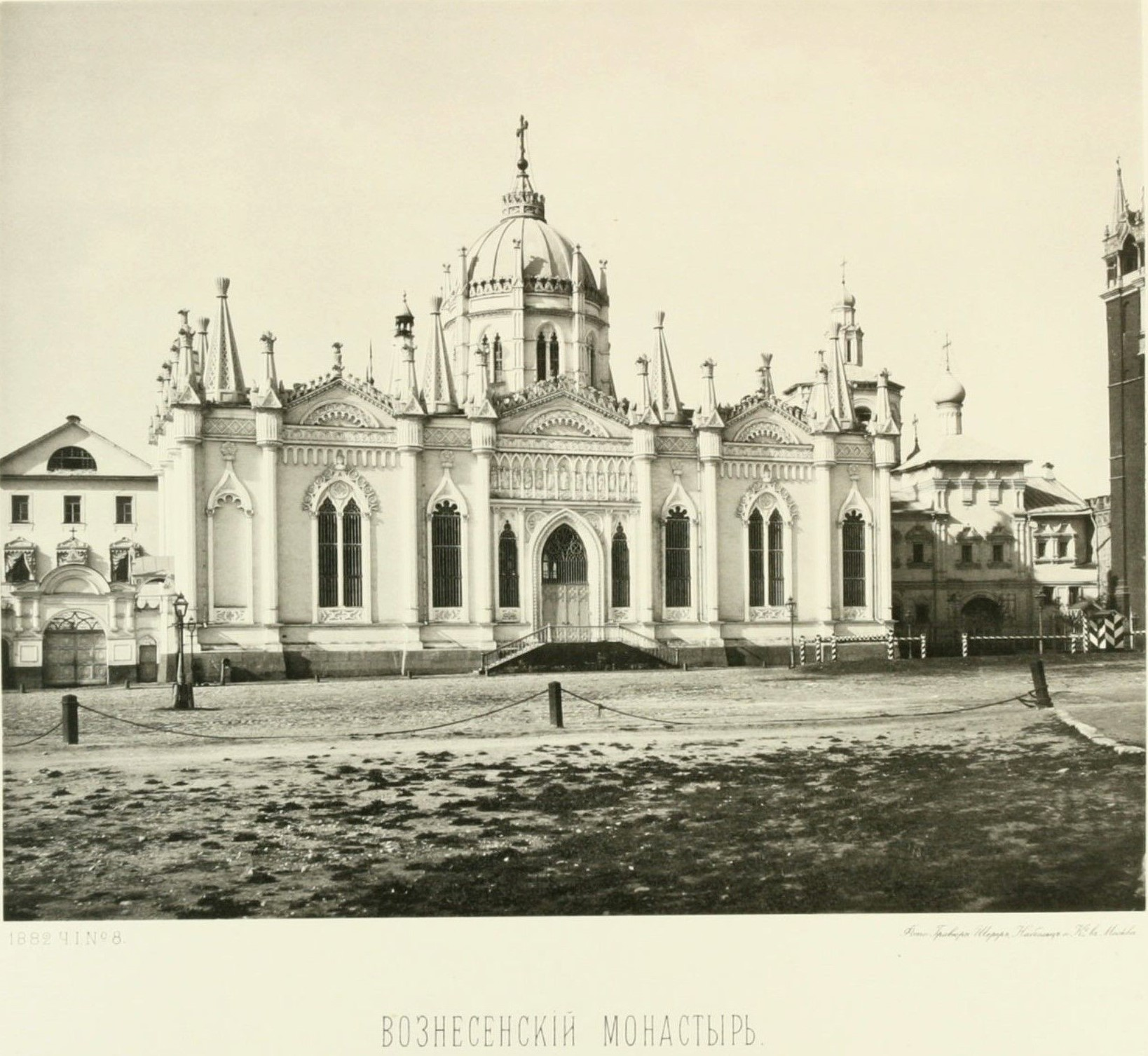
Monastero dell'Ascensione nel 1883

All'esterno delle case spesso si trovano targhe che informano i passanti che un personaggio noto un tempo viveva lì. Spesso, le placche sono dedicati alle celebrità sovietiche non note al di fuori della Russia. Vi sono anche molte case museo di famosi scrittori russi, compositori e artisti.
Dopo la dissoluzione dell'URSS, l'architettura socialista è stata abbandonata. Nella costruzione di nuovi edifici si è copiato lo stile occidentale, e si è anche cercato di creare un proprio stile, il cosiddetto "stile lužkoviano", definizione popolare data agli edifici fatti costruire sottocommissione dell'Amministrazione di Mosca, presidiata dal sindaco Jurj Lužkov, che commentò così lo stile creato dai suoi fidati architetti e scultori:
(Jurij Michajlovič Lužkov)
Alcuni esempi di edifici realizzati durante il governo di Lužkov sono: il centro commerciale "Nautilius" sulla Piazza Lubjanka, la Casa-uovo in via Maškov, il centro commerciale "Ochotnyj Rjad" in Piazza del Maneggio, il centro commerciale "Evropejskij" in Piazza della stazione Kievskaja, il teatro "Et Cetera" nel vicolo Frolov.
Negli ultimi anni, l'amministrazione comunale è stata ampiamente criticata per la pesante distruzione che ha colpito molti edifici storici. Si stima che un terzo del centro storico di Mosca è stato distrutto negli ultimi anni per fare spazio ad appartamenti e alberghi di lusso. Altri edifici storici, tra cui l'albergo Moskva del 1930 e il magazzino Voentorg del 1913, sono stati rasi al suolo e ricostruiti nuovamente con l'inevitabile perdita del valore storico. Negli ultimi 12 anni più di 50 edifici con lo status di monumento furono abbattuti e molti di essi risalivano al XVII secolo. Alcuni critici si chiedono anche se il denaro utilizzato per la ricostruzione degli edifici rasi al suolo non poteva essere utilizzato per la ristrutturazione delle strutture decadenti, tra cui molte opere dell'architetto Konstantin Mel'nikov e la stazione della metropolitana Majakovskaja.

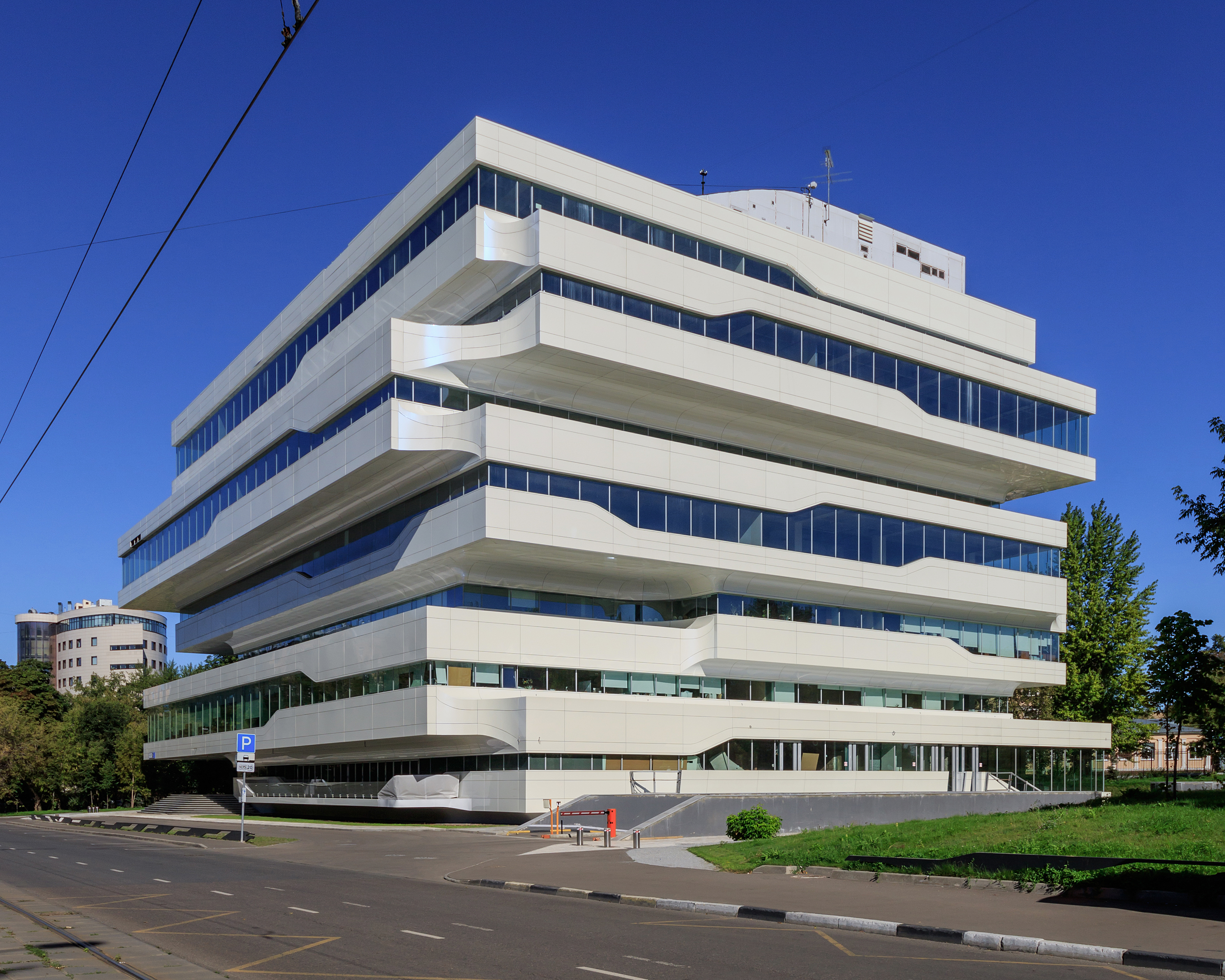
Dominion Office Building

Negli anni 2010 si sono realizzati diversi edifici in stile altecno. Lo spazio per eccellenza dedicato a questo stile architettonico è il quartiere degli affari Moscow-City. I lavori sono incominciati nel 1998, con la costruzione della Torre 2000 e del Ponte di Bagration. La Torre della Federazione Est, con i suoi 374 metri è al momento l'edificio più alto di Mosca e il secondo più alto d'Europa dopo il Lachta-centr di San Pietroburgo. La Torre Mercury City spicca per il suo colore arancione. L'edificio più alto di Mosca sarà la Torre Uno, che secondo i progetti sarà alta 403,9 metri. I lavori per la realizzazione di quest'ultima torre sono incominciati nel 2019.
Il famoso architetto Zaha Hadid ha costruito nel 2015 un centro uffici in stile neo-futuristico, l'Edificio Dominion.
Al Salone Internazionale per i professionisti del settore immobiliare MIPIM 2019 il premio speciale della giuria è stato assegnato al progetto del parco Zarjad'e con annesso complesso multifunzionale per concerti. Un progetto che ha coinvolto diversi studi d'architettura internazionali: S. Kuznecov, Diller Scofidio + Renfro, Hargreaves Associates, Citymakers, CPU Reserve, MAHPI, Architectural Bureau by T. Baškaev. Il parco si estende su una superficie di oltre 10 ettari nel cuore di Mosca. Il nuovo complesso per concerti, inaugurato nel settembre 2018, è indicato come nuovo simbolo per la città. Per la giuria la forza del progetto è aver concentrato in un solo luogo un insieme di storia, modernità, natura e città. Il parco riproduce infatti il paesaggio naturale della Russia, mentre il complesso è composto da diverse aree, compresi anfiteatri esterni, padiglioni e anche edifici storici restaurati.
Lo stadio della Dinamo Mosca, la VTB Arena, ricostruita nel 2019, è comparsa al sesto posto nella classifica annuale del StadiumDB dei migliori stadi dell'anno. L'impianto sportivo, progettato da Manica Architecture, SPeech e Blank Architects ha ricevuto 22,5 punti per il valore architettonico, 25 punti per la funzionalità e 15 punti per l'innovazione.
L'area industriale Badaevskij, inaugurata nel 1875 per la produzione di birra e dismessa nel 2006, è stata ridisegnata nel 2018 da Herzog & de Meuron e APEX Project Bureau. Il progetto comprende la restaurazione degli spazi esistenti, la creazione di un nuovo edificio sospeso a 35 metri nell'aria e un parco. Affacciata sul fiume Moscova la passeggiata è immaginata come un luogo di aggregazione con ristoranti, bar e negozi, collegata alla vicina Kutuzovskiy Prospekt tramite un parco che prevede zone pubbliche, semi-pubbliche, private con diverse tipologie di verde, prati, vegetazione bassa, bosco alberato. Il progetto ha vinto il premio WAFX 2019 del World Architecture Festival per la categoria "Riuso".

### Parchi e monumenti

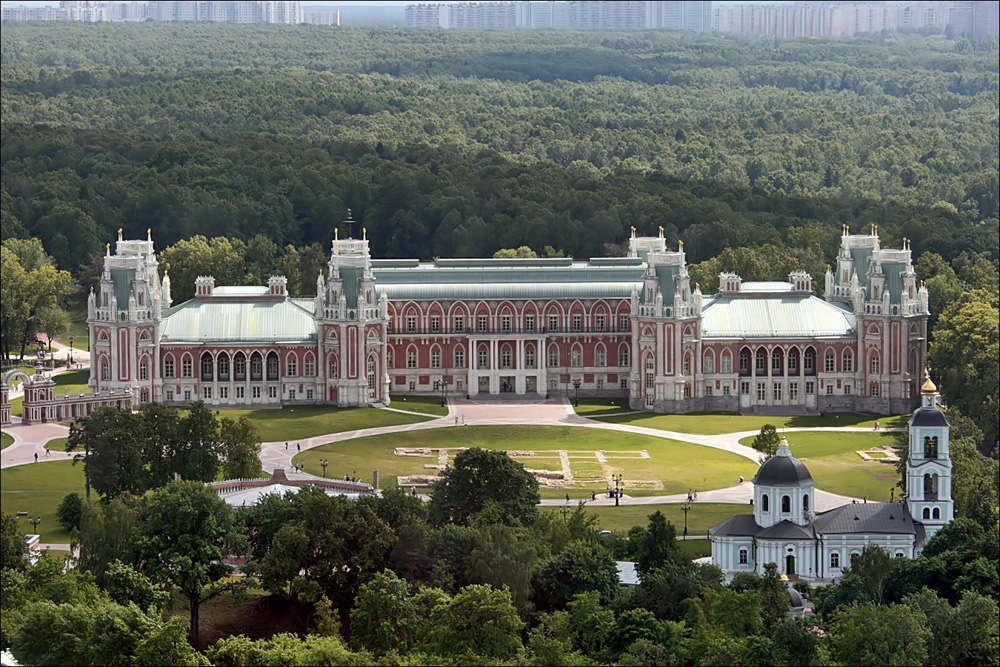
Parco Caricyno e il suo palazzo

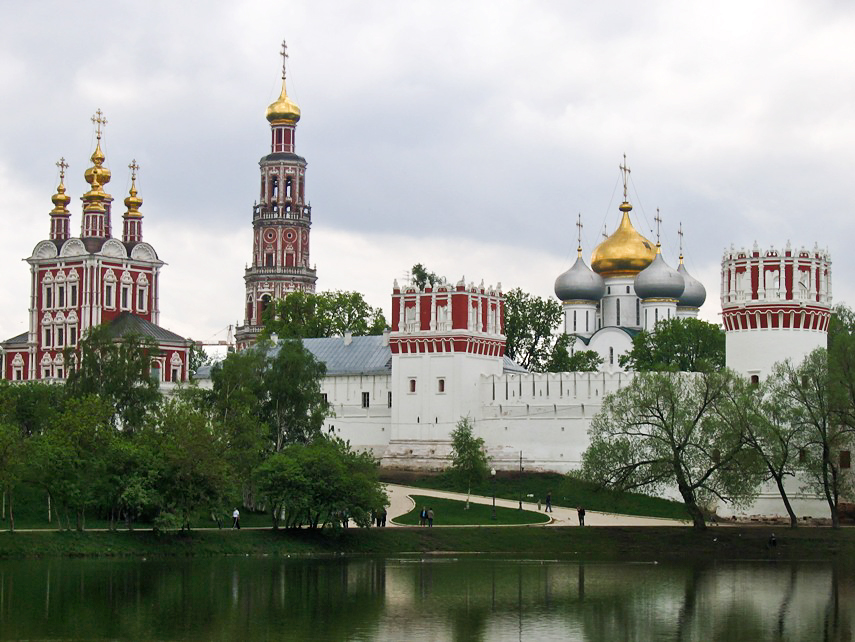
Convento di Novodevičij è uno dei Patrimoni dell'umanità

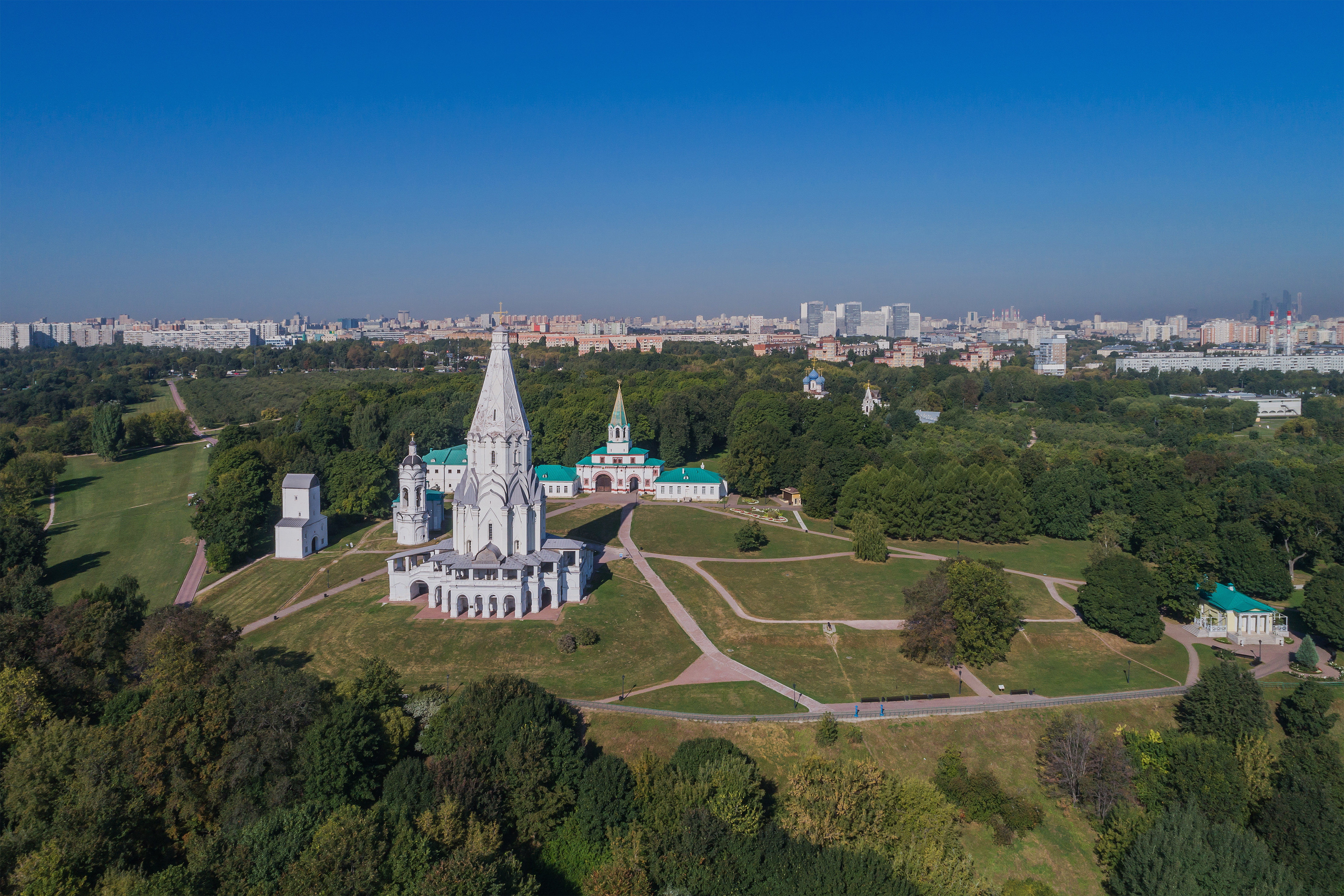
Chiesa dell'Ascensione presso Kolomenskoe

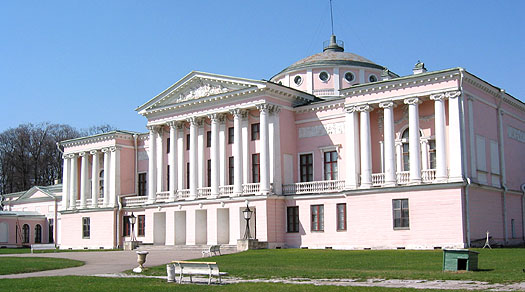
Palazzo Ostankino

Mosca dispone di 120 parchi e 18 giardini, tra cui quattro giardini botanici. Vi sono anche 450 chilometri quadrati di zone verdi oltre a 100 chilometri quadrati di foreste. Mosca è una città molto verde rispetto ad altre città di dimensioni analoghe dell'Europa occidentale e del Nord America. Vi sono in media 27 metri quadrati di parchi per persona a Mosca rispetto ai 6 di Parigi, ai 7,5 di Londra e agli 8,6 di New York.
Il Parco Gorkij (che prende il nome da Maksim Gor'kij), è stato fondato nel 1928. La parte principale (689 000 metri quadrati) lungo il fiume Moscova contiene attrazioni per bambini (compresi una ruota panoramica, specchi d'acqua con barche e biciclette d'acqua). Dopo la riqualificazione iniziatasi nel 2011, il Parco dispone di copertura Wi-fi, spazi per la danza, campi da tennis, piste ciclabili, bici condivise, stazioni di caricamento di dispositivi mobili, uno skate-park, un cinema a cielo aperto, campi da calcetto e da pallavolo, un eco-circolo, ristoranti e bar. Confina con il Giardino Neskutčnyj (408 000 metri quadrati), il più antico parco di Mosca ed ex residenza imperiale, creato come risultato dell'integrazione di tre tenute nel XIX secolo. Il giardino dispone di piste ciclabili e di attrezzi pee l'allenamento e ospita il Teatro Verde, uno dei più grandi anfiteatri aperti in Europa, in grado di contenere fino a 15 000 persone.
Diversi parchi comprendono una sezione conosciuta come "Parco della Cultura e riposo", talvolta posti accanto a una zona selvaggia (questo include parchi come Izmajlovskij, Fili e Sokol'niki. Alcuni parchi sono designati come parchi forestali (Lesopark).
Parco Izmajlovskij, creato nel 1931, è uno dei più grandi parchi urbani del mondo insieme con Richmond Park a Londra. La sua superficie di 15,34 chilometri quadrati è sei volte superiore a quella del Central Park a New York.
Il parco Sokol'niki, dal nome della caccia al falco che si teneva in passato, è uno dei più antichi parchi di Mosca e ha una superficie di 6 chilometri quadrati. È dotato di piste ciclabili, attrezzi per l'allenamento, un campo da calcio, diversi bar e ha all'interno il Museo della calligrafia moderna. Un cerchio centrale con una grande fontana è circondato da betulle, aceri e olmi. Un labirinto composto di sentieri immersi nel verde si trova al di là dei laghetti del parco.
Il parco Chodynskoe Pole si trova nella parte meridionale dell'omonimo Campo di Chodynka (in russo Ходынское поле?, Chodynskoe pole), antichissima pianura nella parte settentrionale della capitale russa. Il viale centrale del parco era adibito fino al 2003 a pista di decollo del primo aeroporto della città. Il nuovo spazio pubblico è stato inaugurato nel settembre 2018, durante i festeggiamenti del Giorno della città di Mosca. Durante una visita al cantiere, il sindaco Sergej Sobjanin ha dichiarato che il nuovo parco è un "territorio di dialogo", dove vengono presi in considerazione gli interessi e le idee dei residenti. Ha inoltre annunciato che verrà aumentata la superficie adibita ad aerea verde, verranno realizzate delle zone adibite a passatempi attivi, allo sport e al passeggio con i cani. Il parco comprende piste di atletica, attrezzi di outdoor fitness per gli anziani, campi da tennis e pallavolo, spazi per i pattini e skatepark, locali usati dal business e punti di noleggio di bici, monopattini, segway. Nell'estate 2018 una fontana, emanante getti d'acqua di diversa altezza, accompagnati da luce e musica, è stata aperta al pubblico.
Il Parco nazionale Losinij Ostrov, con una superficie totale di oltre 116 chilometri quadrati, confina con il parco Sokol'niki ed è stato il primo parco nazionale della Russia. Appare abbastanza selvaggio ed è anche conosciuto come la "città taiga". Qui possono essere visti degli alci.
Cycin è il principale Orto Botanico di Accademia delle Scienze, fondato nel 1945, è il più grande d'Europa. Esso copre il territorio di 3,61 chilometri quadrati e preserva un'esibizione dal vivo di oltre 20 000 diverse specie di piante provenienti da diverse parti del mondo, nonché un laboratorio per la ricerca scientifica. Esso contiene anche un roseto con 20 000 cespugli, un dendrarium e un bosco di querce rosa, con l'età media degli alberi di oltre 100 anni. Vi è anche una serra che occupa più di 5 000 metri quadrati di superficie.
L'Esposizione delle conquiste dell'economia nazionale (Выставка достижений народного хозяйства), è in realtà uno degli esempi più importanti di architettura monumentale di epoca staliniana. Tra le grandi aree del parco ricreativo vi sono decine di padiglioni elaborati, ciascuno dei quali rappresenta un settore dell'industria sovietica e della scienza o di una delle repubbliche dell'URSS. Anche se, nel corso degli anni 1990, è stato impropriamente usato come un gigantesco centro commerciale (la maggior parte dei padiglioni erano affittati alle piccole imprese), esso conserva ancora la maggior parte dei suoi monumenti architettonici grazie all'imponente programma di restauro avviato nel 2014, tra cui due fontane monumentali (Fiore di Pietra e Amicizia delle nazioni), il monumento dell'operaio e della kolchoziana e del padiglione espositivo Kosmos. Sul territorio del complesso ci sono oggi il più grande oceanario d'Europa, Moskvarium, con 53 000 m² visitabili, il Museo della navetta spaziale Buran, il Centro per la Cosmonautica e l'Aviazione e il Museo "La mia Russia".

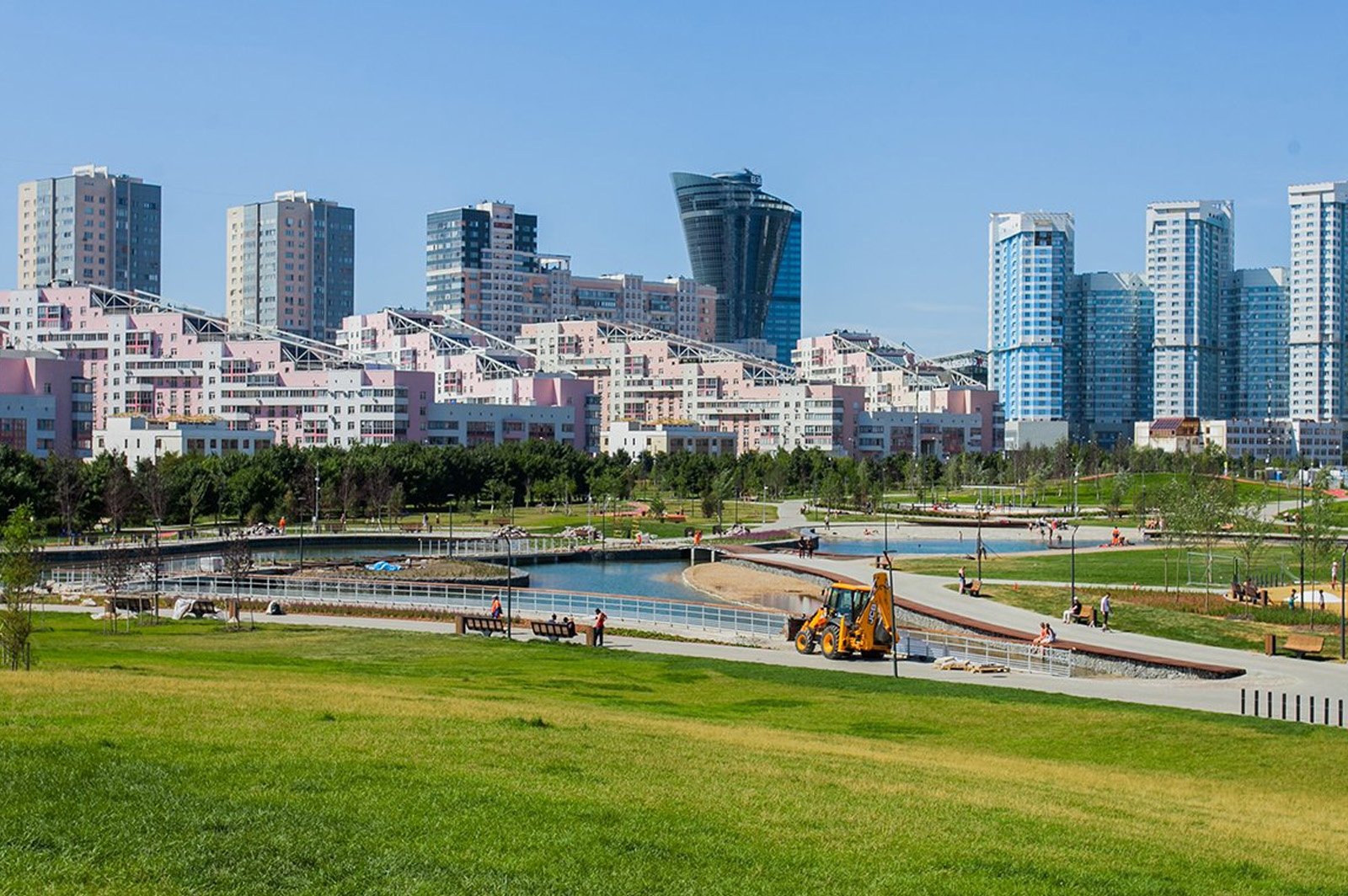
Parco Chodynskoe Pole

Il parco Lilac, fondato nel 1958, è noto per la sua esposizione permanente di sculture e un grande roseto.
Mosca è sempre stata una destinazione popolare per i turisti. Alcune delle più famose attrazioni includono la città, patrimonio mondiale dell'UNESCO, il Cremlino e la Piazza Rossa, che è stato costruito tra il XIV e XVII secolo. La chiesa dell'Ascensione presso Kolomenskoe, risalente al 1532, è anch'essa un patrimonio mondiale dell'UNESCO e un'altra attrazione molto popolare.
Vicino alla nuova Galleria Tret'jakov vi è un giardino di sculture, Museon, spesso chiamato "il cimitero dei monumenti caduti" che espone le statue dell'ex Unione Sovietica rimosse dal loro posto dopo la scomparsa del Paese comunista. Nel 2012 il giardino ha subito un drastico cambiamento: tutto il territorio adiacente al complesso è stato trasformato in zona pedonale fornita di piste ciclabili, copertura Wi-Fi, spazi ricreativi, esposizioni e bar.
Altre attrazioni popolari includono lo Zoo di Mosca, un giardino zoologico in due sezioni collegate da un ponte, con quasi un migliaio di specie e più di 6 500 esemplari. Ogni anno, lo zoo attira più di 1,2 milioni di visitatori.
Il 9 settembre 2017 è stato inaugurato il parco Zarjad'e a poca distanza dal Cremlino e dalla Piazza Rossa. All'interno del parco trovano posto un anfiteatro, una sala da concerti, ristoranti, una grotta di ghiaccio dedicata alla natura dell'estremo nord e alle esplorazioni artiche e antartiche dove la temperatura è tenuta costantemente sottozero, un centro comunicazione e alcuni padiglioni per eventi.
In piazza Gagarin è possibile ammirare il monumento in titanio dedicato al sovietico Jurij Gagarin, primo uomo a volare nello spazio, costruito in occasione delle Olimpiadi del 1980 in Unione Sovietica.

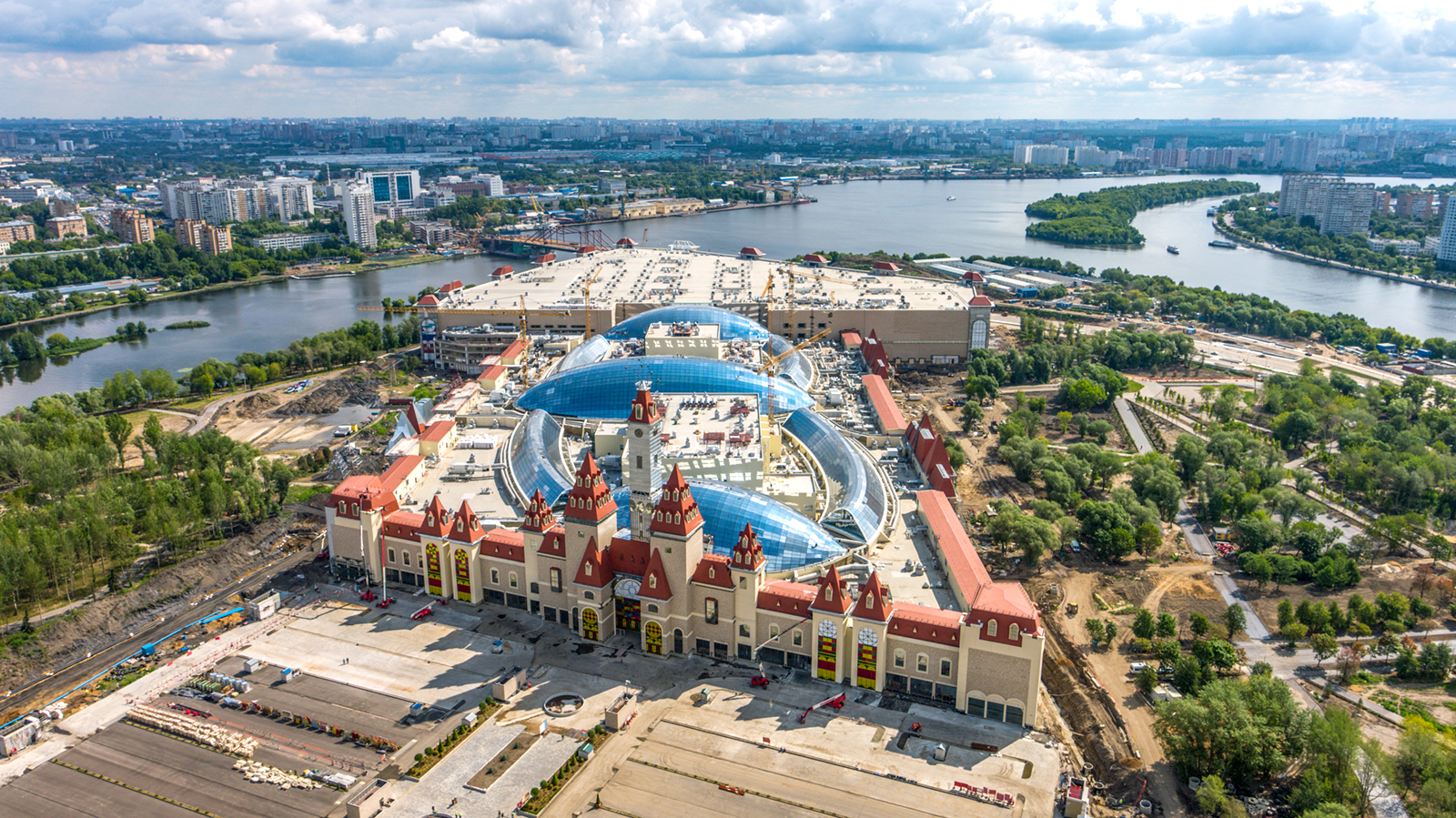
Il parco divertimenti coperto più grande d'Europa, il Dream Island

Il 29 febbraio 2020 è stato aperto, dopo 4 anni di lavori, il parco divertimenti tematico coperto più grande d'Europa, il Dream Island. Il parco si trova a sud della città, nel quartiere Nagatinskij Zaton ed è possibile utilizzare la linea 2 della metropolitana fino alla fermata di Technopark. Il complesso include otto aree tematiche e un centro commerciale, tutto sotto lo stesso tetto, un'estensione di 30 ettari, all'esterno c'è un parco ampio 44 ettari, una sala concerti polifunzionale da 3.500 posti, una passeggiata lungo il fiume Moscova di 2 chilometri, una scuola di vela per bambini e un albergo a 4 stelle con 410 camere. All'interno del Dream Island c'è un'area coperta chiamata Passeggiata Cittadina, con quattro strade che richiamano Londra, Roma, Barcellona e Beverly Hills. Le strade portano a una piazza centrale, chiamata Mosca, coperta dalla più grande cupola in vetro d'Europa. L'intera struttura può ospitare fino a 12 milioni di visitatori l'anno.

### Gli anelli di Mosca

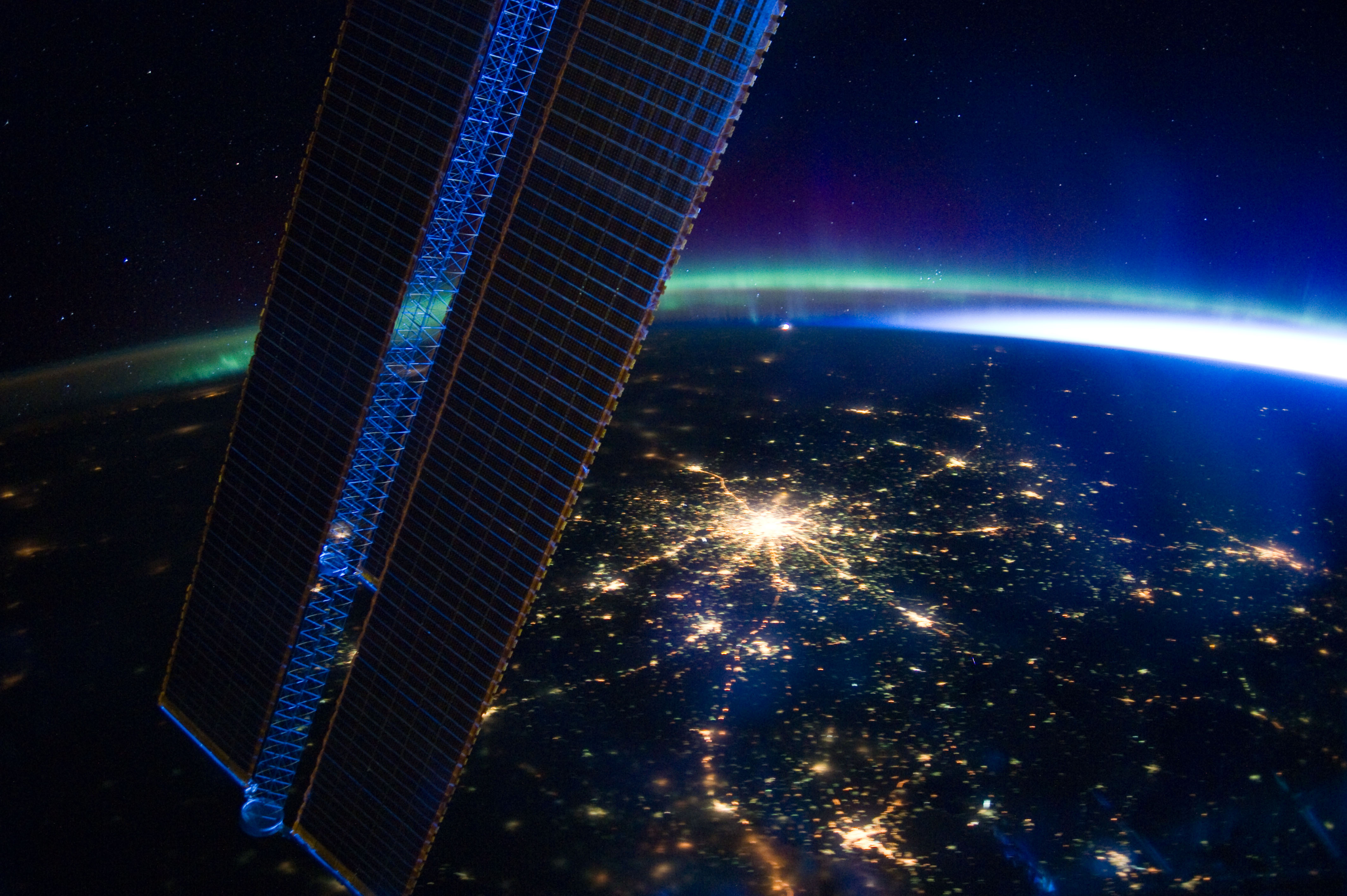
Le strade concentriche e verso l'esterno che abbracciano Mosca, come viste dalla Stazione spaziale internazionale

Il sistema stradale di Mosca è centrato all'incirca intorno al Cremlino nel cuore della città. Da lì, le strade generalmente si estendono verso l'esterno per intersecarsi con una sequenza di strade circolari ("anelli").
Il primo e più interno anello importante, Bul'varnoe Kol'co (Anello dei viali), è stato costruito lungo il percorso della preesistente cinta muraria del XVI secolo che circondava il Belyj Gorod. Il Bul'varnoe Kol'co non è tecnicamente un anello perché non forma un cerchio completo, ma piuttosto un arco simile a un ferro di cavallo che incomincia presso la Cattedrale di Cristo Salvatore e termina al fiume Jauza.
Il secondo anello principale è il Sadovoe Kol'co (Anello dei giardini) che segue il percorso delle mura cittadine del XVI secolo.
Il terzo anello è stato completato nel 2003 come una superstrada ad alta velocità.
Il quarto anello è un'altra autostrada ed è attualmente in costruzione per ridurre ulteriormente la congestione del traffico.
L'anello più esterno è l'anello autostradale chiamato MKAD (dal russo Московская Кольцевая Автомобильная Дорога) realizzato nel 1950. Fino all'ampliamento in direzione sud-ovest del comune di Mosca del 2012, ha rappresentato per la maggior parte del suo tracciato anche il confine amministrativo della città. Fuori Mosca, alcune delle strade continuano a seguire questo modello circolare.

## Società

### Evoluzione demografica
dal 1400 al 1856

dal 1868 al 2002

### Religione

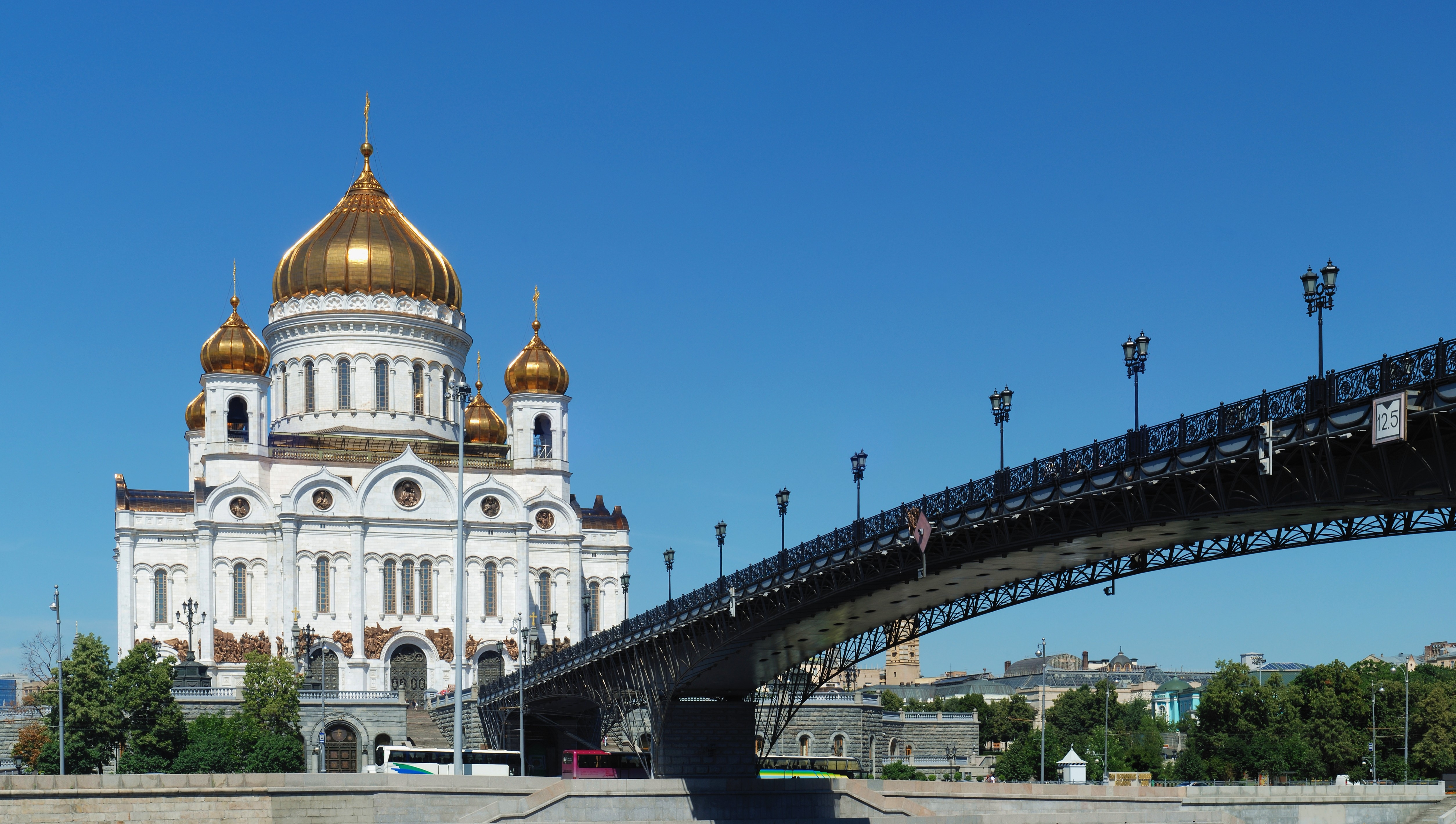
La Cattedrale di Cristo Salvatore, ricostruita tra il 1990 e il 2000

Il Cristianesimo è la religione predominante in città, di cui la Chiesa ortodossa russa è quella che ha il maggior numero di fedeli. Altre religioni praticate a Mosca includono la Chiesa apostolica armena, il Buddismo, il Cattolicesimo, l'Islam, l'Ebraismo, i Vecchi Credenti, il Protestantesimo e la Fede nativa slava.
Il Patriarca di Mosca, funge da capo della chiesa e risiede nel monastero Danilov. Prima del 1917, Mosca veniva chiamata la "città di 40 volte 40 chiese" - "Город сорока сороков церквей". Nel 1918 il governo bolscevico dichiarò la Russia uno Stato laico, che in pratica significava che la religione era stata repressa e la società doveva diventare atea. Durante il periodo di 1920-1930 un gran numero di chiese della città furono demolite, compreso lo storico Monastero Chudov al Cremlino, risalente al XIV secolo, la Cattedrale di Kazan' sulla Piazza Rossa, la Cattedrale di Cristo Salvatore, costruita nel XIX secolo in memoria della vittoria sull'esercito di Napoleone nel 1812, e molte altre. Ciò ha continuato ad avvenire anche dopo la seconda guerra mondiale, fino agli anni settanta, quando le persecuzioni contro la religione in Unione Sovietica divennero meno gravi. La maggior parte delle chiese e dei monasteri sopravvissuti furono chiusi e poi utilizzati come club, uffici, fabbriche o addirittura magazzini. A seguito della disgregazione dell'Unione Sovietica del 1991 molte delle chiese distrutte sono state restaurate e le religioni tradizionali tornarono a guadagnare popolarità. Tra le chiese ricostruite negli anni novanta vi è l'impressionante nuova Cattedrale di Cristo Salvatore, che ancora una volta è diventata un punto di riferimento della città. È stata ricostruita sul luogo della vecchia cattedrale diroccata, dove era stata realizzata una grande piscina, aperta fino al 1994.
In città si contano circa 1,5 milioni di musulmani, cioè il 14% della popolazione. Vi sono quattro moschee a Mosca.

## Cultura

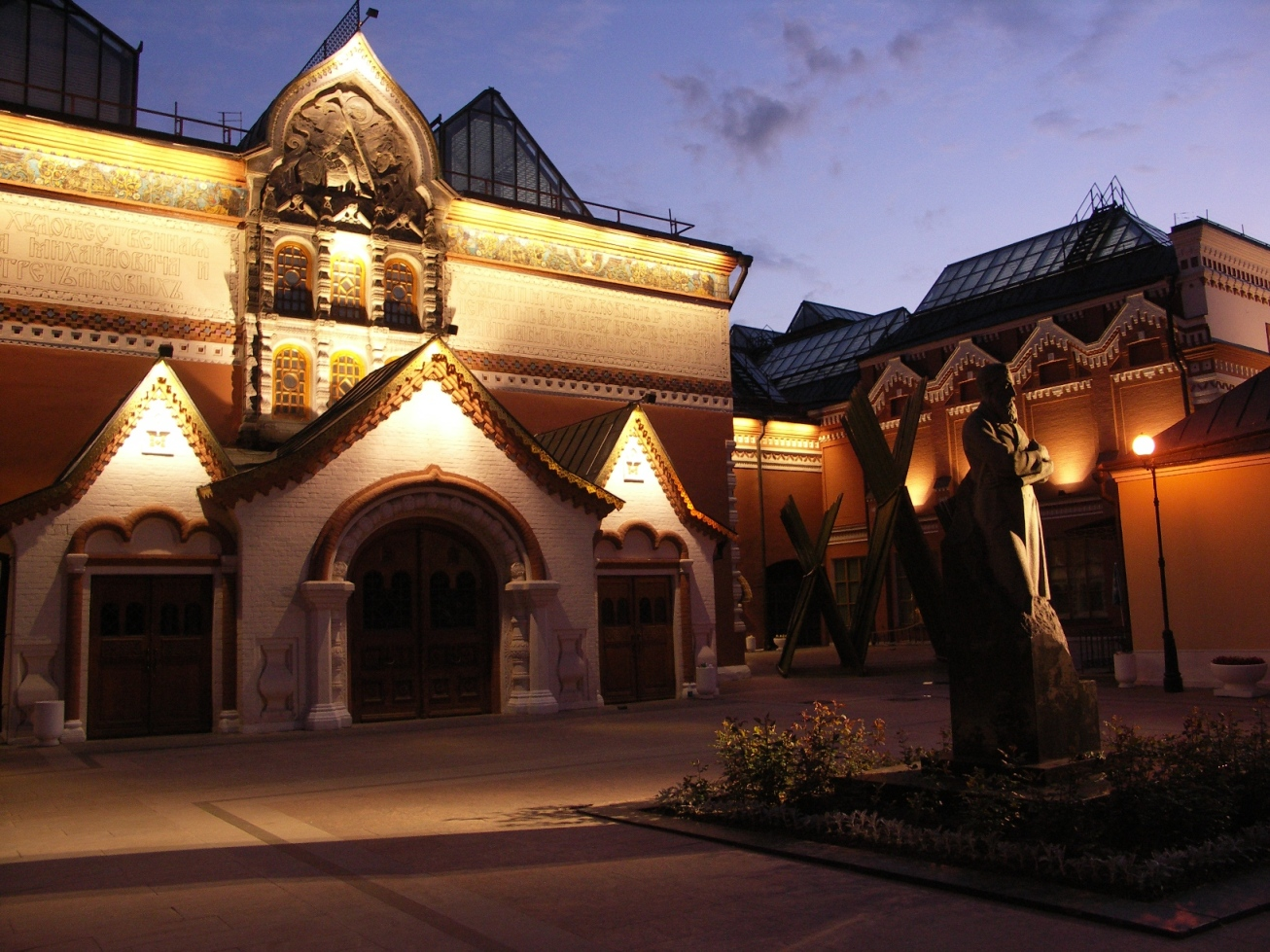
Galleria Tret'jakov

### Istruzione
A Mosca ci sono molte grandi università, fra cui la rinomata Università statale di Mosca ospitata nella torre alta 240 m sulle Vorob'ëvy Gory (Colline dei Passeri). L'ateneo ha più di 30 000 studenti e 7 000 laureati. L'Università tecnica statale Bauman offre un'ampia specializzazione in campo tecnologico e l'Istituto statale di Mosca per le relazioni internazionali (MGIMO) è la più famosa scuola russa per l'insegnamento della diplomazia internazionale. L'Università russa di economia Plechanov è una delle più grandi e prestigiose istituzioni economiche russe per l'educazione universitaria di economia e commercio. Per quanto riguarda l'alta istruzione musicale è presente l'Accademia russa di musica Gnesin.
Fra le università maggiormente conosciute si possono citare anche l'Università russa dell'amicizia tra i popoli fondata nel 1960, con 30 000 studenti, la MESI (Moscow State University of Economics, Statistics and Informatics), fondata nel 1932, con 10 000 studenti in ateneo e oltre 150 000 iscritti al programma di formazione a distanza e l'Università Statale di Arti e Industria Stroganov, una delle più antiche istituzioni russe nel campo delle arti e del design industriali monumentali e decorativi. Dal 1992 è inoltre presente la Scuola superiore di economia, istituita in un'ottica di sostegno ai piani governativi riformisti e di rinnovamento dell'insegnamento dell'economia in Russia durante il periodo immediatamente successivo al collasso dell'URSS. Dal 1995 è attiva l'Università di Finanza e di Industria «Sinergija».
La città di Mosca partecipa annualmente alle Rilevazioni OCSE PISA (Programme for International Student Assessment), che fanno il punto sui livelli di competenze in Lettura, Matematica e Scienze di quindicenni provenienti da 79 diversi Paesi ed economie. Nel 2018 la capitale russa ha avuto dei buonissimi risultati. I giovani studenti moscoviti hanno guadagnato 534 punti in Lettura, aggiudicandosi così il terzo posto, 534 punti in Matematica, ottenendo pertanto il quinto posto, 528 punti in Scienze, raggiungendo il sesto posto.

### Ricerca
L'Accademia russa delle scienze, principale istituzione di ricerca della Federazione, ha sede a Mosca, anche se i singoli istituti di ricerca sono disseminati in tutto il territorio federale. Essa si articola in molti istituti, che coprono una pluralità di discipline scientifiche e sociali.
Separato è l'Istituto di fisica e tecnologia di Mosca.

### Biblioteche e archivi
La principale biblioteca di Mosca è la Biblioteca di Stato russa, già Biblioteca Lenin, che è una delle maggiori biblioteche del mondo. L'Assessorato alla Cultura della Città di Mosca gestisce oltre 450 biblioteche pubbliche, dislocate in tutti i quartieri della capitale.
A Mosca ha sede anche l'Archivio di Stato della Federazione Russa.

### Musei
Uno dei musei d'arte più importanti di Mosca è la Galleria Tret'jakov, fondata da Pavel Michajlovič Tret'jakov, un ricco mecenate delle arti che ha donato la sua grande collezione privata alla città. La Galleria Tret'jakov è divisa in due edifici. La galleria Tret'jakov antica, che è la galleria originale e si trova sulla riva sud del fiume Moscova, ed espone lavori della classica tradizione russa. Qui possono essere ammirate le opere di pittori pre-rivoluzionari famosi, come Il'ja Efimovič Repin, nonché la opere dei primi pittori delle icone russe. I visitatori possono anche osservare i rari originali dell'iconografo Andrej Rublëv della prima metà del XV secolo. La galleria di Tret'jakov nuova, realizzata in epoca sovietica, contiene principalmente opere di artisti sovietici, così come di alcuni dipinti contemporanei, ma vi è una certa sovrapposizione con l'antica Galleria Tret'jakov per quanto riguarda l'arte degli inizi del XX secolo. La nuova galleria comprende una piccola ricostruzione del celebre monumento di Vladimir Evgrafovič Tatlin alla Terza Internazionale e una miscela di altre opere d'avanguardia di artisti come Kazimir Severinovič Malevič e Vasilij Vasil'evič Kandinskij. Opere caratteristiche del realismo socialista si possono trovare all'interno dei padiglioni della nuova Galleria Tret'jakov.

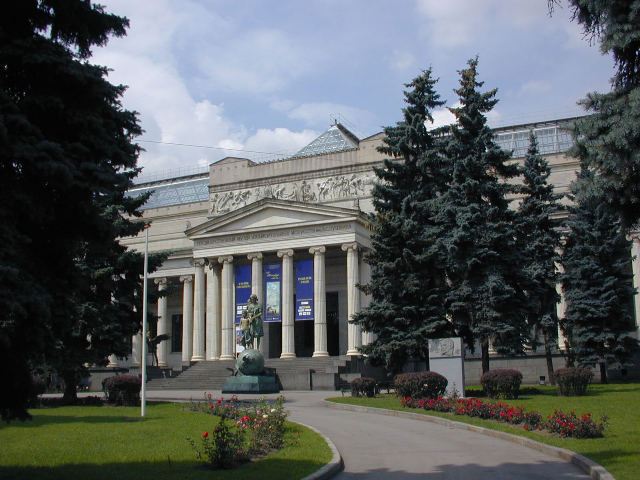
Museo Puškin delle belle arti

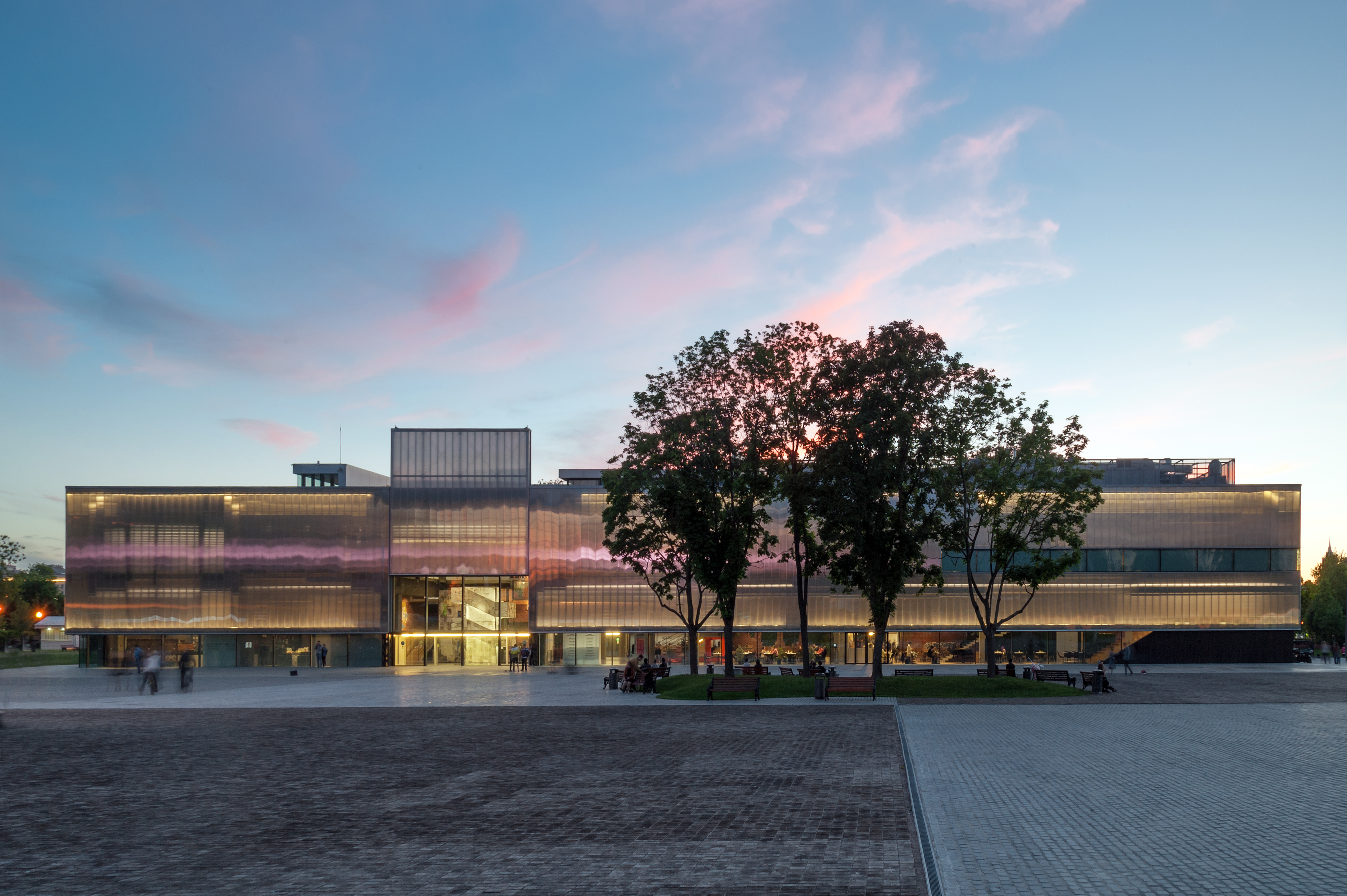
Il museo di arte contemporanea Garage

Un altro museo d'arte della città di Mosca è il Museo Puškin delle belle arti (Музей изобразительных искусств им. А.С. Пушкина), fondato tra gli altri dal padre di Marina Ivanovna Cvetaeva. Il Museo Puškin è simile al British Museum di Londra in quanto i suoi saloni rappresentano una sezione trasversale di opere sulla civiltà del mondo, con molte copie di sculture antiche. Tuttavia, ospita anche dipinti famosi di ogni epoca occidentale; opere di Claude Monet, Paul Cézanne, e Pablo Picasso sono presenti nella collezione del museo.
Il Museo statale di storia della Russia (Государственный Исторический музей) è un museo di storia russa situato tra la Piazza Rossa e Piazza del Maneggio. La sua collezione va dalle reliquie di tribù preistoriche che abitavano la Russia, a opere d'arte inestimabili acquisite dai membri della dinastia Romanov. Il numero totale di oggetti che qui si trovano raggiunge i diversi milioni. Il Museo Politecnico, fondato nel 1872 è il più grande museo tecnico della federazione, offre una vasta gamma di invenzioni storiche e conquiste tecnologiche, tra cui automi umanoidi dal XVIII secolo e il primo computer sovietico. La sua collezione contiene più di 160 000 articoli.
Il Museo dei cosmonauti posto sotto il Monumento ai conquistatori dello spazio che si trova alla fine del viale dei Cosmonauti è il luogo della memoria per il programma spaziale sovietico.
Il Museo di architettura statale Ščusev, che si trova non lontano dal Cremlino, è il museo nazionale di architettura russa e prende il nome dell'architetto Aleksej Viktorovič Ščusev.
Il Parco Gorkij ha al suo interno il Museo di Arte Contemporanea Garage, costruito dentro l'ex stazione di servizio degli autobus Bachmetevskij.
Tra gli altri musei cittadini che si possono menzionare vi sono l'Arsenale del Cremlino, il Museo Bulgakov, il Museo centrale della Federazione Russa delle aeronautiche militari, Museo di arte multimediale, il Museo dell'impressionismo russo, il Museo statale di arte orientale, il Museo centrale della cultura e dell'arte antica russa Andrej Rublëv, il Museo dell'icona russa, il Museo centrale delle forze armate, il Bunker 42, il Museo delle vittoria, il Museo della guerra patriottica del 1812, il Museo delle armi e il Museo Skrjabin.

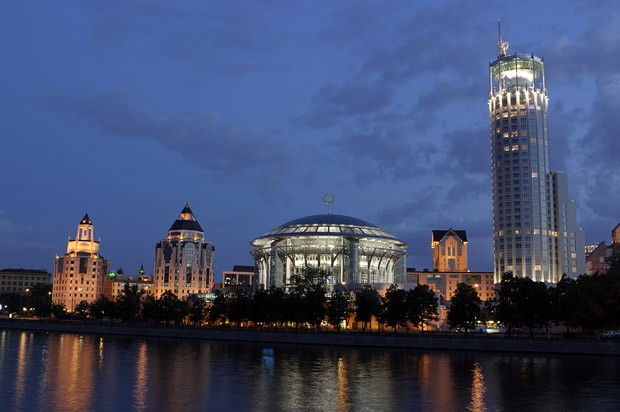
La Casa Internazionale di Musica

### Cinema, musica, teatro

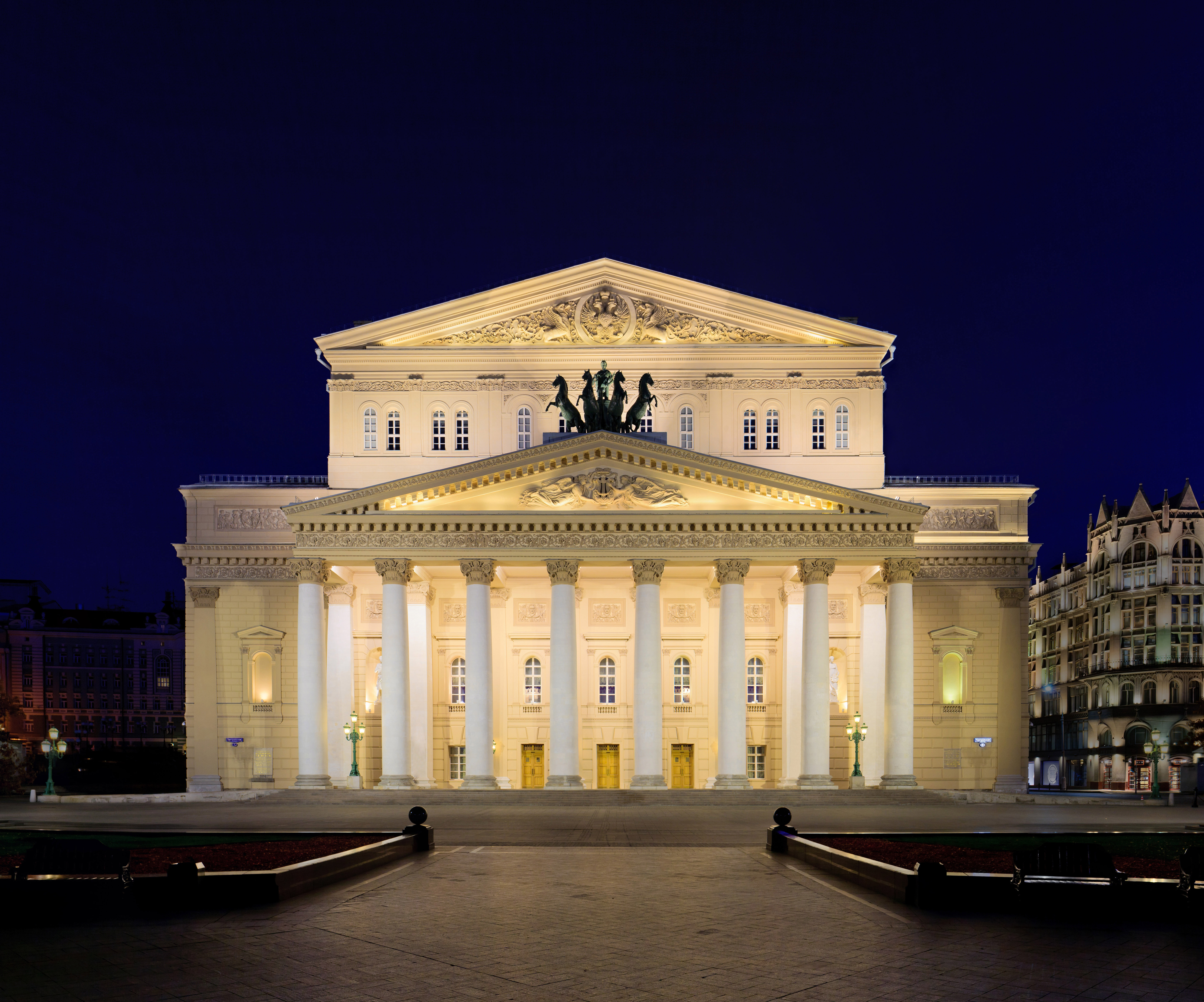
Teatro Bol'šoj

Mosca è il cuore dello spettacolo russo, con il suo conosciuto balletto e cinema. In città ci sono oltre 150 teatri, 132 cinema e 24 sale da concerto. Il teatro dell'opera e del balletto di Mosca è il celebre Teatro Bol'šoj ("Grande Teatro").
I teatri di prosa più antichi sono il Malyj Teatr ("Piccolo Teatro") e il Teatro d'Arte di Mosca, legato ai nomi di Čechov e di Stanislavskij. Il Teatro Ebraico Statale di Mosca (in russo: Московский Государственный Еврейский Театр), noto anche con l'acronimo GOSET (ГОСЕТ), è stata una compagnia teatrale yiddish fondata nel 1919 e chiusa nel 1948 dalle autorità sovietiche. Altri teatri famosi sono il Teatro accademico statale Evgenij Vachtangov sull'Arbat e il Teatro della Taganka. I repertori in una tipica stagione di Mosca sono numerosi e moderne interpretazioni di opere classiche, sia operistiche sia teatrali.
La Casa Internazionale della Musica, inaugurata nel 2003 è conosciuta per i suoi spettacoli di musica classica. Essa possiede anche il più grande organo della Russia.
Mosca è sede di molte orchestre sinfoniche, fra cui l'Orchestra sinfonica accademica statale della Federazione Russa, l'Orchestra nazionale russa e l'Orchestra Filarmonica di Mosca. L'Orchestra popolare statale russa Osipov è specializzata nell'esecuzione della musica popolare russa con gli strumenti tradizionali.
Vi sono anche due grandi circhi di Mosca: il Circo Statale di Mosca e il Circo sullo Cvetnoj bul'var.
La filmografia sovietica è parte integrante della storia del cinema russo e del cinema russo d'avanguardia e lo studio cinematografico Mosfil'm è stato il luogo di produzione di molti film classici. Tuttavia, nonostante la continua presenza e la grande reputazione internazionale dei cineasti russi, lo studio oggi è molto meno prolifico di un tempo. Film rari e storici possono essere visti nel cinema Saljut, dove i film della collezione dal Museo del Cinema vengono mostrati regolarmente.

### Vita notturna
La città è ricca di diversi tipi di locali, ristoranti e bar. Il centro della città di Mosca e il Rublëvskoe šosse (la zona più costosa della città) possiedono una vasta scelta di strutture di lusso. La via Tverskaja è la principale, qui ci sono numerosi alberghi e negozi di alto livello.
L'adiacente Tret'jakovskij Proezd, posta a sud di via Tverskaja, ospita boutique di lusso come Gucci, Bulgari, Tiffany & Co., Armani, Prada, Ferrari e Bentley. La vita notturna a Mosca è cresciuta dalla fine dell'era sovietica e oggi la città vanta alcune tra le più grandi discoteche del mondo. Nelle vie centrali della città ci sono numerose attività commerciali e culturali aperte anche di notte, in particolar modo pub, ristoranti, negozi, cinema e musei.

## Geografia antropica

### Suddivisioni amministrative
Mosca si compone di 12 distretti:

Suddivisione amministrativa dei distretti di Mosca

1. Centrale (Центральный, Central'nyj)
2. Settentrionale (Северный, Severnyj)
3. Nord-orientale (Северо-Восточный, Severo-Vostočnyj)
4. Orientale (Восточный, Vostočnyj)
5. Sud-orientale (Юго-Восточный, Jugo-Vostočnyj)
6. Meridionale (Южный, Južnyj)
7. Sud-occidentale (Юго-Западный, Jugo-Zapadnyj)
8. Occidentale (Западный, Zapadnyj)
9. Nord-occidentale (Северо-Западный, Severo-Zapadnyj)
10. Zelenograd (Зеленоград)
11. Novomoskovskij (Новомосковский)
12. Troickij (Троицкий)

Gli ultimi tre sono stati costituiti il 1º giugno 2012.
I distretti si dividono in giunte. Dal 1991 Mosca è amministrativamente suddivisa in quartieri (146 in totale, tra i quali 21 insediamenti). A essi si sono aggiunti il 1º giugno 2012 i 21 insediamenti in cui sono suddivisi gli ultimi due nuovi distretti.

## Economia

### Panoramica

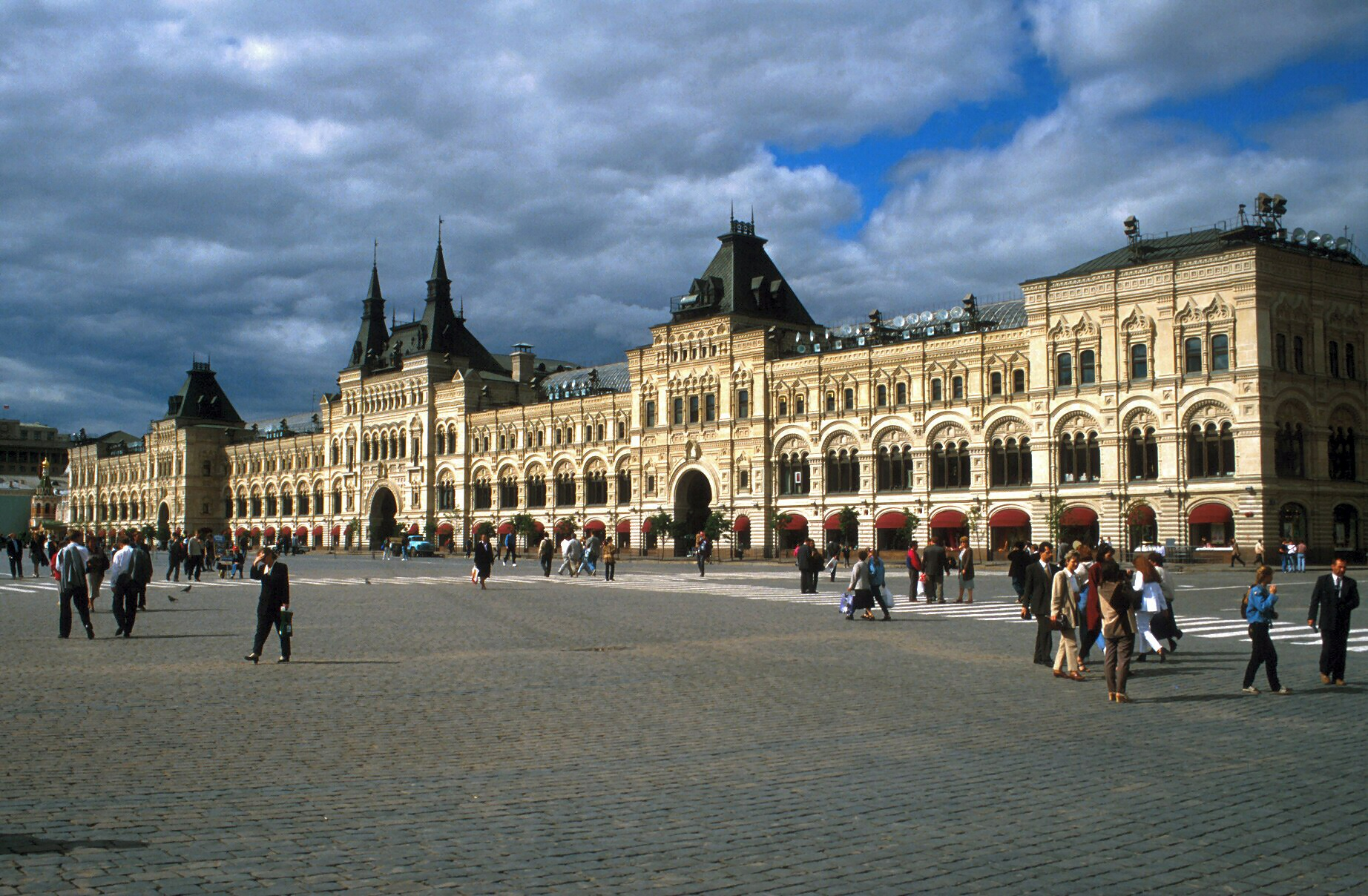
Centro commerciale GUM nella sua facciata sulla Piazza Rossa

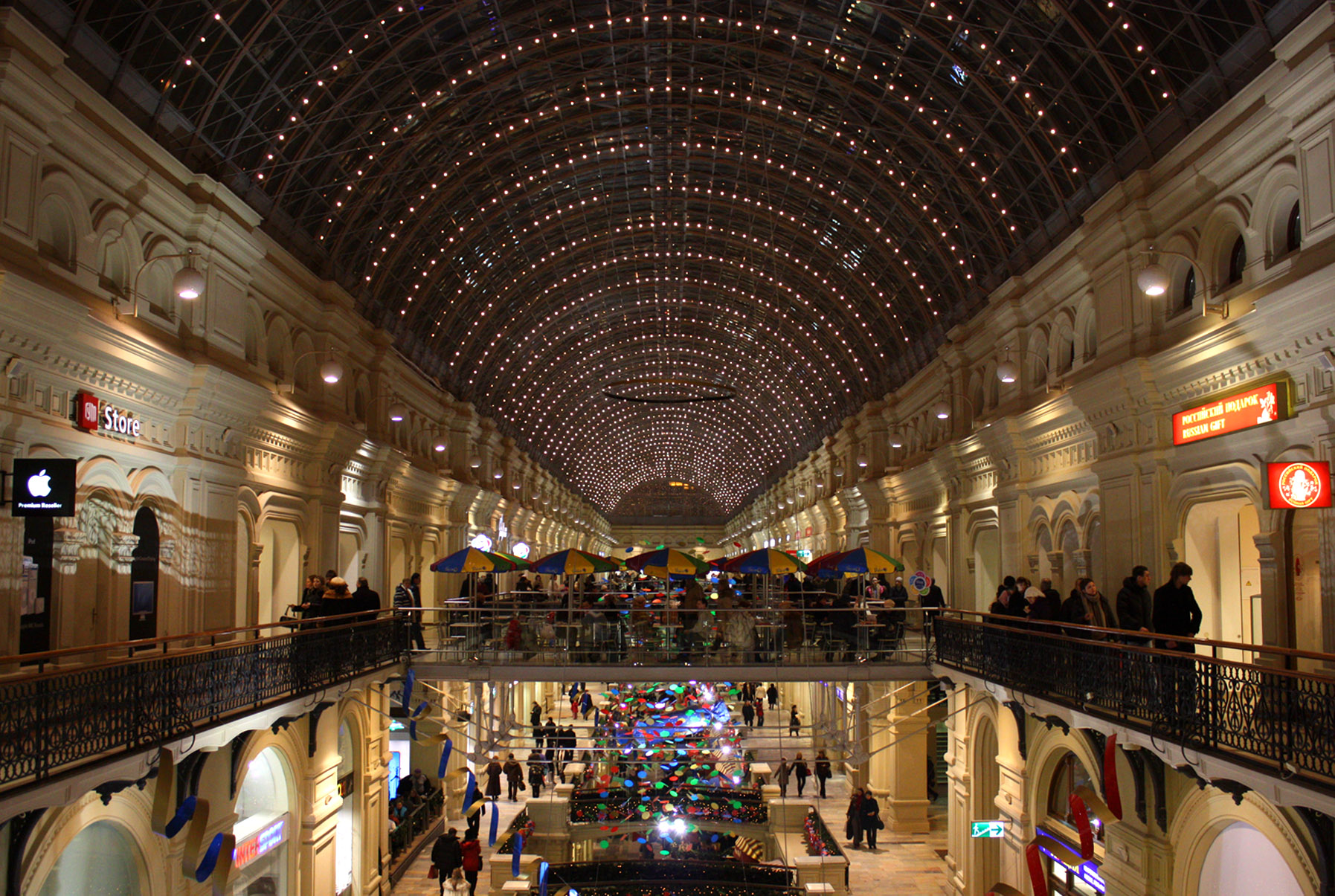
Una galleria del GUM

Mosca è una delle più grandi città economiche internazionali ed è il maggior centro finanziario in Russia, infatti la capitale controlla la maggior parte della situazione finanziaria del Paese. Un esempio di questo fenomeno sono le banche; infatti quasi la metà delle compagnie finanziarie ha sede proprio a Mosca. Inoltre, le maggiori aziende russe hanno dislocata la propria sede centrale a Mosca, sebbene molte siano operative in territori non vicini alla capitale.
Mosca vanta il più basso tasso di disoccupazione di tutti i distretti federali della Russia, con un tasso pari a solo l'1% registrato nel 2010, rispetto alla media nazionale del 7%. Nel 2018 il salario medio mensile in città è di 67 900 rubli, rispetto alla media nazionale di 35 843 rubli.
Mosca è il centro finanziario indiscusso della Russia e sede delle grandi banche del paese e molte delle sue più grandi aziende, come il gigante del gas naturale Gazprom. Mosca possiede il 17% delle vendite al dettaglio in Russia e il 13% di tutte le attività di costruzione nel paese. Fino al momento in cui la crisi finanziaria russa del 1998 ha colpito l'economia, i vari settori di business moscoviti hanno mostrato tassi di crescita esponenziali. Molti nuovi centri commerciali ed edifici per uffici sono stati costruiti negli ultimi anni, ma Mosca sperimenta ancora carenze in spazi. Come risultato, molti ex impianti industriali e di ricerca sono stati riconvertiti per diventare adatti a uso ufficio.
Il mercato Čerkizovskij era il più grande mercato in Europa, con un fatturato giornaliero di circa trenta milioni di dollari e circa diecimila venditori provenienti da diversi paesi (tra cui Cina, Turchia, Azerbaigian e India). Esso era amministrativamente diviso in dodici parti e copre un ampio settore della città. Da luglio 2009 è stato chiuso.
Nel 2008, Mosca ha 74 miliardari con una ricchezza media di 5,9 miliardi di dollari, che la pone al di sopra dei 71 miliardari di New York. Tuttavia, a partire dal 2009, vi sono solo 27 miliardari a Mosca contro i 55 miliardari di New York. Nel complesso, la Russia ha perso 52 miliardari durante la recessione. In cima alla lista dei miliardari russi nel 2009 vi era Michail Prochorov, con 13,4 miliardi di dollari, davanti al più celebre Roman Abramovič, con 12,1 miliardi di dollari. L'holding di Prochorov, "ОНЭКСИМ" (ONÈKSIM) possiede enormi attività nell'energia all'idrogeno, nelle nanotecnologie, nell'energia tradizionale, nel settore dei metalli preziosi, mentre Abramovič, dopo aver venduto la sua società petrolifera Sibneft al gigante russo del gas controllato dallo Stato Gazprom nel 2005, ha acquistato attività di produzione dell'acciaio e nel settore minerario. Egli possiede anche il Chelsea. La donna più ricca della Russia rimane Elena Baturina, seconda moglie del sindaco di Mosca Jurij Lužkov. Secondo l'elenco dei miliardari del mondo stilato da Forbes nel 2011, Mosca è la città con il maggior numero di miliardari al mondo, con 79 dei 115 viventi in tutta la Russia.

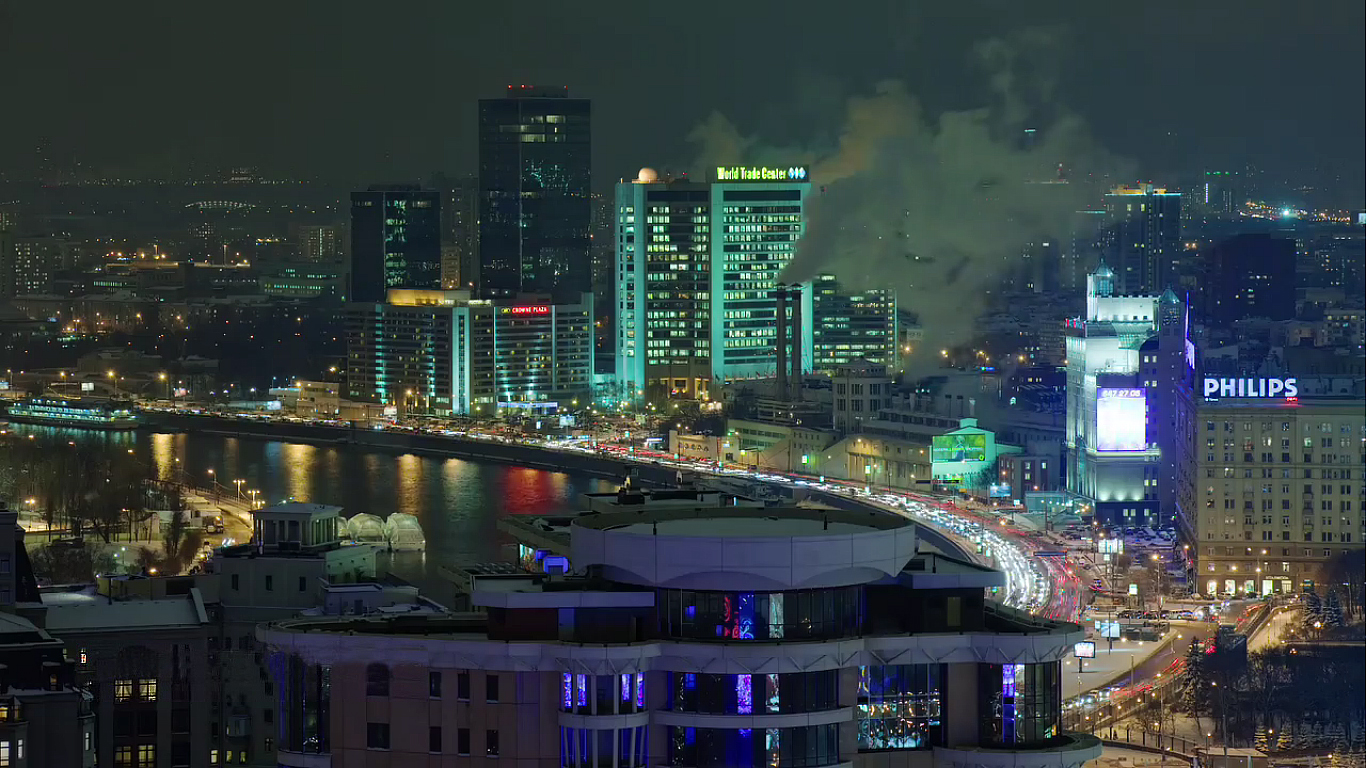
World Trade Center di Mosca

### Industria
Le attività industriali primarie a Mosca comprendono il settore chimico, metallurgico, alimentare, tessile, mobili, produzione di energia e sviluppo di software.
Sul territorio della città sono dislocati numerosi impianti di progettazione e produzione militare, tra questi si ricordano:
- Il centro di ricerca e produzione aerospaziale Chruničev
- Impianto ingegneristico dell'azienda aeromobilistica MiG
- VKO Almaz-Antej
- Impianto di costruzione di macchine di Tušino
- MKB Vympel
- Černyšev UEC

Le maggiori aziende civili sono:
- Petrolificio di Mosca
- Renault Russia
- OAO Electrozavod
- OOO Moselectrošit
- Impianto Meccanico di Karacharov
- Moskabel'
- OAO Trečgornaja Manufaktura
- Impianto di Realizzazione Navale di Mosca
- OAO Moschimfarpreparati
- Krasnyj Okt'jabr OJSC

La Fabbrica Moscovita Elicotteri Mil è una dei principali produttori di elicotteri militari e civili a livello mondiale. Il GKNPC Chruničev ha prodotto e produce tutt'oggi vari componenti per le missioni spaziali, compresi i moduli per le stazioni spaziali Mir, Saljut e la Stazione Spaziale Internazionale ISS, nonché i veicoli di lancio Proton e gli ICBM militari. Le aziende aeronautiche Suchoj, Iljušin, Mikoyan, Tupolev e Jakovlev hanno uffici di progettazione situati in città. NPO Energomaš, che produce i motori a razzo per i programmi spaziali russi e americani, così come la Lavočkin, che ha costruito aerei da combattimento durante la seconda guerra mondiale, ma anche sonde spaziali durante la corsa allo spazio, possiede uffici tecnici nella vicina Chimki. Le fabbriche automobilistiche come la ZIL si trovano nei pressi di Mosca. La fabbrica di orologi Polët di Mosca produce affidabili esemplari militari, professionali e sportivi ben noti in Russia e all'estero. Jurij Gagarin nel suo viaggio nello spazio usò uno "Sturmanskie", prodotto da questa fabbrica.
La fabbrica Electrozavod è stata la prima fabbrica di trasformatori in Russia. La distilleria Kristall è la più antica distilleria in Russia specializzata nella produzione di vari tipi di vodka, tra cui la "Stolichnaya", mentre un vasto assortimento di vini sono prodotti in diversi vigneti nei pressi della città. La fabbrica dei monili Mosca e la Jewellerprom sono importanti produttori di gioielli russi; Jewellerprom ha realizzato e prodotto la famosa ed esclusiva medaglia dell'Ordine della Vittoria, assegnata a coloro che favorirono l'Armata Rossa dell'Unione Sovietica durante la seconda guerra mondiale. Ci sono anche molte altre industrie situate appena fuori dalla città di Mosca, così come molte industrie microelettroniche verso Zelenograd.
Gazprom, il più grande estrattore di gas naturale del mondo e la più grande società russa, ha sede anch'essa a Mosca, così come molte altre compagnie petrolifere, del gas e dell'elettricità.

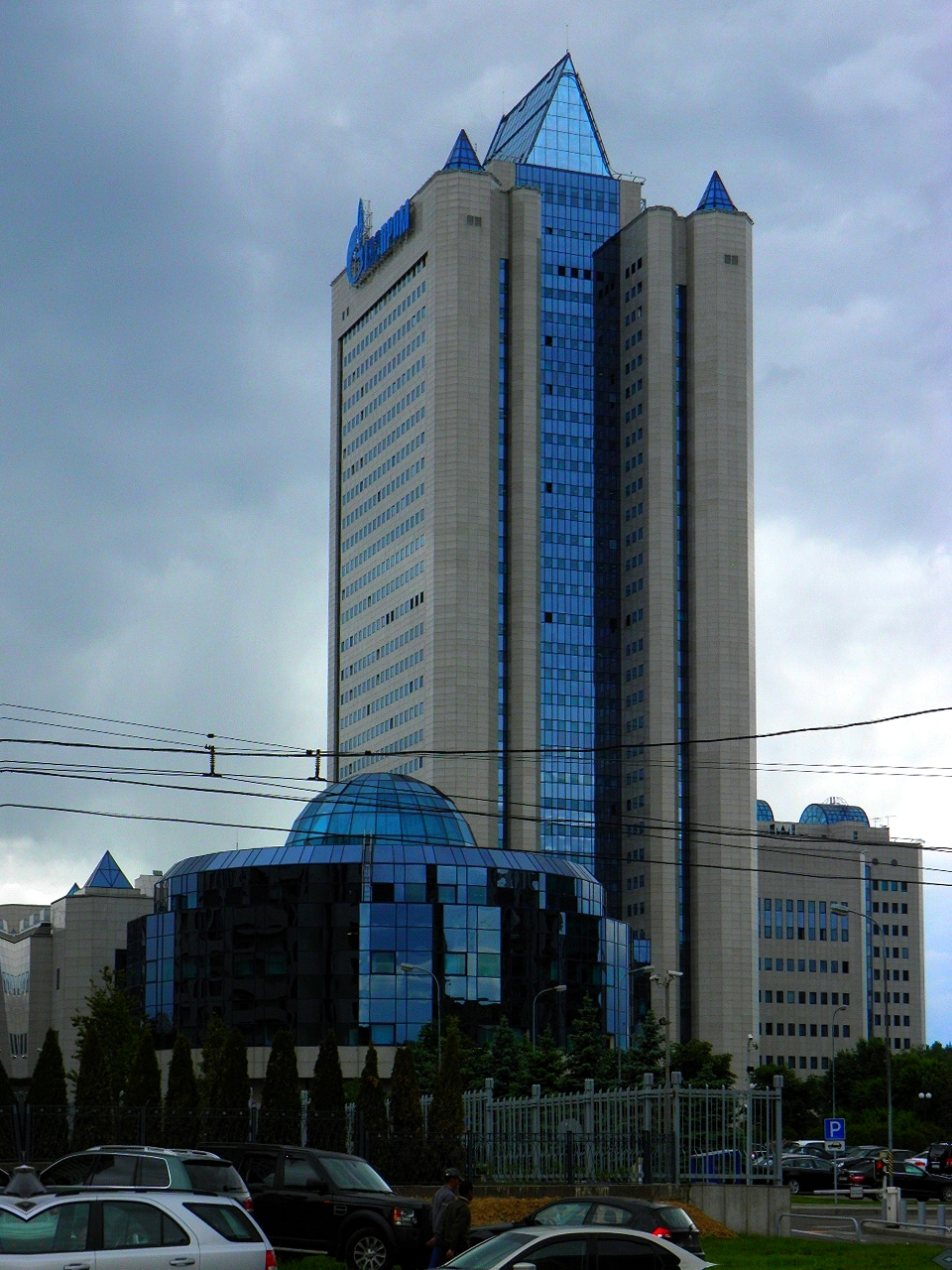
Sede della Gazprom di Mosca

Mosca ospita anche sedi di varie società di sviluppo software, tra cui ad esempio:
- 1C Company - produttore di software per il business e giochi,
- ABBYY - software house autore di programmi per il riconoscimento del testo e la traduzione,
- Akella - azienda impegnata nello sviluppo di videogiochi,
- Kaspersky - noto produttore di software anti-virus.

Nonostante che molti impianti industriali vengano lentamente spostati verso le città periferiche per migliorare l'aspetto cittadino, Mosca resta uno dei maggiori centri industriali della Russia.

### Costo della vita

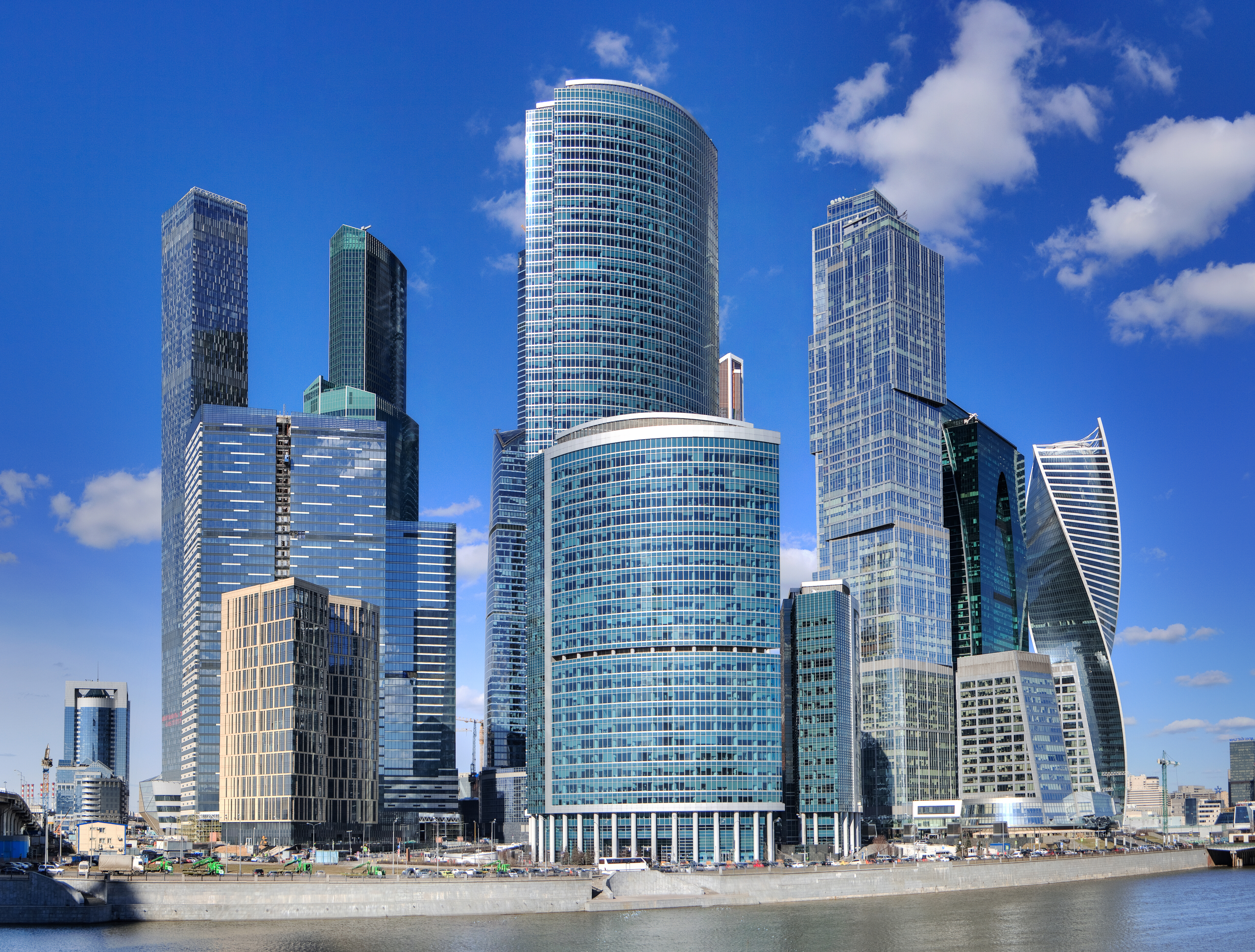
Centro internazionale di affari di Mosca

Durante il periodo sovietico, molti appartamenti sono stati prestati a cittadini da parte del governo in base a una norma di metri quadrati per persona (alcuni gruppi, tra cui gli artisti del popolo, gli eroi e gli eminenti scienziati hanno dovuto bonus in base ai loro risultati). La proprietà privata degli appartamenti è stata limitata fino al 1990, quando alle persone furono garantiti i diritti di proprietà ai luoghi in cui dimoravano. Fin dall'era sovietica, i proprietari immobiliari dovevano pagare per le loro residenze un importo fisso basato sulle persone per soggiorno.
A causa della situazione economica, il prezzo degli immobili a Mosca continua a salire. Oggi, ci si può aspettare di pagare 4 000 dollari in media per metro quadrato (11 m²) alla periferia della città, o 6 500 - 8 000 dollari per metro quadrato in un quartiere prestigioso per arrivare anche ai 40 000 dollari per metro quadrato. Per l'affitto di un monolocale in centro di Mosca si può arrivare a spendere circa 2 500 dollari al mese.
Un tipico appartamento con una camera è di circa una trentina di metri quadrati, un tipico appartamento con due camere da letto è di quarantacinque metri quadrati e un tipico appartamento di tre camere da letto è di settanta metri quadrati. Molti non possono muoversi dai loro appartamenti, soprattutto se una famiglia vive in un appartamento di due stanze originariamente concesso dallo Stato durante l'era sovietica. Alcuni residenti della città hanno cercato di far fronte all'alto costo della vita con l'affitto dei loro appartamenti durante il soggiorno nelle dacie (case di campagna) al di fuori della città.
Nel 2006, Mercer Human Resources Consulting ha nominato Mosca la città più cara del mondo per i dipendenti espatriati, davanti alla vincitrice perenne Tokyo, a causa del rublo russo stabile così come l'aumento dei prezzi delle case all'interno della città. Mosca è anche al primo posto nelle edizioni del 2007 e del 2008 del sondaggio.
Nel 2008, Mosca si è classificata in cima alla lista delle città più costose per il terzo anno consecutivo.

## Infrastrutture e trasporti
Il trasporto all'interno della città e in parte dell'oblast' di Mosca è gestito da Mosgortrans, che ha sotto la propria giurisdizione la metropolitana, gli autobus, i filobus, i tram, l'Anello centrale di Mosca e il noleggio di microbus e autobus con conducente.

### Aeroporti

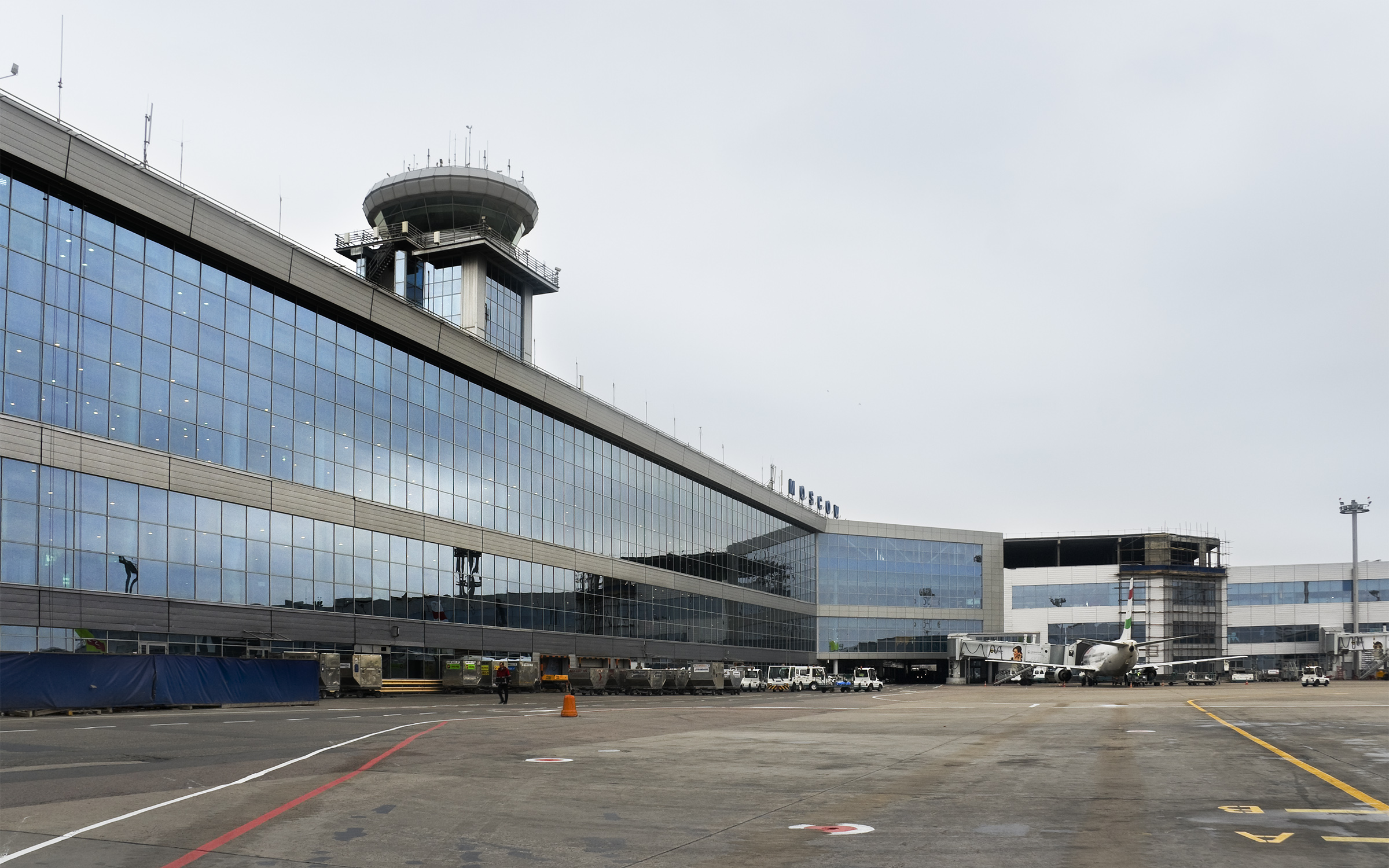
Terminal Passeggeri dell'aeroporto Domodedovo

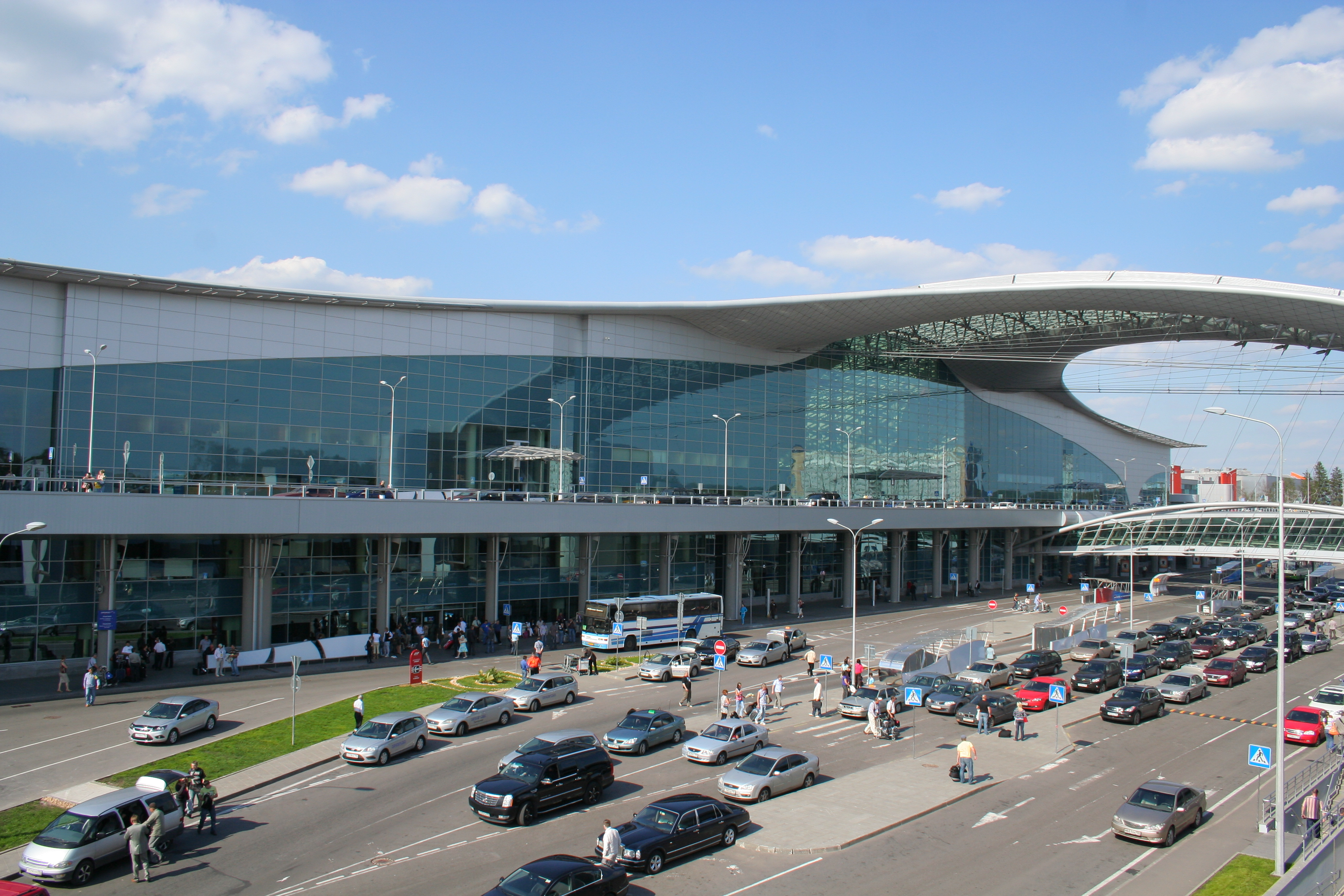
Terminal Passeggeri SVO-D dell'aeroporto Šeremet'evo

I principali aeroporti internazionali di Mosca sono:
- l'aeroporto Šeremet'evo (45,83 milioni di passeggeri nel 2018)
- l'aeroporto Domodedovo (30,66 milioni di passeggeri nel 2017)
- l'aeroporto di Mosca-Vnukovo (18,14 milioni di passeggeri nel 2017)

Altri aeroporti minori di Mosca sono:
- l'aeroporto Bykovo
- l'aeroporto Ostaf'evo
- l'aeroporto Tušino

L'aeroporto Šeremet'evo è il punto di ingresso più comune per i visitatori stranieri, esso infatti gestisce il sessanta per cento di tutti i voli internazionali. L'aeroporto Domodedovo è invece la porta principale a lungo raggio nazionale e rivaleggia con l'aeroporto Šeremet'evo sui voli intercontinentali. Gli altri tre aeroporti in particolare offrono voli all'interno della Russia e da e per gli Stati dell'ex Unione Sovietica. Gli aeroporti di Mosca hanno distanze variabili dalla tangenziale MKAD: Bykovo è il più lontano a 35 km, Domodedovo è a 22 km, Vnukovo a 11 km, Šeremet'evo a 10 km e Ostaf'evo, il più vicino dista circa 8 chilometri.
Vi sono anche molti piccoli aeroporti vicino a Mosca, come l'aeroporto M'jačkovo, destinati ad aerei privati, elicotteri e voli charter.

### Trasporti fluviali

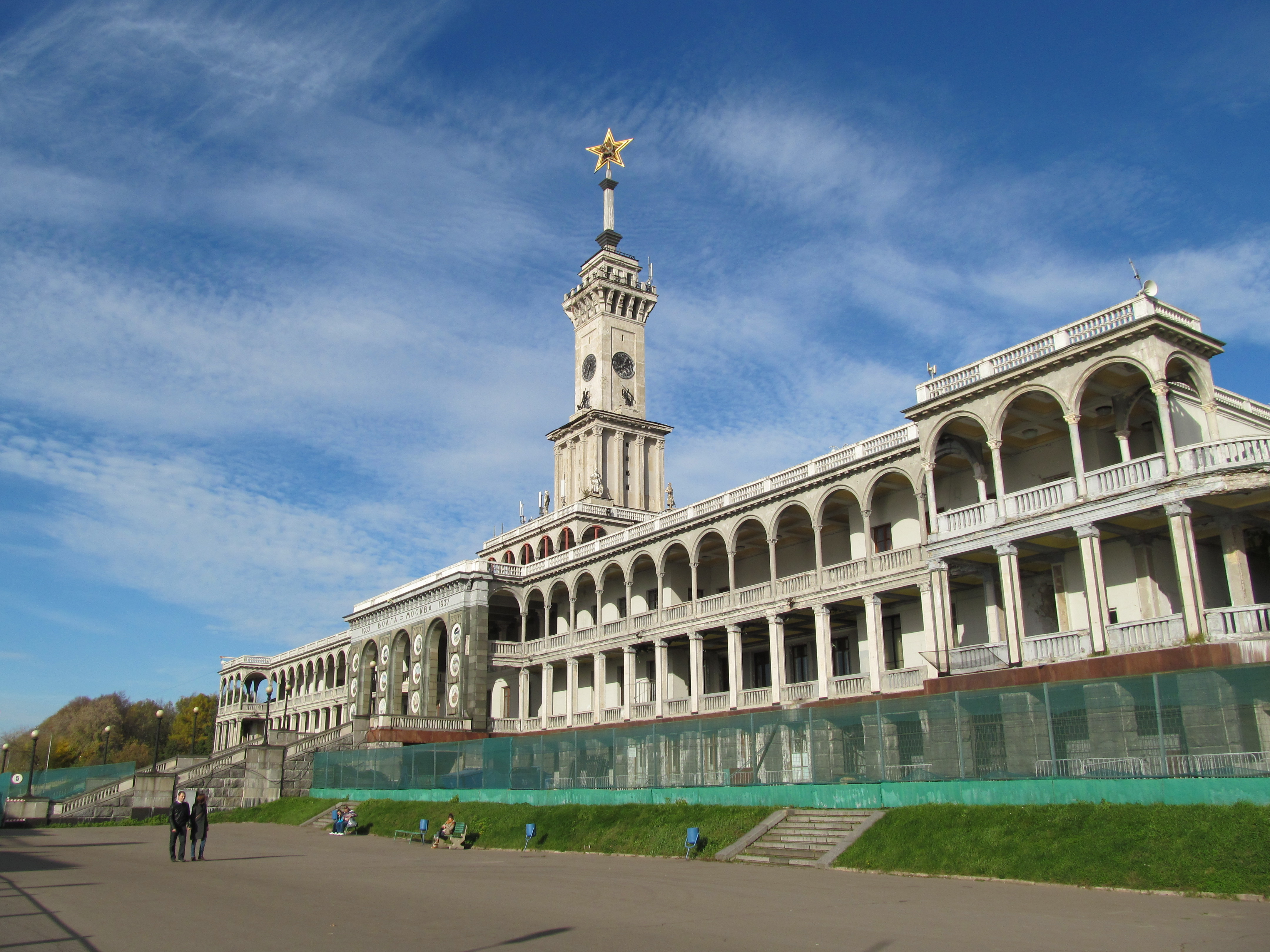
North River Terminal

Sulla Moscova, che attraversa la città, vi sono i due porti fluviali cittadini, uno a sud e uno a nord del tratto urbano del fiume. Molte rotte sulla Moscova e sull'Oka, vengono utilizzate principalmente per crociere di intrattenimento. Il porto a nord, costruito nel 1937, è anche il principale hub per percorsi fluviali a lungo raggio. Vi sono anche tre porti commerciali che servono Mosca.

### Ferrovie

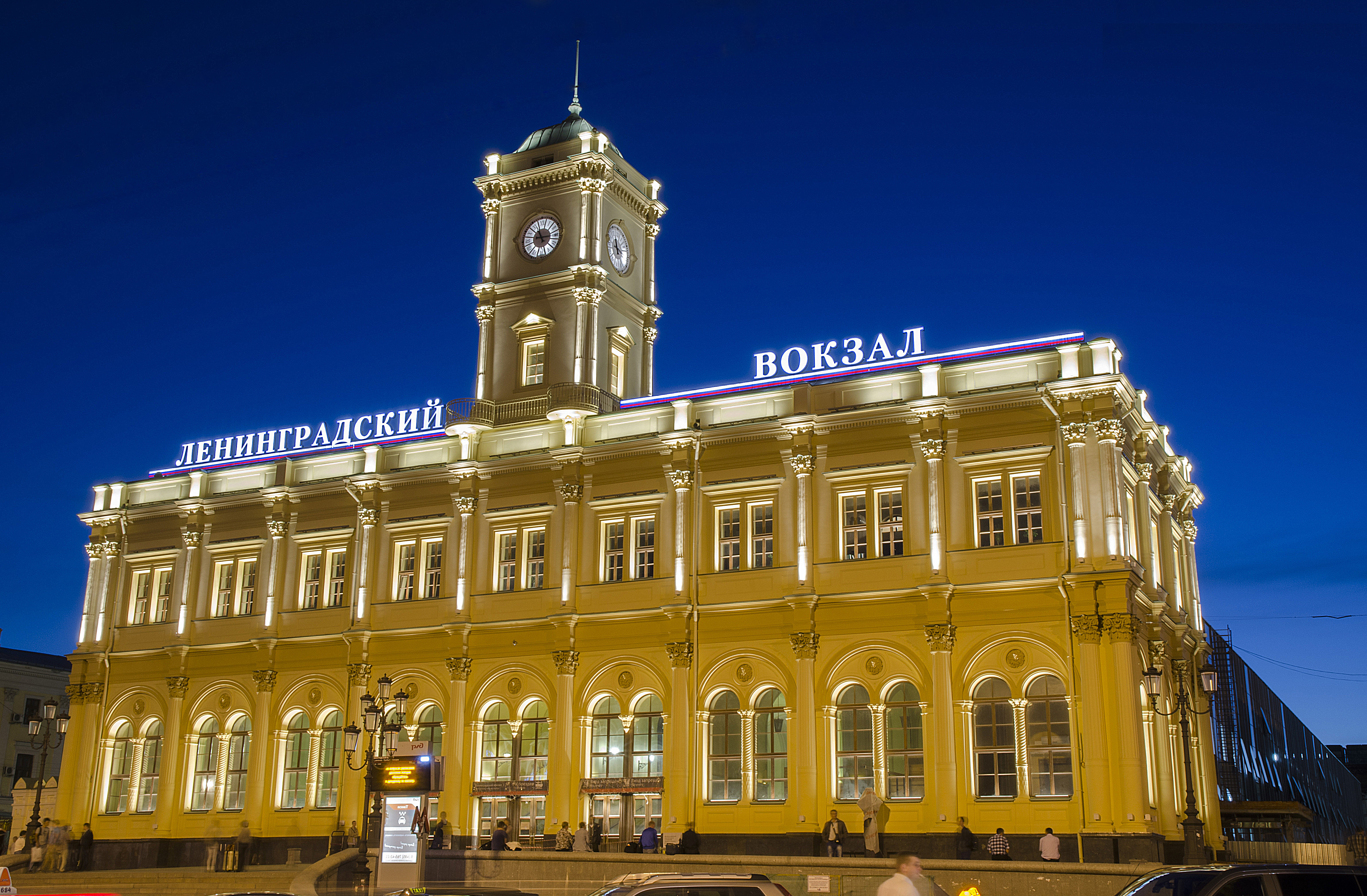
Stazione Leningradskij

Le principali stazioni ferroviarie a servizio della città sono:
- Stazione Belorusskij
- Stazione Kazanskij
- Stazione Kievskij
- Stazione Kurskij
- Stazione Leningradskij
- Stazione Paveletskij
- Stazione Rižskij
- Stazione Savëlovskij
- Stazione Jaroslavskij

I terminali sono situati vicino al centro della città, lungo il percorso ad anello della metropolitana 5 o vicino a essa. Ogni stazione gestisce i treni provenienti da diverse parti d'Europa e dell'Asia. Ci sono anche molte piccole stazioni ferroviarie di Mosca. Poiché i biglietti del treno sono relativamente a buon mercato, sono il modo preferito di viaggiare per i russi, soprattutto quando in partenza per San Pietroburgo, seconda città più grande della Russia. Mosca è anche il capolinea occidentale della ferrovia Transiberiana, che attraversa quasi 9 300 chilometri di territorio russo fino a Vladivostok, sulla costa del Pacifico.

### Anello centrale di Mosca
Il 10 settembre 2016 è stato inaugurato l'Anello centrale di Mosca, gestito dalla Metropolitana, la quattordicesima linea del trasporto sotterraneo. La linea ferroviaria entra infatti nella piantina della Metropolitana di Mosca, evidenziata da dei trattini rossi e indicata con il numero 14. La maggior parte delle attuali 31 stazioni sono in superficie, fatto che le distingue dalla metropolitana in cui le stazioni sono perlopiù sotterranee. I treni usati sono elettrici; la progettazione copre i territori non serviti dalla metropolitana e li congiunge con le fermate dei trasporti pubblici di superficie. Il 31 marzo 2017 è stato annunciato l'ingresso del cinquanta milionesimo passeggero.

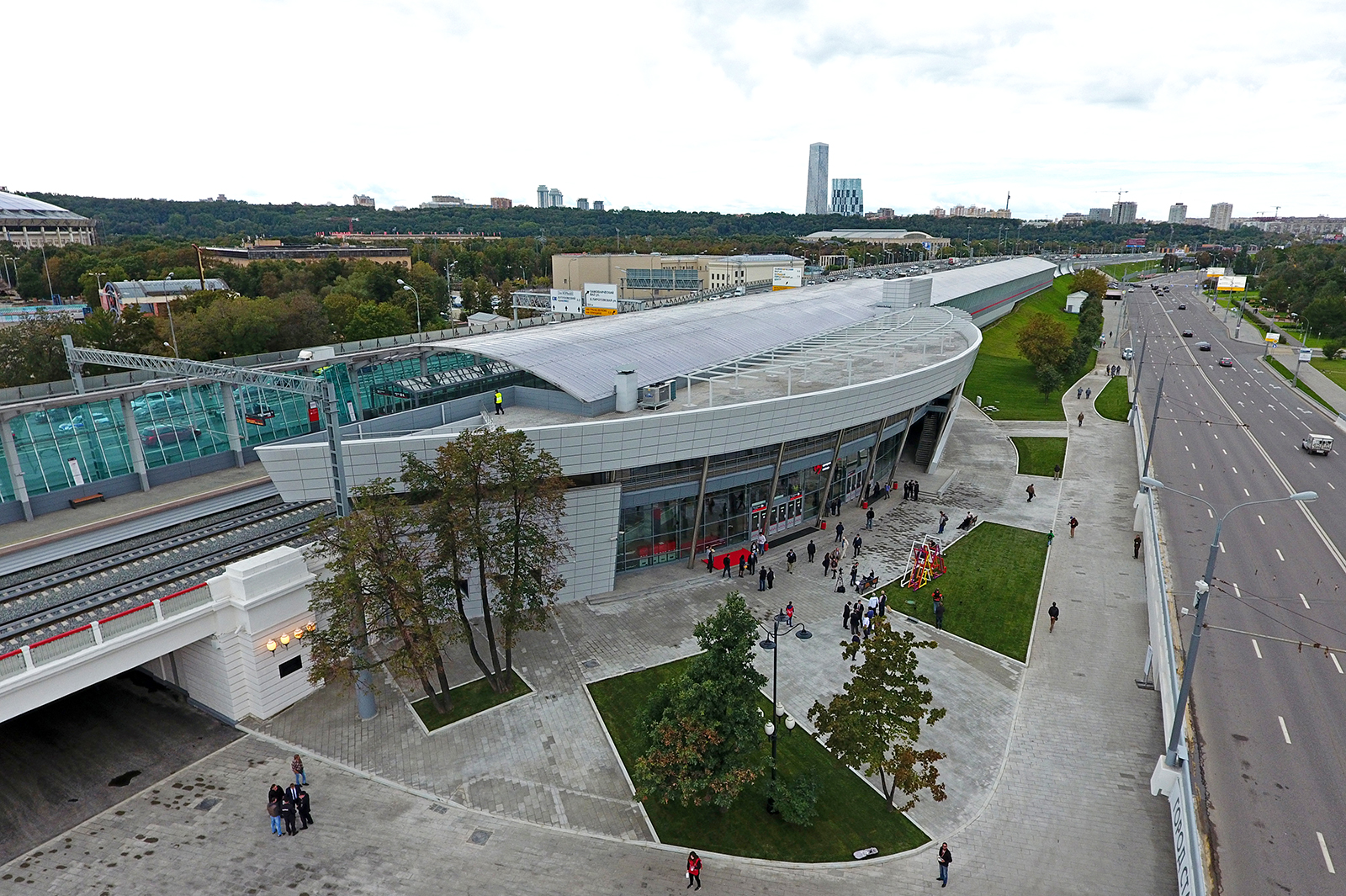
Stazione "Lužniki"
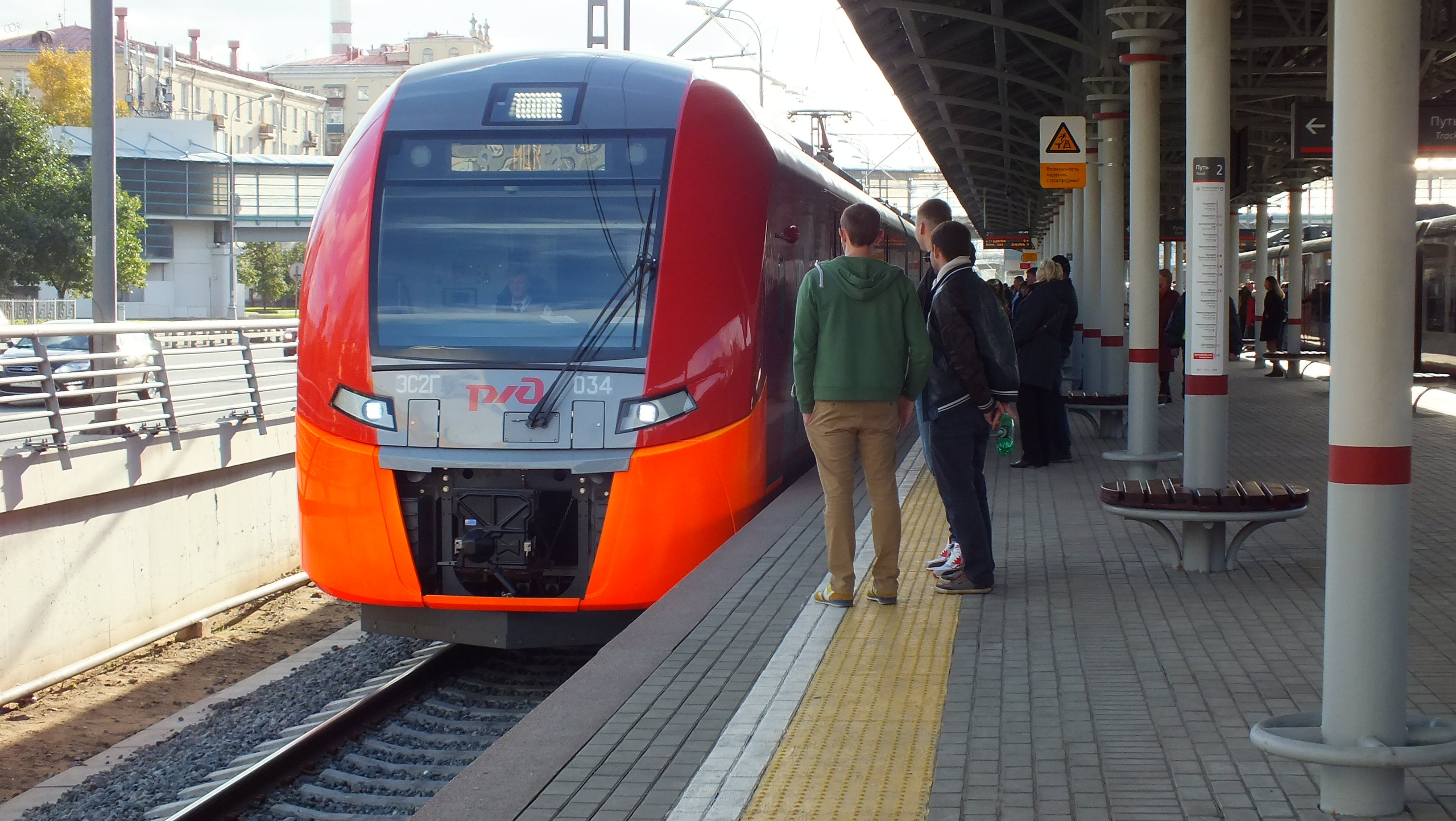
Stazione "Avtozavodskaja"
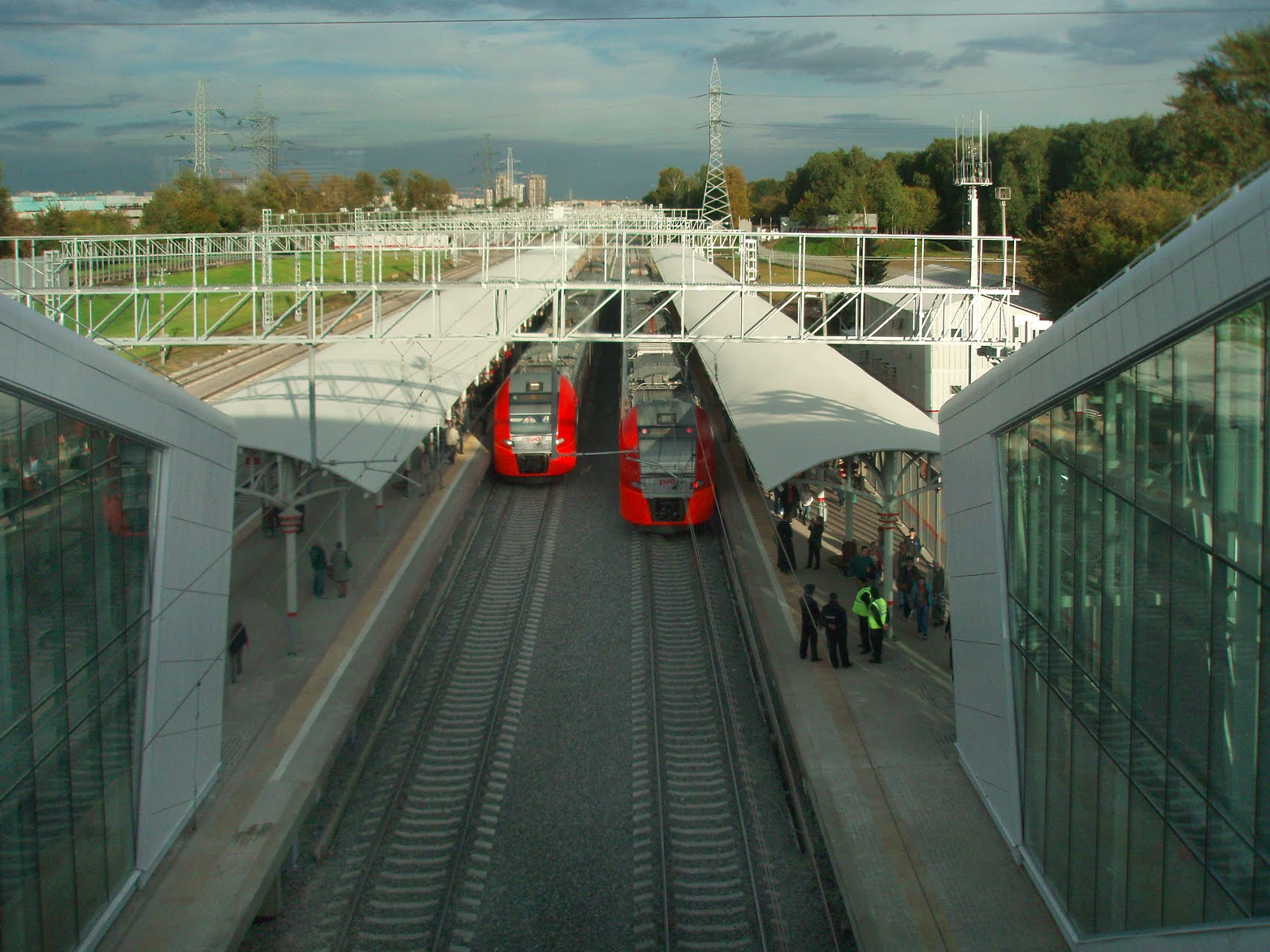
Stazione "Vladykino"
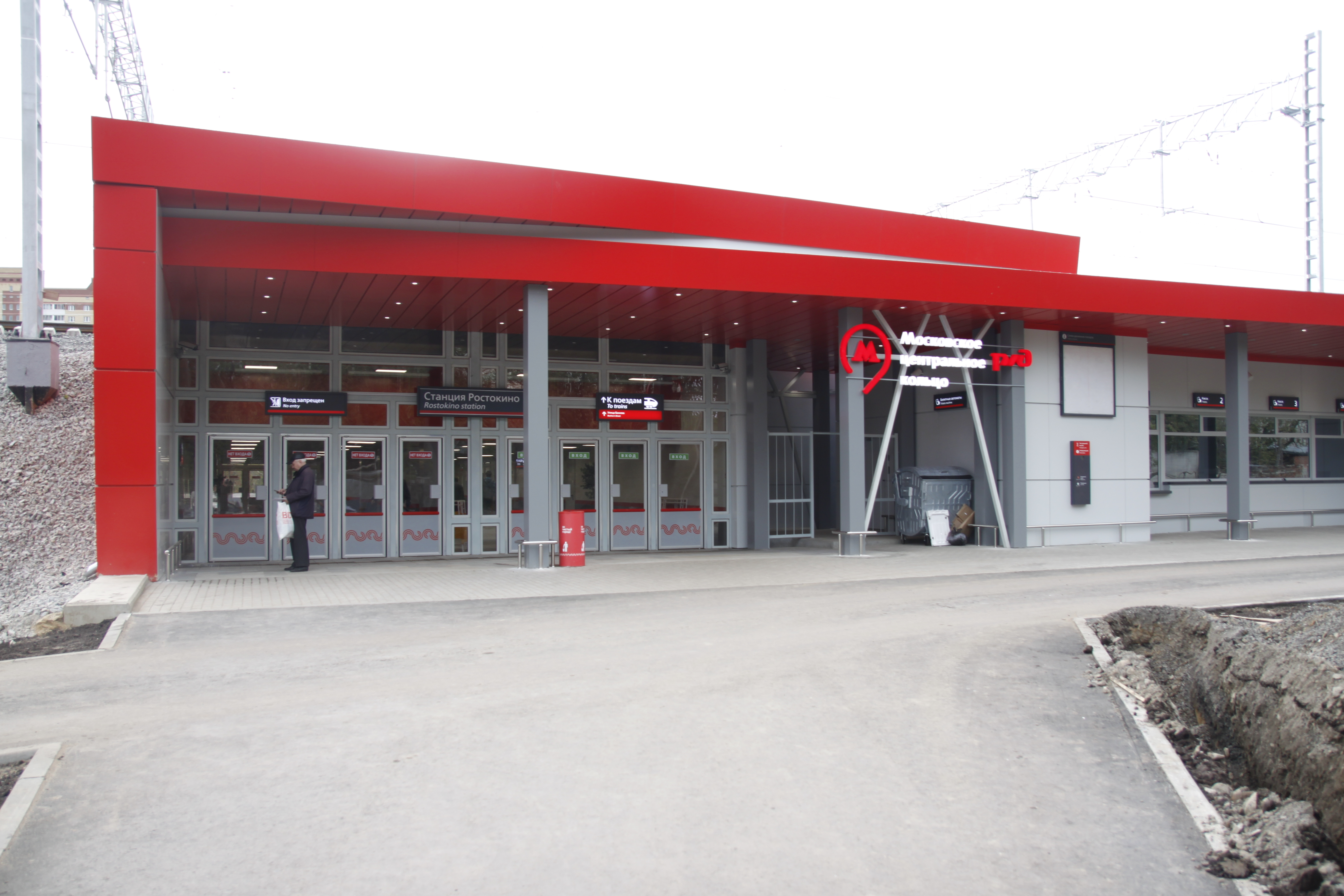
Stazione "Rostokino"

### Diametri Centrali di Mosca

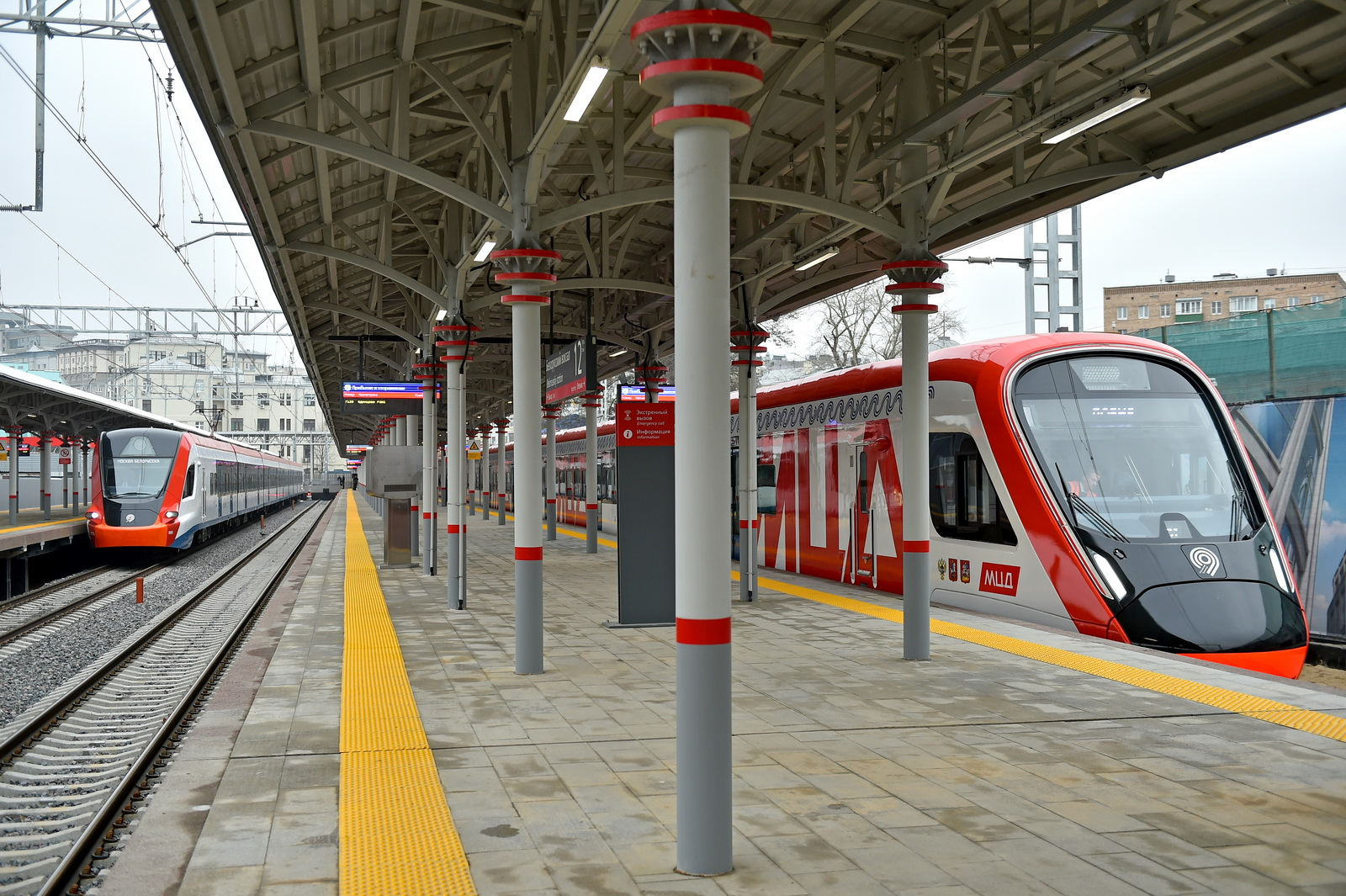
Treni Ivolga (EG2Tv) alla piattaforma dei Diametri Centrali di Mosca Belorusskij Voksal

I Diametri Centrali di Mosca sono un sistema di linee ferroviarie urbane e suburbane, create sulla base delle già esistenti Ferrovie di Mosca. Il sistema di trasporto serve la città di Mosca e l'Oblast'di Mosca. Il servizio è stato creato per migliorare la logistica dei passeggeri all'interno della capitale e per rendere più facile l'accesso alla città ai pendolari che abitano fuori dalla città.
Il 21 novembre 2019 sono state inaugurate le prime due linee, la D1, che collega le città di Odincovo e Lobnja e la D2, che collega Nachabino con Podol'sk. In futuro saranno aperte altre 3 linee, rispettivamente la D3, la D4 e la D5.
Con l'apertura delle nuove linee è stato introdotto un nuovo piano tariffario, che comprende 3 zone:
-Zona "Centrale" (Mark-Setun' per la D1 e Volokolamskaja-Ostaf'evo per la D2) 38 rubli;
-Zona "Suburbana" (Oblast' di Mosca-Mosca e viceversa) 45 rubli;
-Zona "Lontana" (oltre il Circolo Centrale di Mosca) 23 rubli per ogni zona attraversata.
Sulle linee circolano i nuovi treni Ivolga (EG2Tv).

### Metropolitana
La rete di trasporto locale comprende la metropolitana di Mosca, un sistema di metropolitana famosa per la sua arte, per i suoi murali, per i mosaici e i lampadari decorati che si trovano nelle stazioni. Quando ha aperto nel 1935, il sistema aveva appena due linee. Oggi, la metropolitana di Mosca ne comprende tredici, per lo più sotterranee con un totale di 216 stazioni. Essa è una delle più profonde al mondo: per esempio, la stazione di Parco della Vittoria, completata nel 2003, a 84 metri di profondità, ha le scale mobili più lunghe d'Europa. La metropolitana di Mosca è una delle metropolitane più trafficate al mondo, servendo circa dieci milioni di passeggeri giornalmente (300 000 000 persone ogni mese). Di fronte a seri problemi di trasporto, Mosca dispone di ampi piani per espandere la sua rete metropolitana.

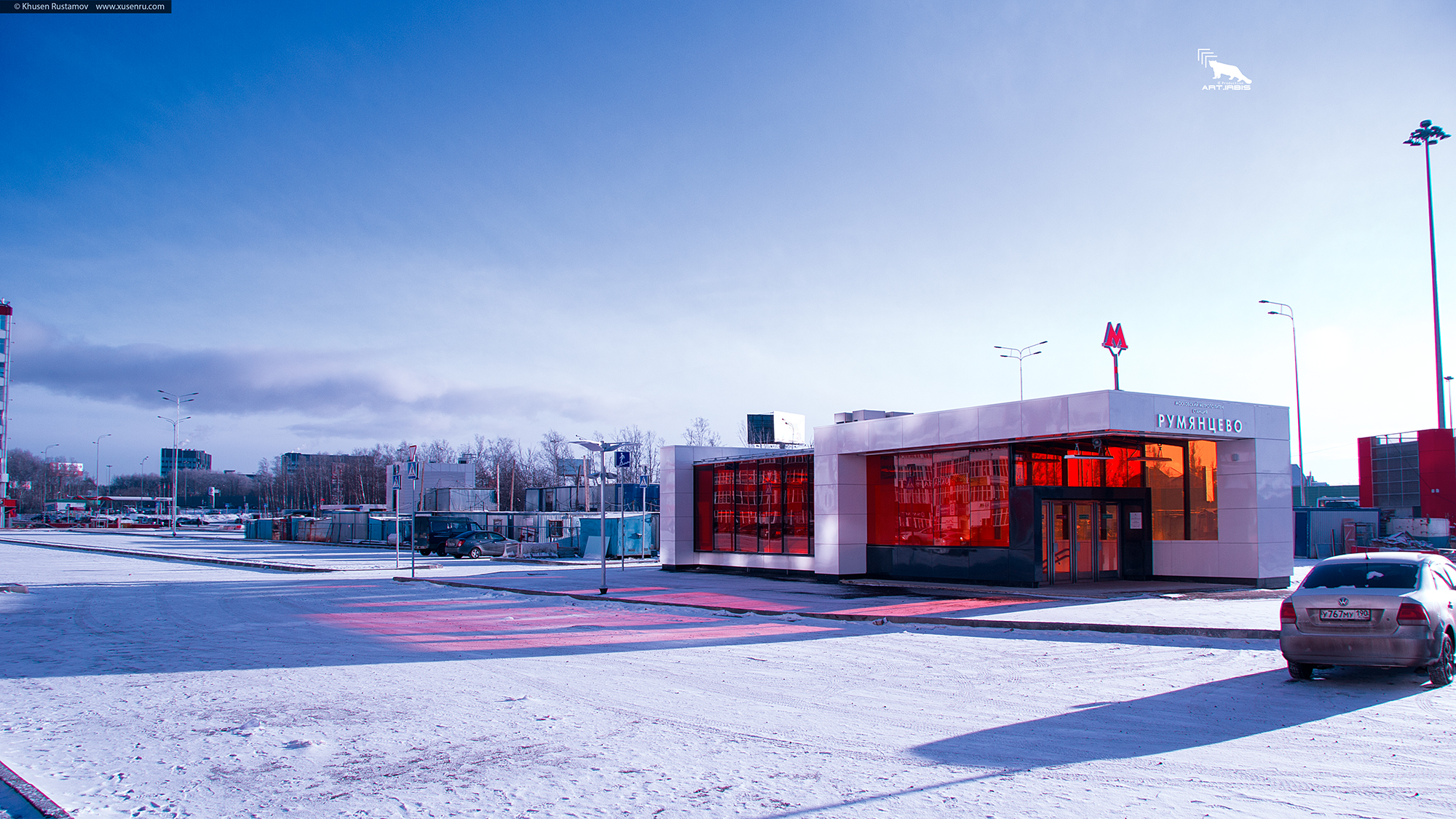
Stazione Rum'jancevo
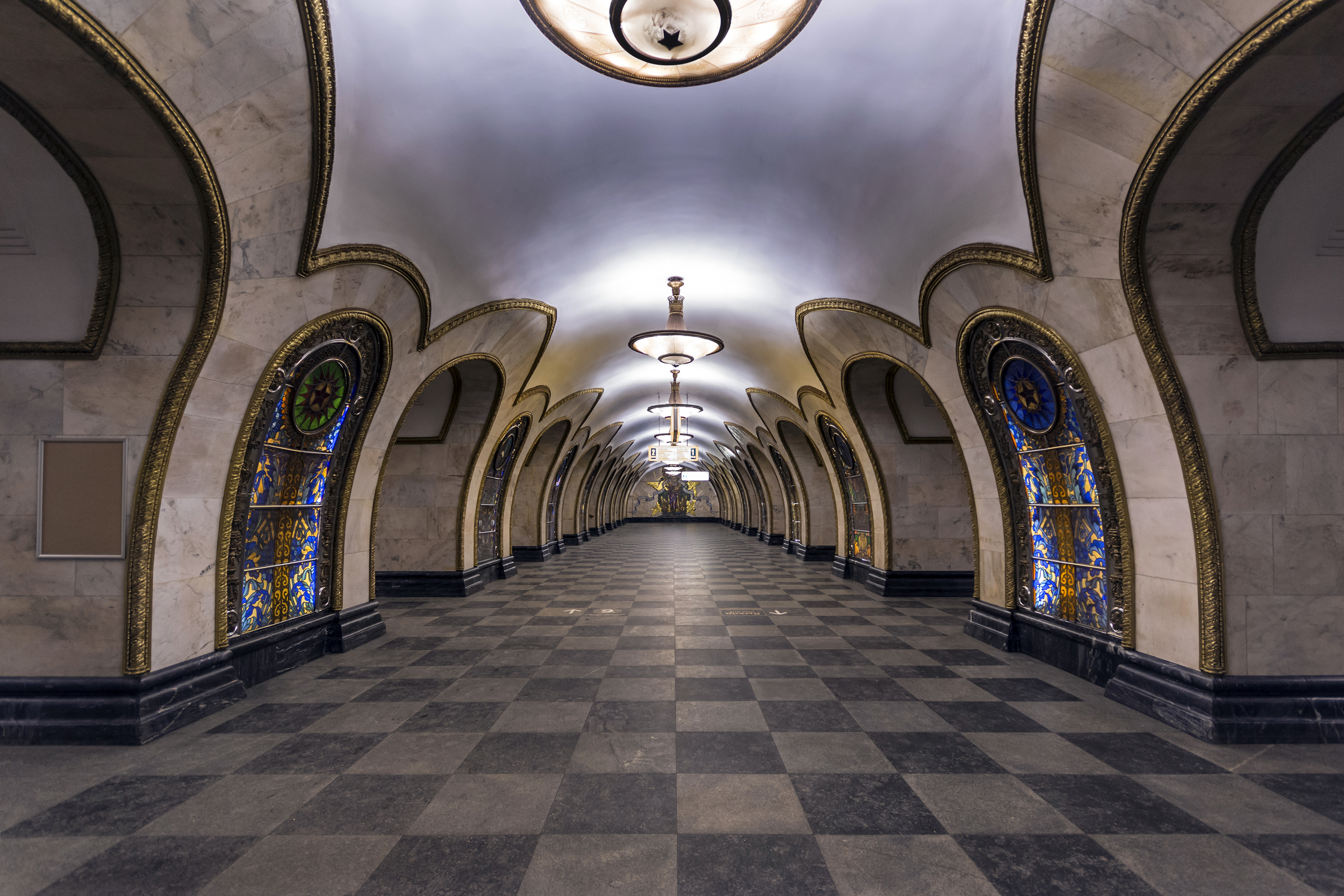
Stazione Novoslobodskaja
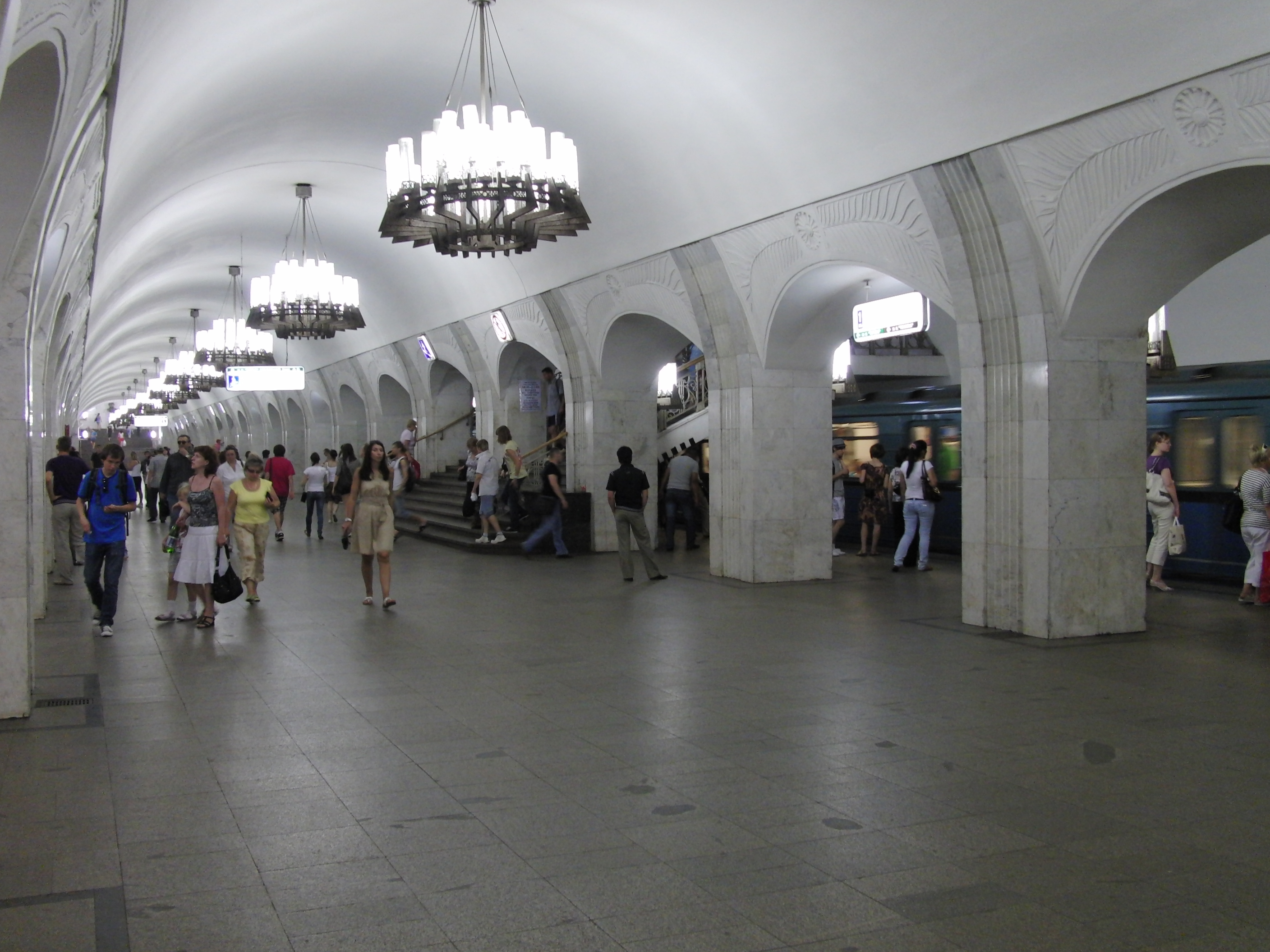
Stazione Puškinskaja
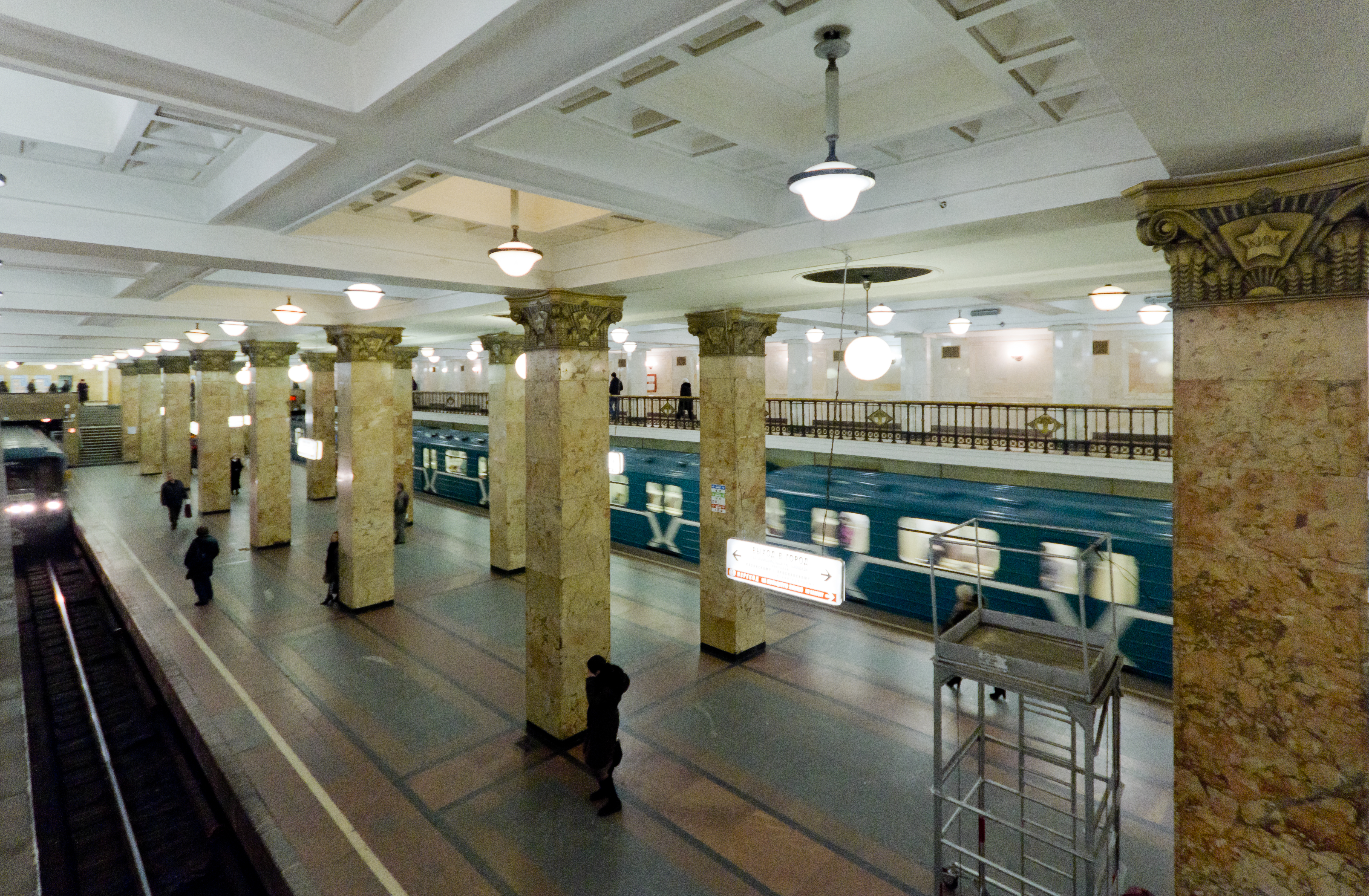
Stazione Komsomol'skaja
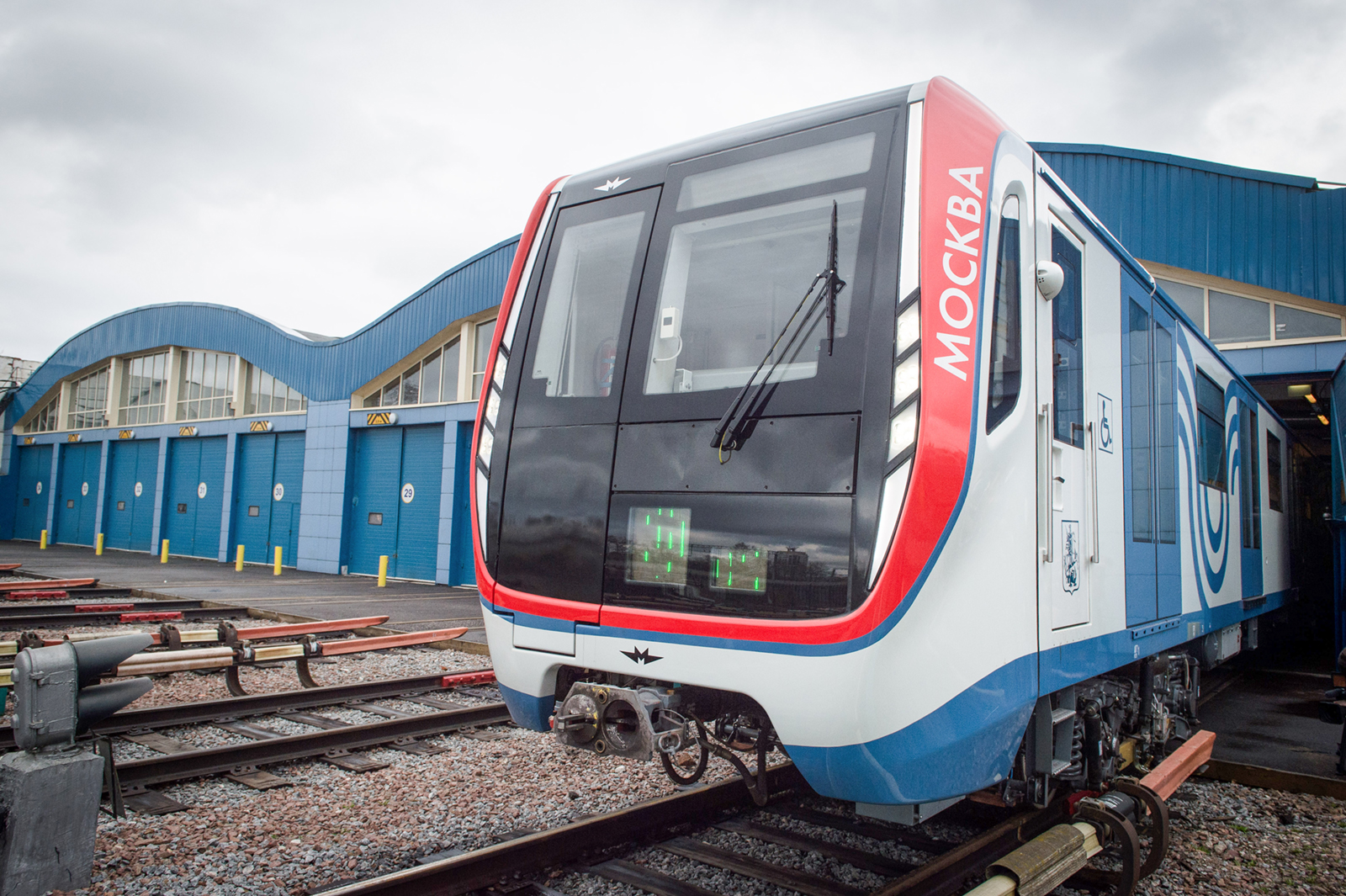
Deposito della Metropolitana

### Autobus, bus elettrici e filobus
Come le stazioni della metropolitana anche le fermate degli autobus sono molto distanti tra loro, fino a 4 chilometri. Tuttavia una vasta rete di autobus si irradia da ogni stazione alle zone residenziali circostanti. Mosca ha anche un terminal degli autobus passeggeri a lungo raggio e interurbani (Central Bus Terminal) con un transito giornaliero di circa 25 000 passeggeri.
Ogni strada principale della città è servita da almeno una linea di autobus. Molti di questi percorsi sono raddoppiati da un percorso a filobus: la rete filoviaria di Mosca, aperta nel novembre 1933, è stata la prima a essere costruita in Unione Sovietica. La città dispone inoltre di un moderno ed efficiente servizio di maršrutke, gestito dal Comune di Mosca. A differenza delle altre città russe, nella capitale il biglietto acquistato per usufruire di un mezzo pubblico vale anche per questo tipo di veicolo, dotato anche della possibilità di prenotare la fermata.
Nel 2018 le compagnie automobilistiche Gaz e Kamaz hanno vinto il bando di gara indetto dalla società dei trasporti moscovita Mosgortrans per la consegna di 200 autobus elettrici e 62 stazioni di caricamento ultra veloce. In base al contratto siglato, i produttori sono responsabili della qualità e dell'operatività dei mezzi e delle stazioni fornite per 15 anni. Dall'anno 2021 verranno acquistati esclusivamente autobus con motore elettrico, sostituendo la flotta di bus alimentati a gasolio. Entro il 2019, la Russia dovrebbe essere diventata il Paese con più veicoli pubblici alimentati a metano o energia elettrica d'Europa.

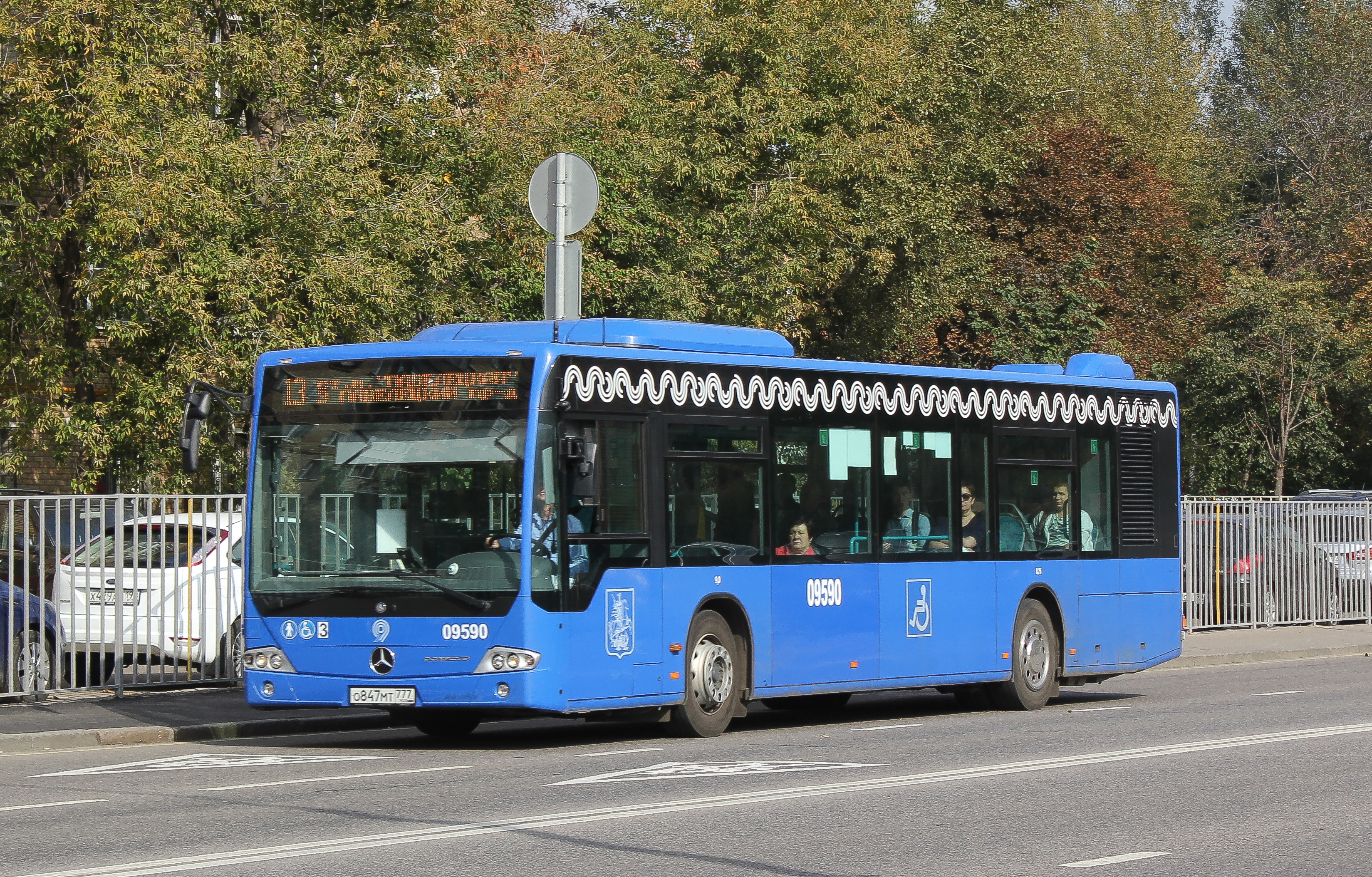
Autobus Mercedes-Benz O345
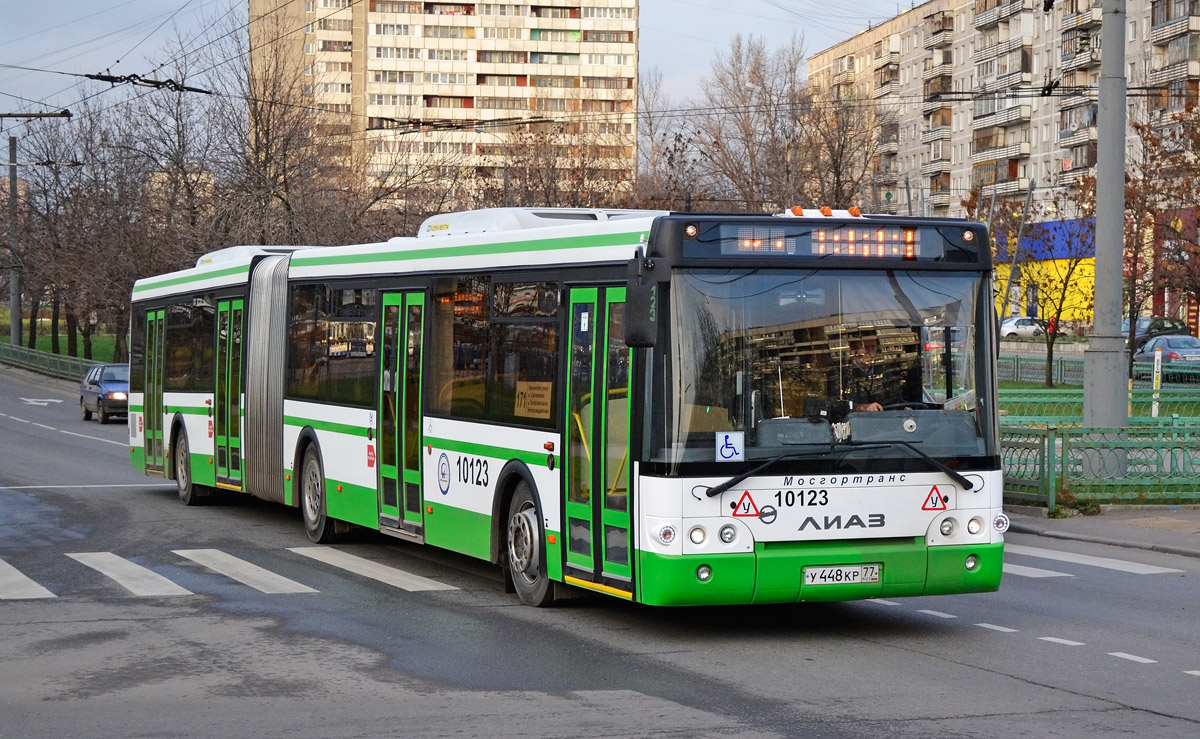
Autobus LiAZ-6213.22
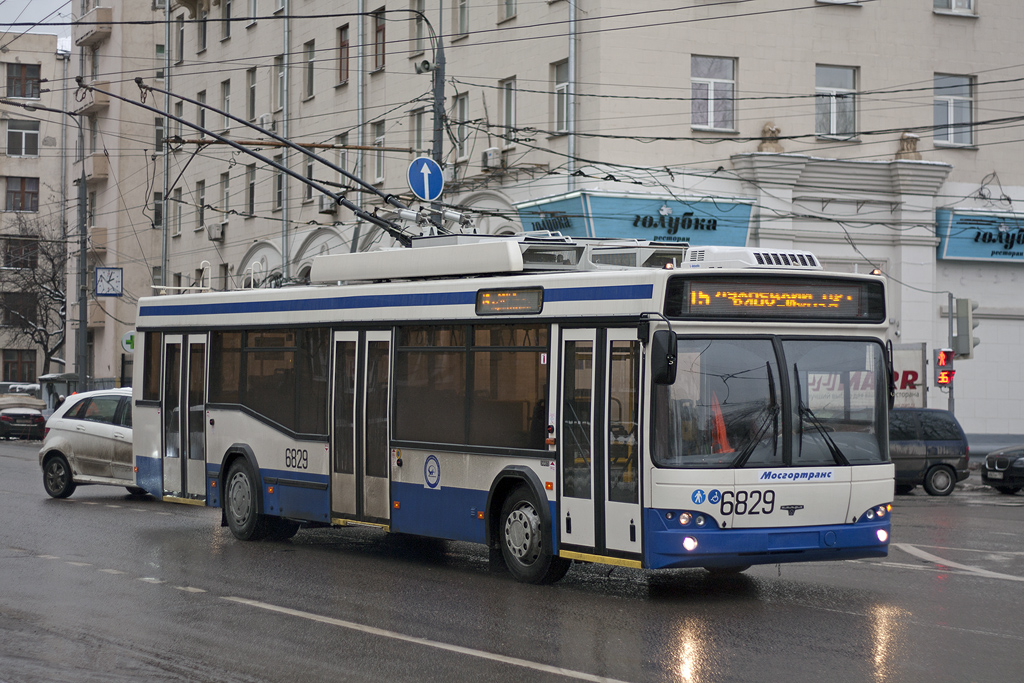
Filobus SVARZ-6235.00
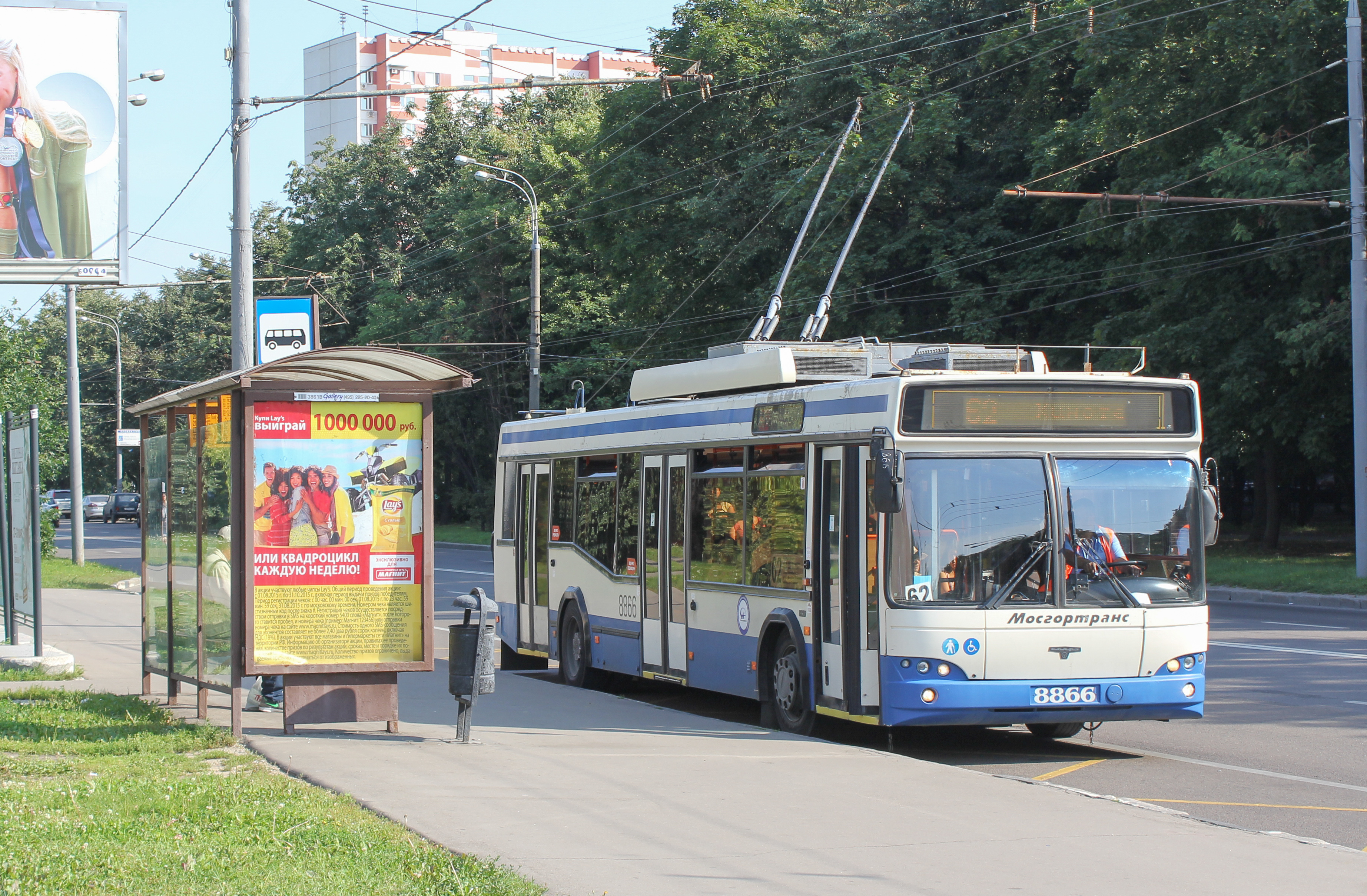
Filobus SVARZ-6235
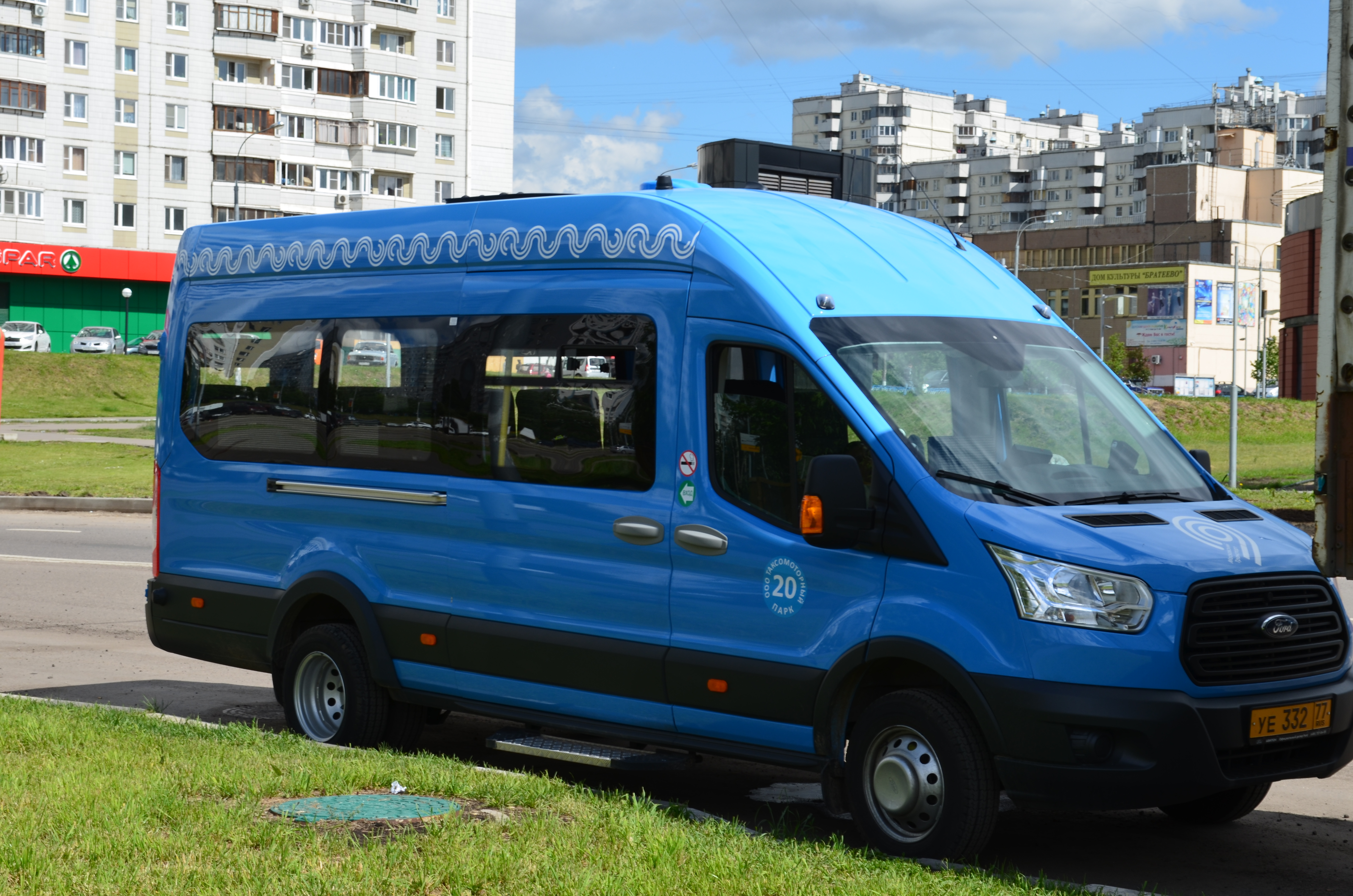
Maršrutka Ford Transit
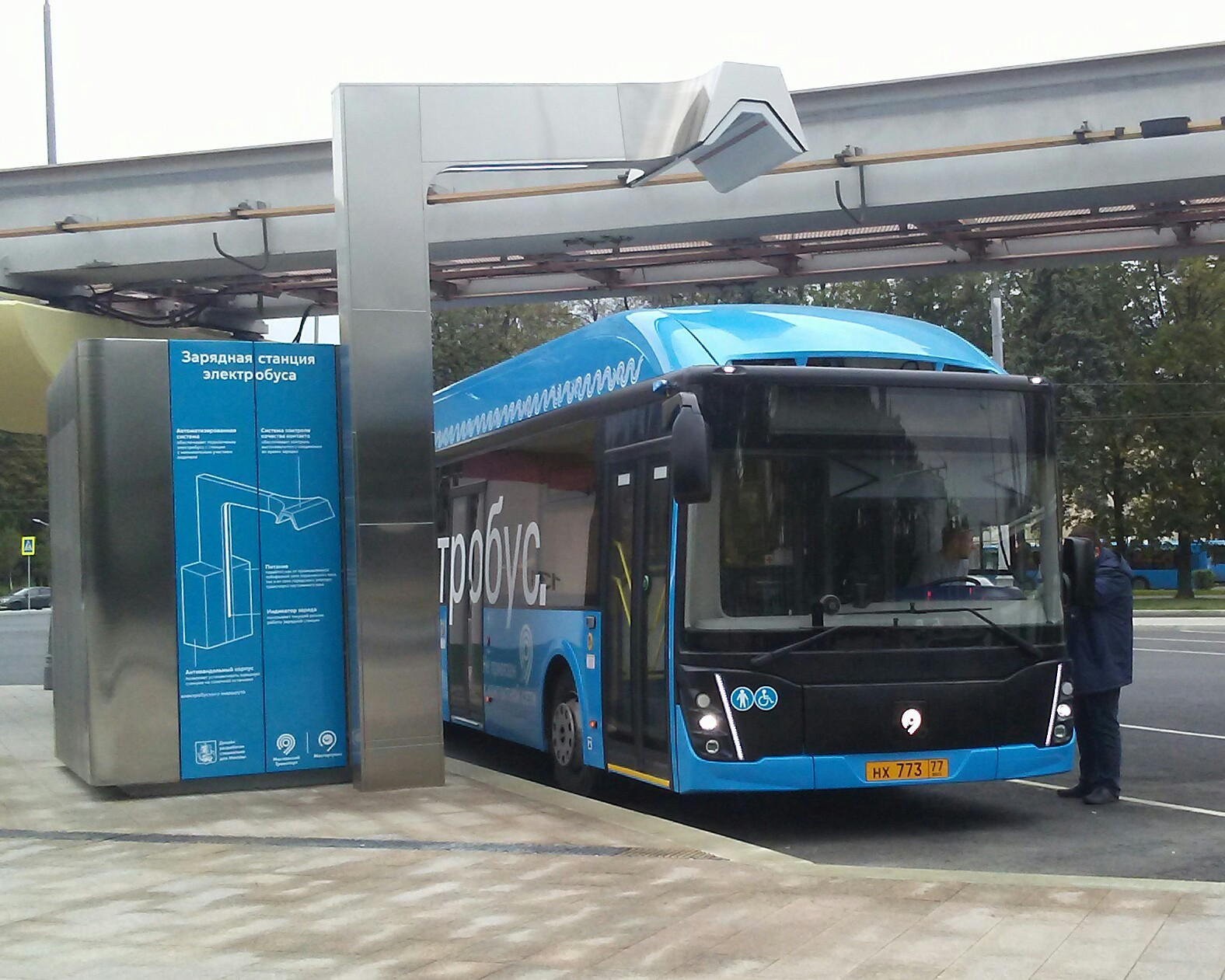
Autobus elettrico KamAZ-6282

### Monorotaia
A Mosca vi è anche una breve linea monorotaia, gestita dalla società Metropolitana di Mosca. Inaugurata nel 2004, la linea collega la stazione della metropolitana Timirjazevskaja e Ulica Sergeja Ėizenštejna, passando vicino al Centro Espositivo VDNCh. Nelle mappe della metropolitana è indicata come linea 13.

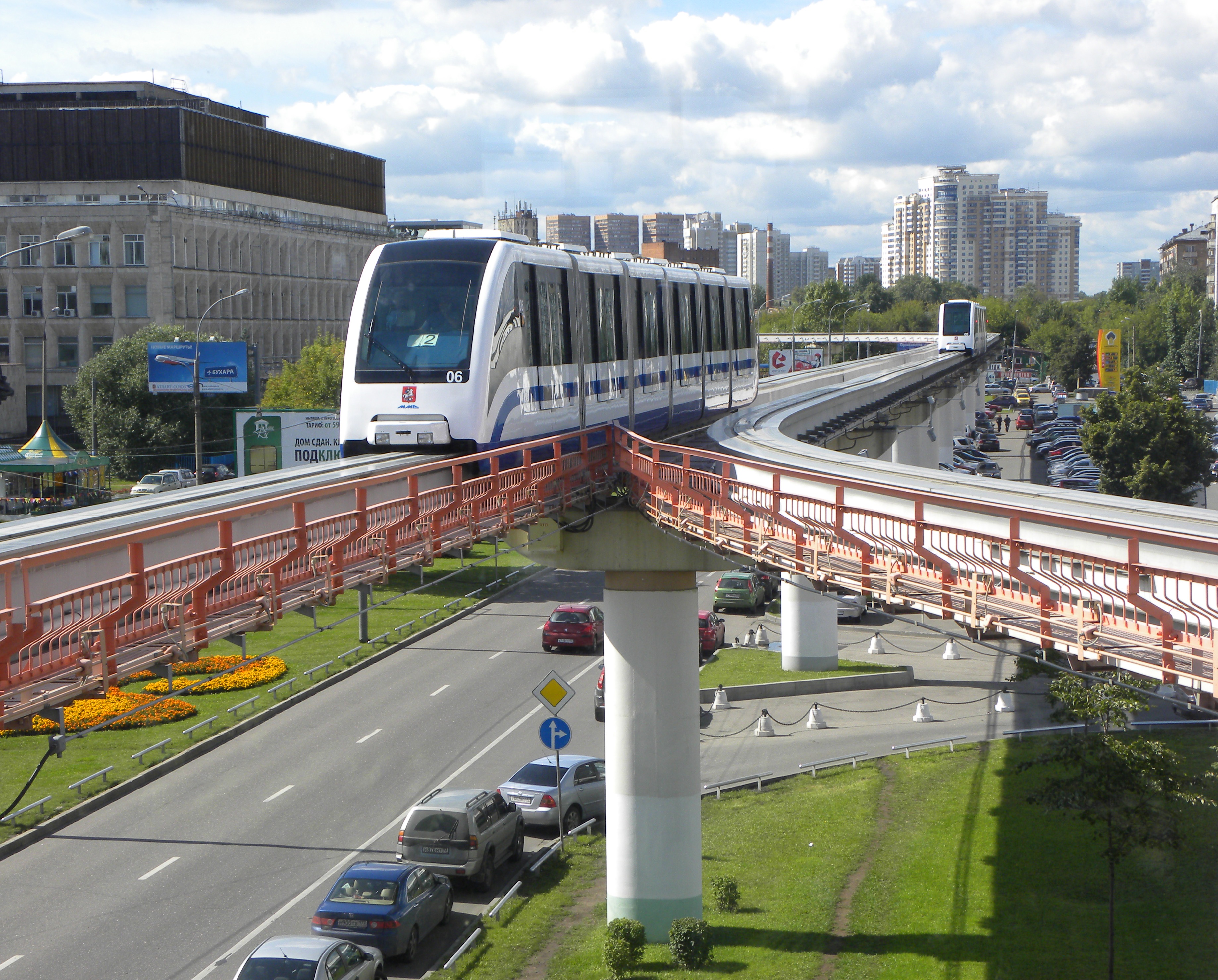
Veduta di un treno della monorotaia nei pressi della stazione di Telecentr
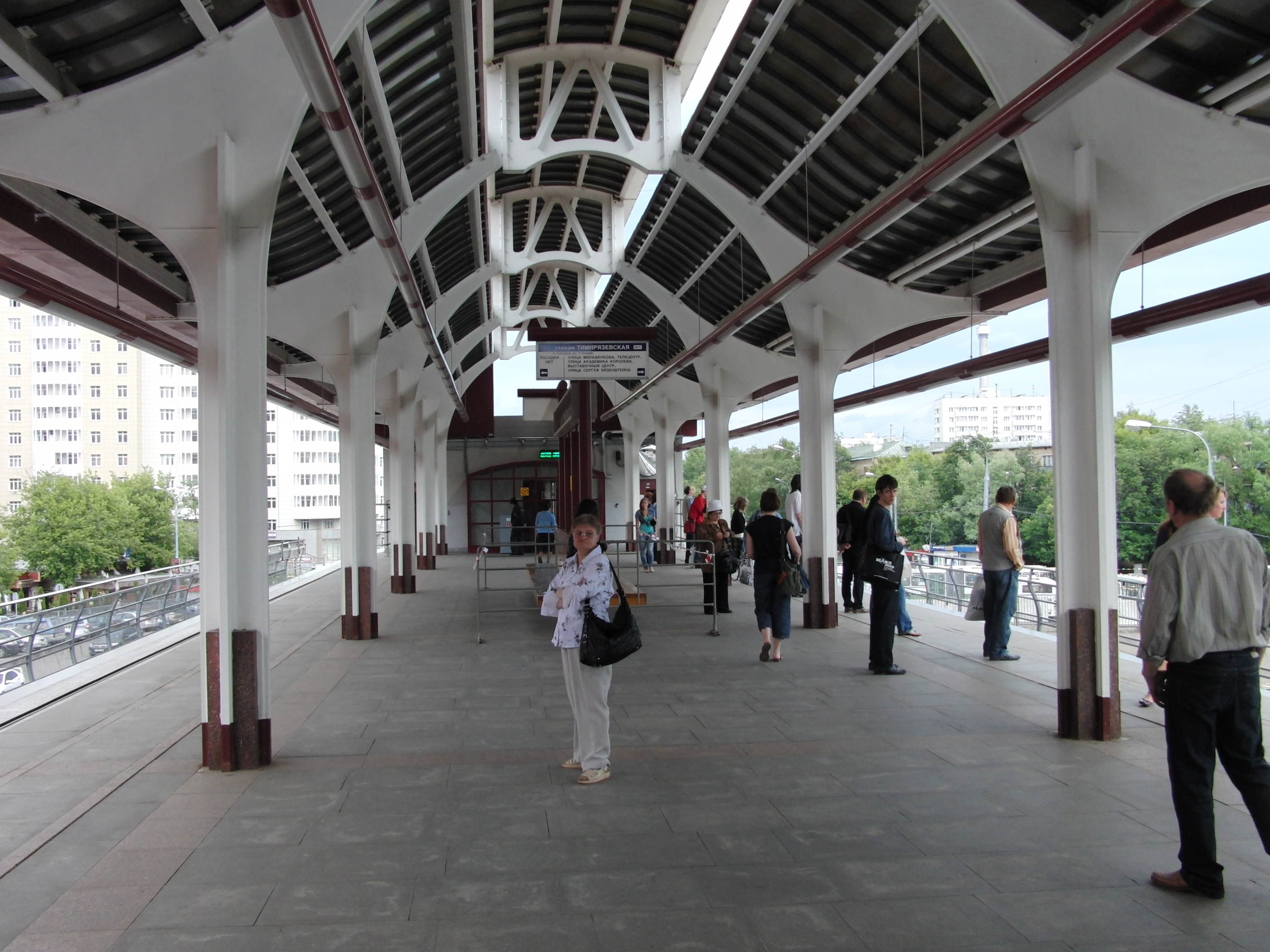
Veduta della stazione Timirjazevskaja

### Tram

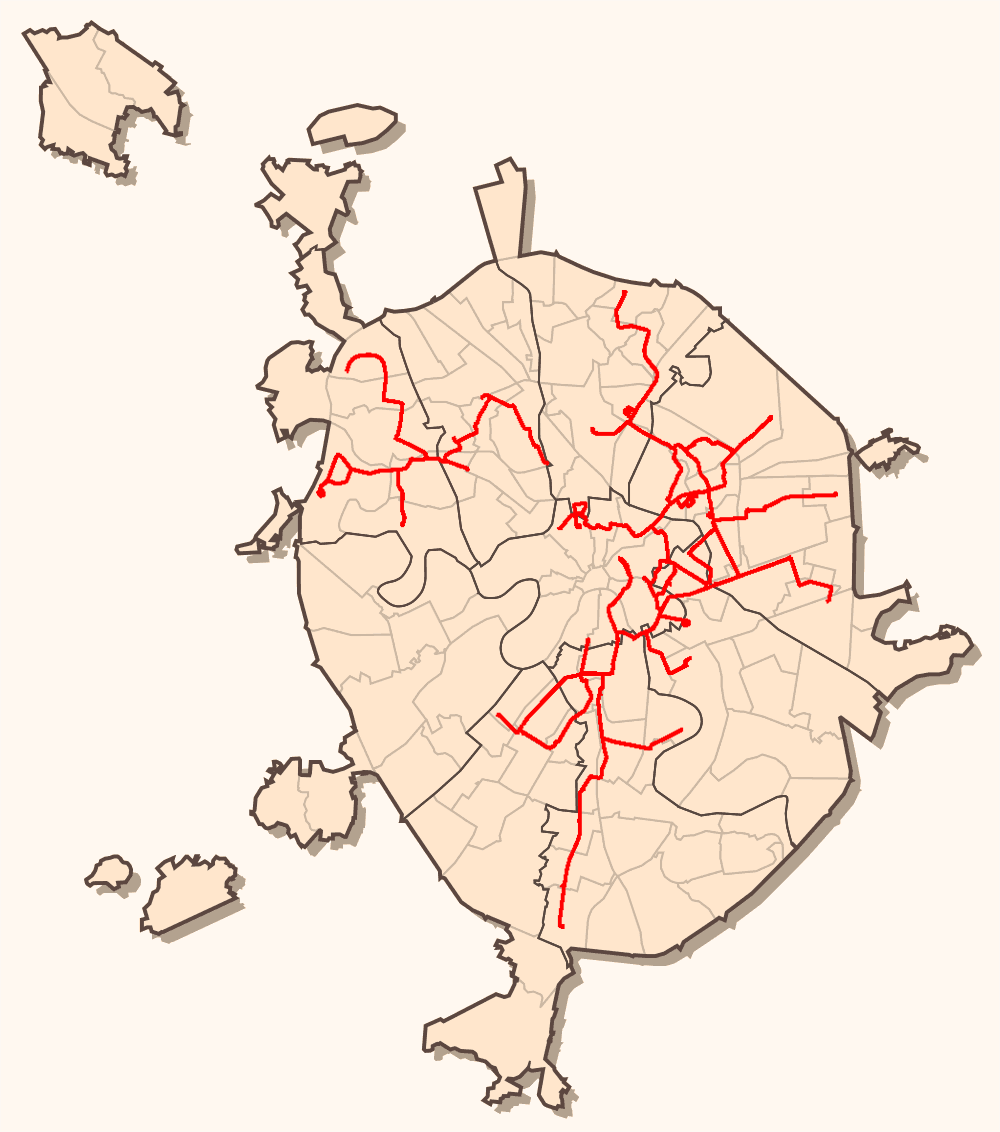
Rete tranviaria di Mosca

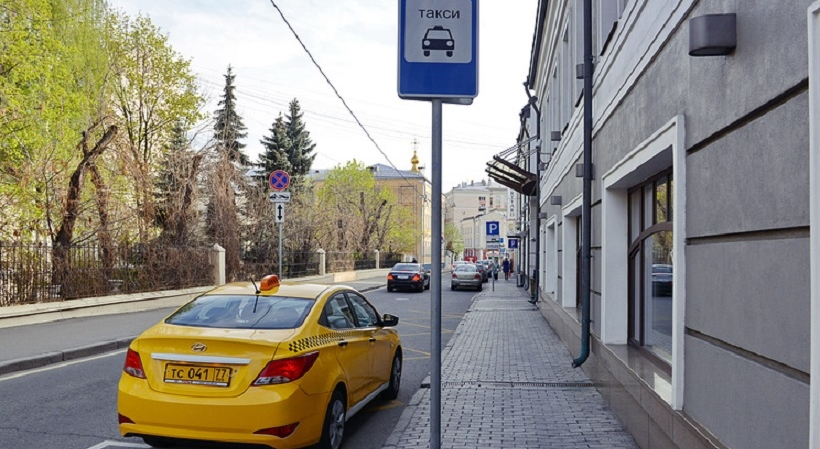
Taxi commerciale a Mosca

Mosca ha un vasto sistema tramviario, inaugurato nel 1899. La linea più recente è stata costruita nel 1984. Il suo utilizzo quotidiano da parte dei moscoviti è basso, rappresentando circa il 5% dei viaggi, poiché molte connessioni vitali nella rete sono state soppresse. I tram rimangono ancora importanti in alcuni distretti per il raggiungimento delle stazioni della metropolitana. I tram forniscono anche importanti legami incrociati tra le linee della metropolitana.

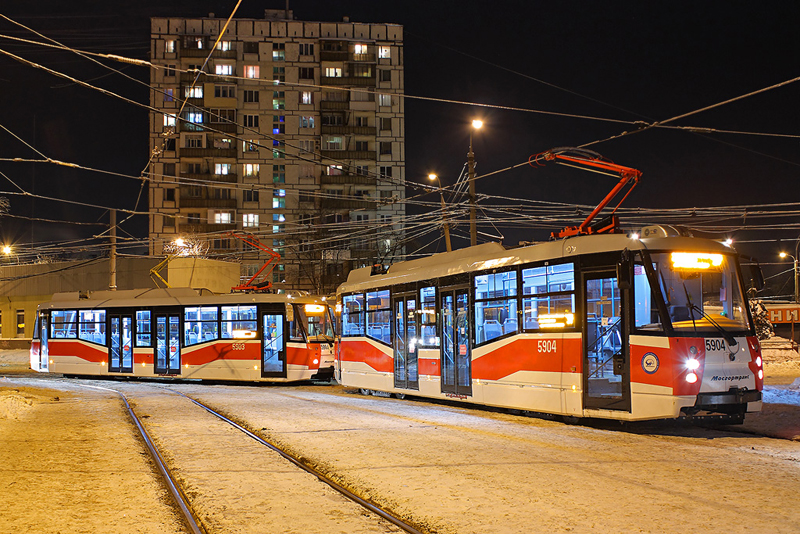
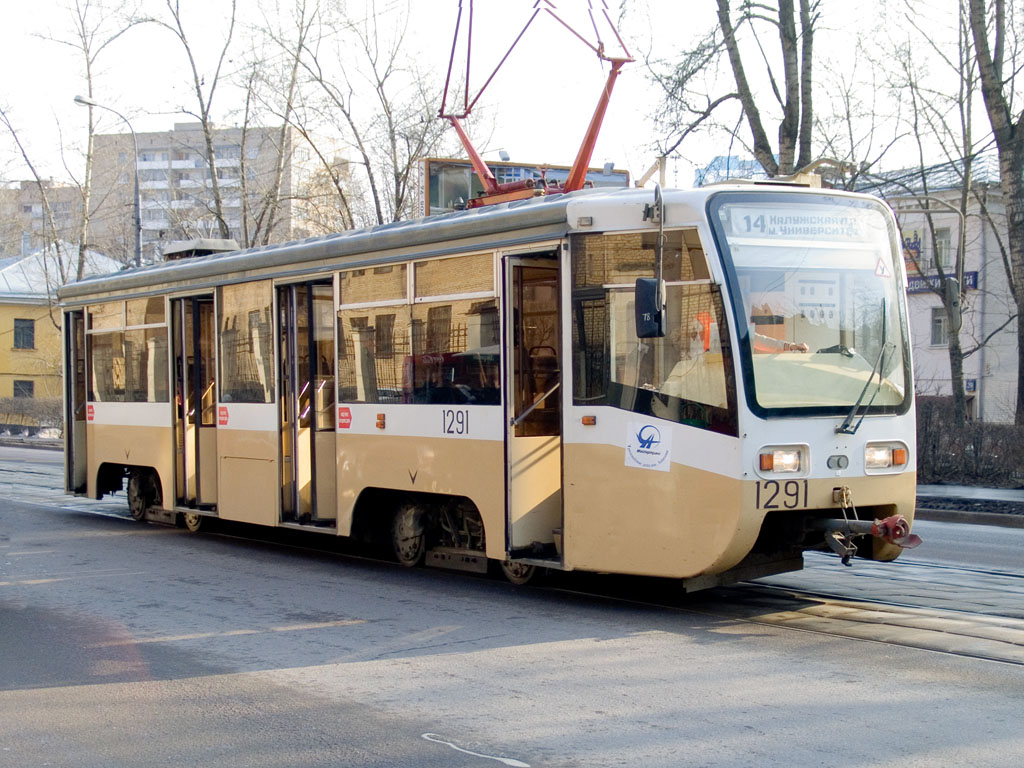
KTM-19K
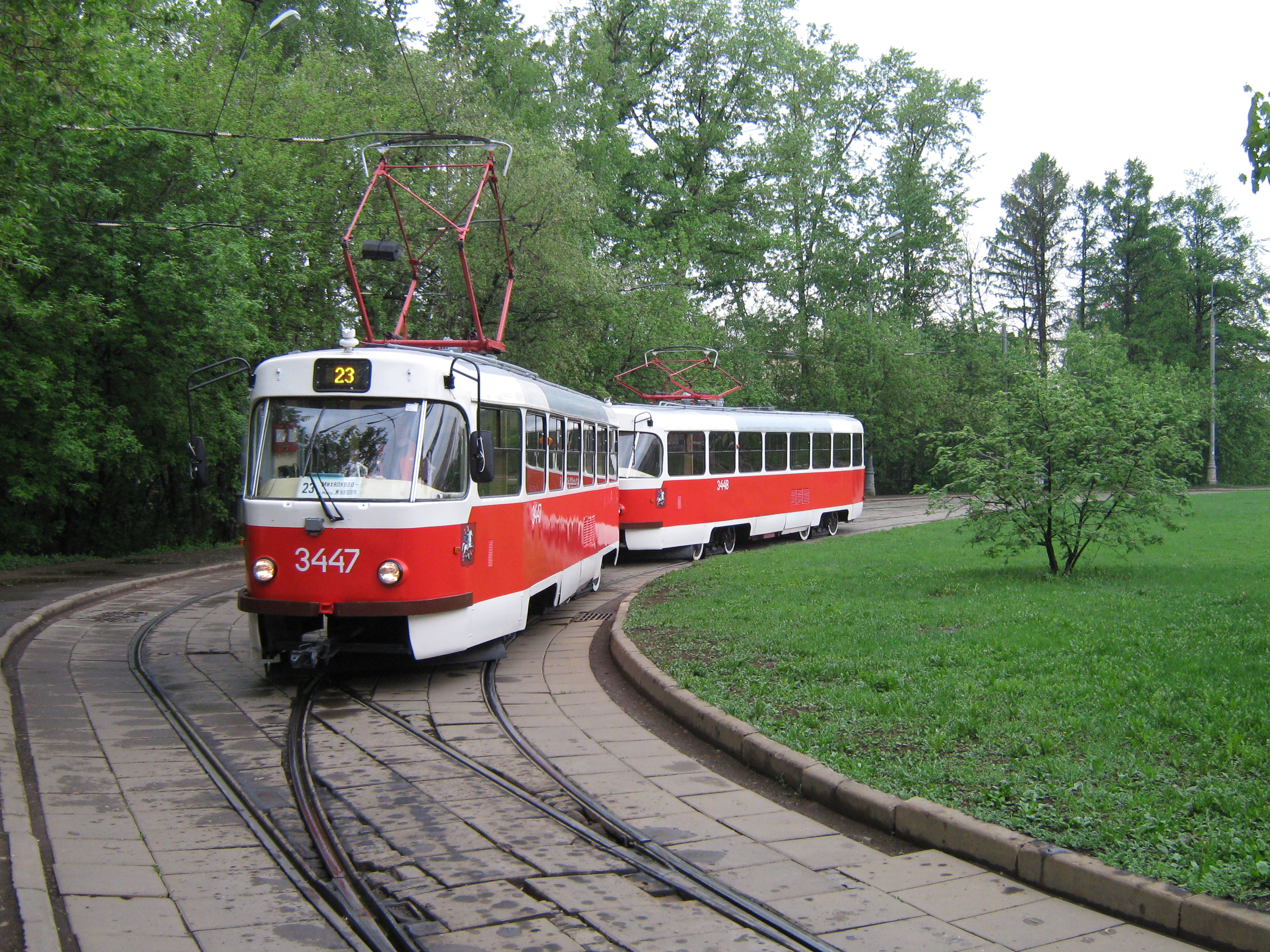
Tatra T3
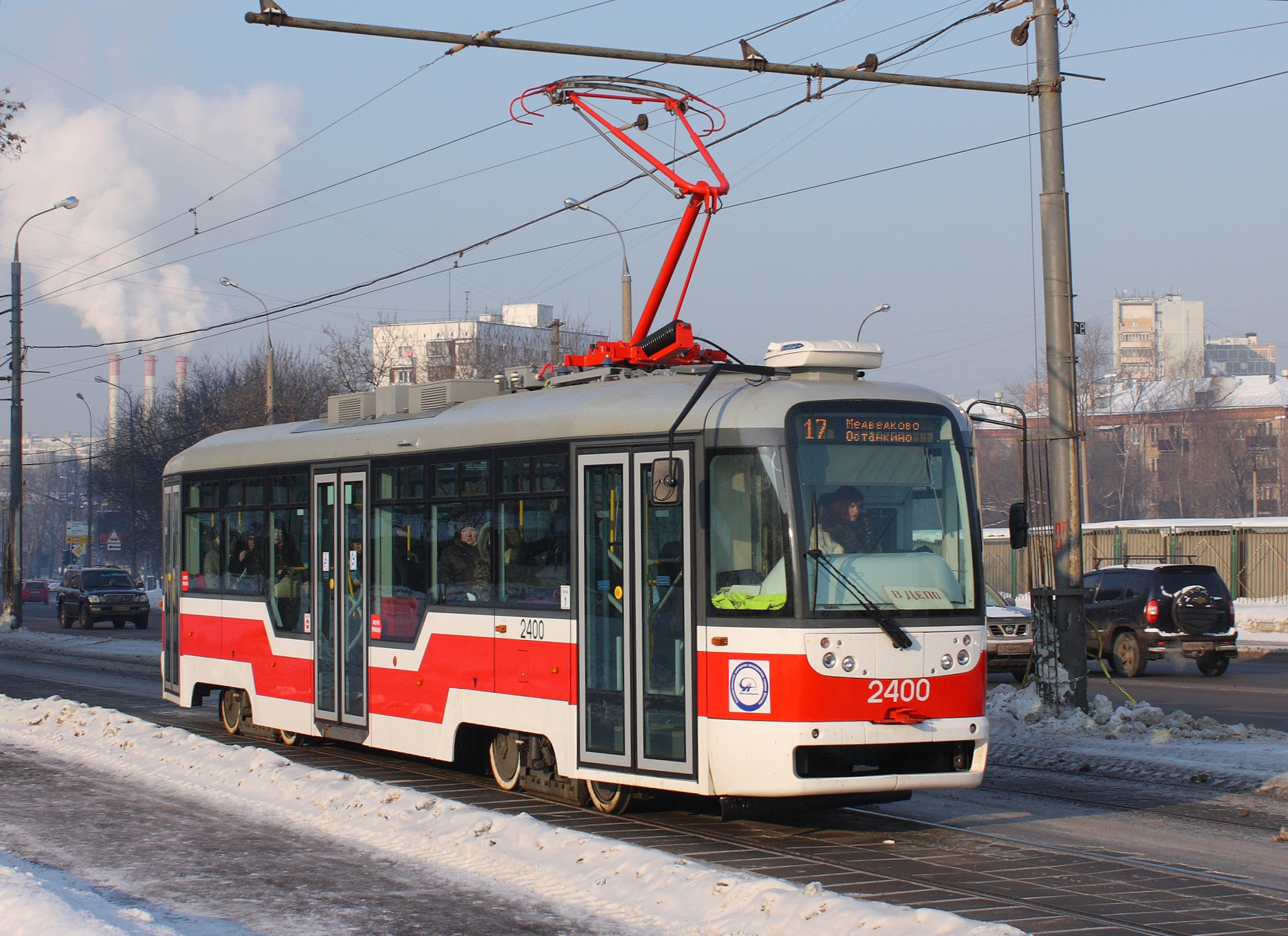
VarioLF
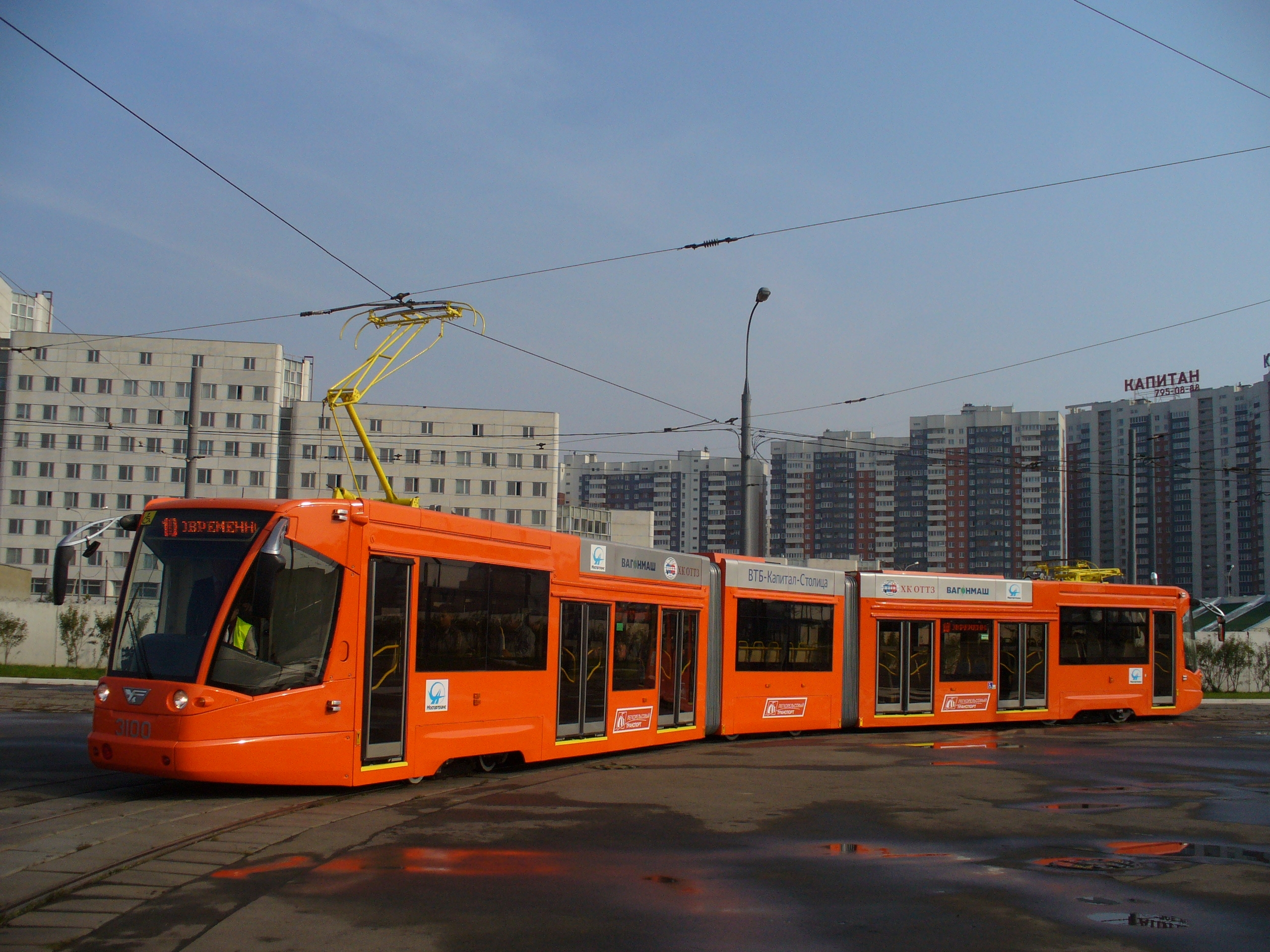
KTM 71-630
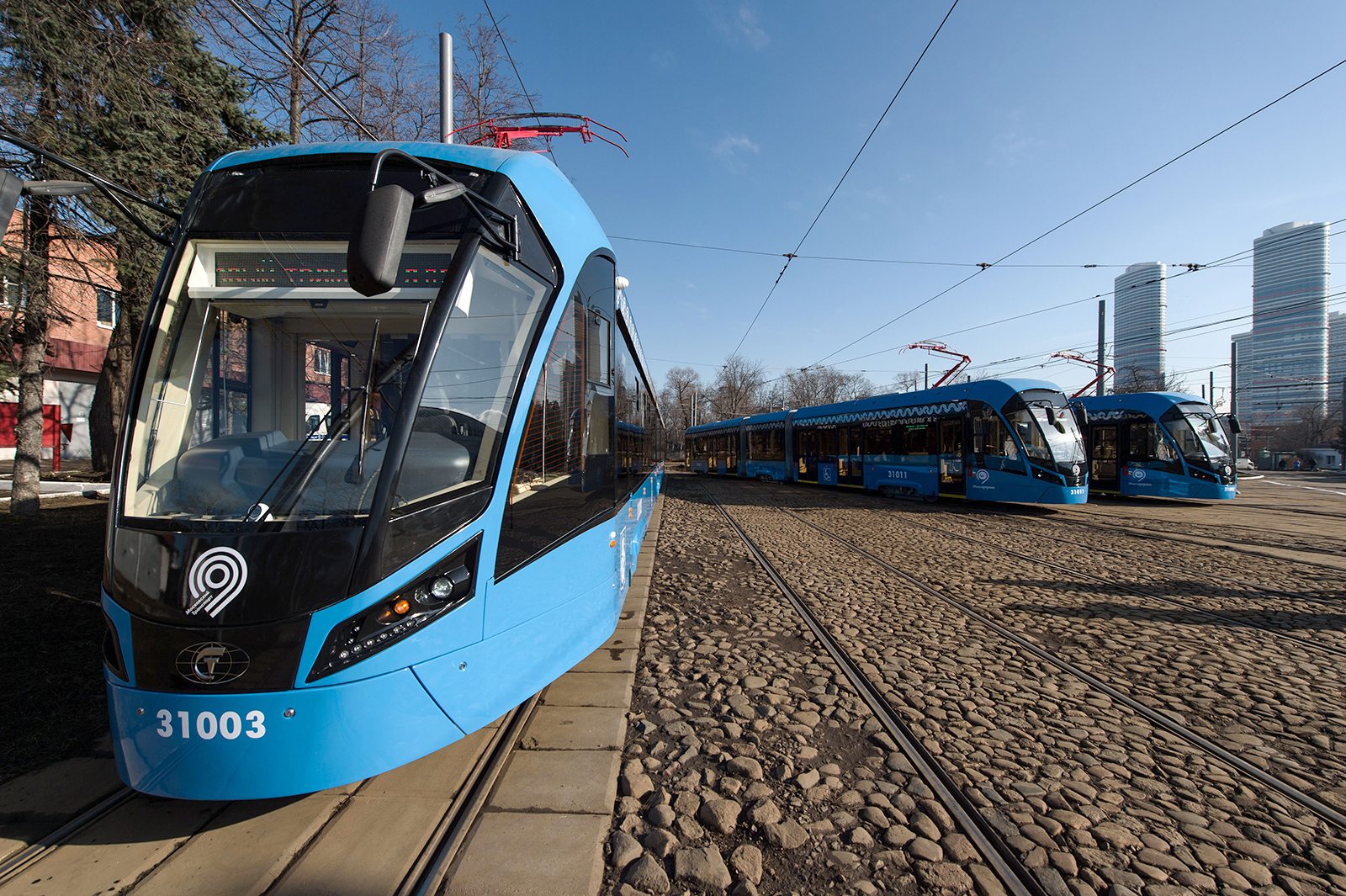
Vit'jaz-M

### Taxi
In generale, ovunque ci si trovi, in qualsiasi momento del giorno o della notte, è possibile ottenere un taxi in pochi minuti o secondi tendendo la mano verso la strada. Le autorità locali cercano di ostacolare l'attività dei taxi illegali in quanto questi sono reputati poco sicuri; per questo motivo servizi di taxi commerciali sono sempre più evoluti e numerosi.

### Strade

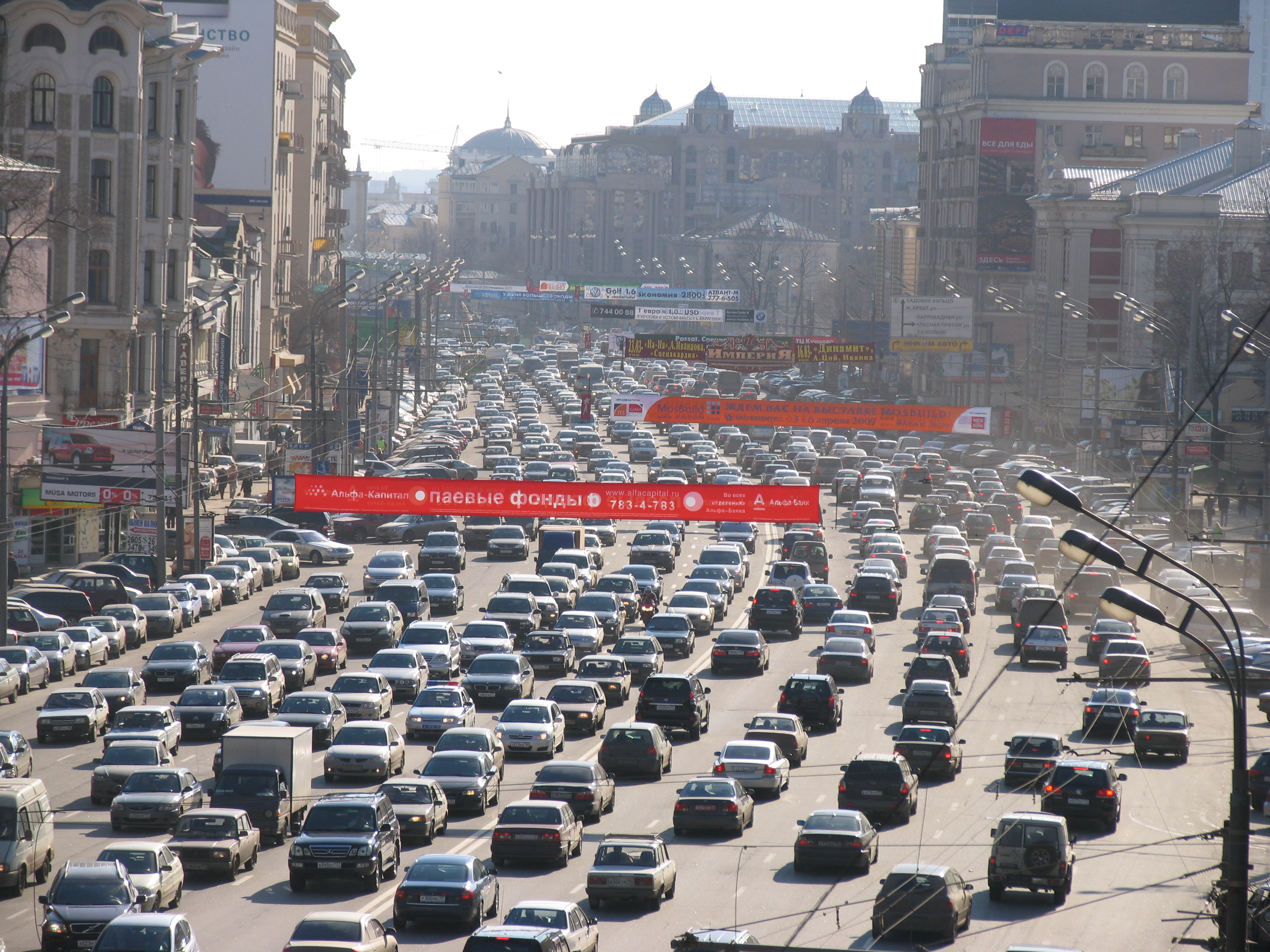
Zona particolarmente trafficata dell'Anello dei Giardini

Ogni giorno in città transitano oltre due milioni di auto. Gli ultimi anni hanno visto una continua crescita del numero di automobili, che ha provocato ingorghi e mancanza di parcheggi. Il complesso sistema stradale moscovita è considerabile come una sorta di snodo fra Europa e Asia. Per raccordare le strade che giungono nella capitale vi è un sistema di tre "raccordi anulari" concentrici, di cui il più esterno (totalmente esterno alla città) arriva a lambire i territori delle vicine Oblast' di Kaluga e Ivanovo.
Con l'aumento delle autovetture, boom avvenuto negli anni novanta e fenomeno in continua espansione, Mosca presenta non pochi tratti stradali la cui percorrenza nelle ore di punta può durare alcune ore, inconveniente che genera importanti ritardi e malcontento. La capitale russa si piazza tra le città più trafficate d'Europa e del mondo.
Per diminuire i problemi legati all'eccessivo traffico in città, si sono progettate quattro strade a percorrimento veloce: la corda Nord-Occidentale, la corda Nord-Orientale, la corda Sud-Orientale e Tangenziale Meridionale. Secondo molti esperti, questo modello di organizzazione del traffico è molto più efficiente del raccordo anulare, per questo motivo con le nuove strade si vuole sostituire la Quarta Strada Circolare.

### Parcheggio

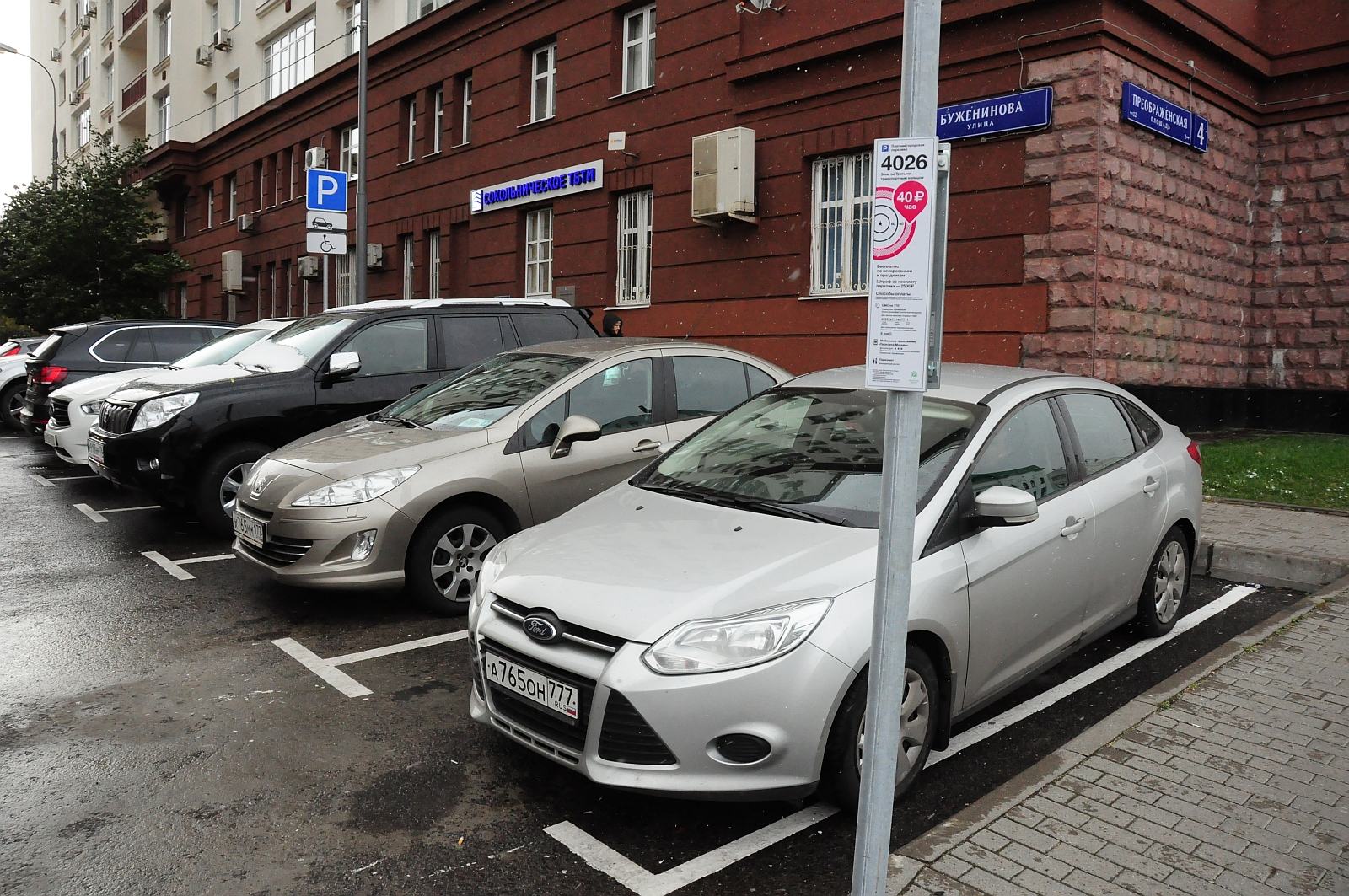
Stalli situati in via Buženinov

Dal 2013 a Mosca è stata attivata un'imponente rete di parcheggi a pagamento, che allargando la propria zona di servizio anno, oggi si estende fino al Terzo Anello (superstrada). Gli stalli sono gestiti da una società dipendente dal Comune di Mosca, «Администратор Московского парковочного пространства» (ГКУ «АМПП») - "Amministrazione dell'area parcheggi di Mosca" (GKU "AMPP") che tra i suoi ruoli ha quelli di migliorare l'infrastruttura dei parcheggi, della gestione del ricavo dei parcheggi, del controllo del rispetto da parte degli utilizzatori delle regole di parcheggio e del sanzionamento delle irregolarità degli utilizzatori. Il pagamento della sosta può essere effettuato tramite un messaggio SMS, il sito web del Gestore, tramite l'app «Парковки Москвы» - "Parcheggi di Mosca" o con i parchimetri disposti nelle vicinanze degli stalli.

### Servizio di sharing
A Mosca sono disponibili diversi servizi di veicoli a noleggio patrocinati dalla Duma cittadina, tra cui automobili che sono gestiti da diverse società, i veicoli più utilizzati appartengono a Delimobil (operatore italiano), Yandex Drive, BelkaCar, YouDrive e Car5. Le autovetture possono essere guidate prenotandole attraverso l'applicazione dell'operatore, che sbloccherà le portiere attraverso il sistema GLONASS non appena il cliente si sarà avvicinato al veicolo. Nel 2018 il Sindaco di Mosca Sobjanin ha annunciato che il car sharing cittadino vanta il numero più alto di veicoli in Europa, con una clientela giornaliera di oltre 25 000 cittadini, alla fine dello stesso anno Mosca è diventata la seconda città al mondo per numero di veicoli compartiti con 16 500 veicoli; ogni anno la flotta cittadina verrà ampliata da 5 000 automobili. Circa 3 000 biciclette tradizionali ed elettriche sono gestite dalla Citybike (Velobike) affittabili da 380 stazioni bike sharing mediante carta di credito o Troika card (la tessera multiuso dei trasporti di Mosca). Al termine del viaggio, la bicicletta va parcheggiata nell'apposita stazione più prossima alla propria posizione. I monopattini elettrici sono affittabili da più di 20 stazioni situate nel centro cittadino, al termine del viaggio questi devono essere riconsegnati all'apposita stazione. Visto il gradimento dei servizi di sharing, la municipalità della capitale russa si impegna a migliorare il servizio e a stanziare fondi per aumentare il parco veicoli dei diversi operatori. Esistono inoltre numerosi servizi privati di affitto di biciclette, monopattini, scooter, segway e altri tipi di mezzi di trasporto dislocati nei siti di affollamento di massa, in particolare in prossimità dei parchi moscoviti.

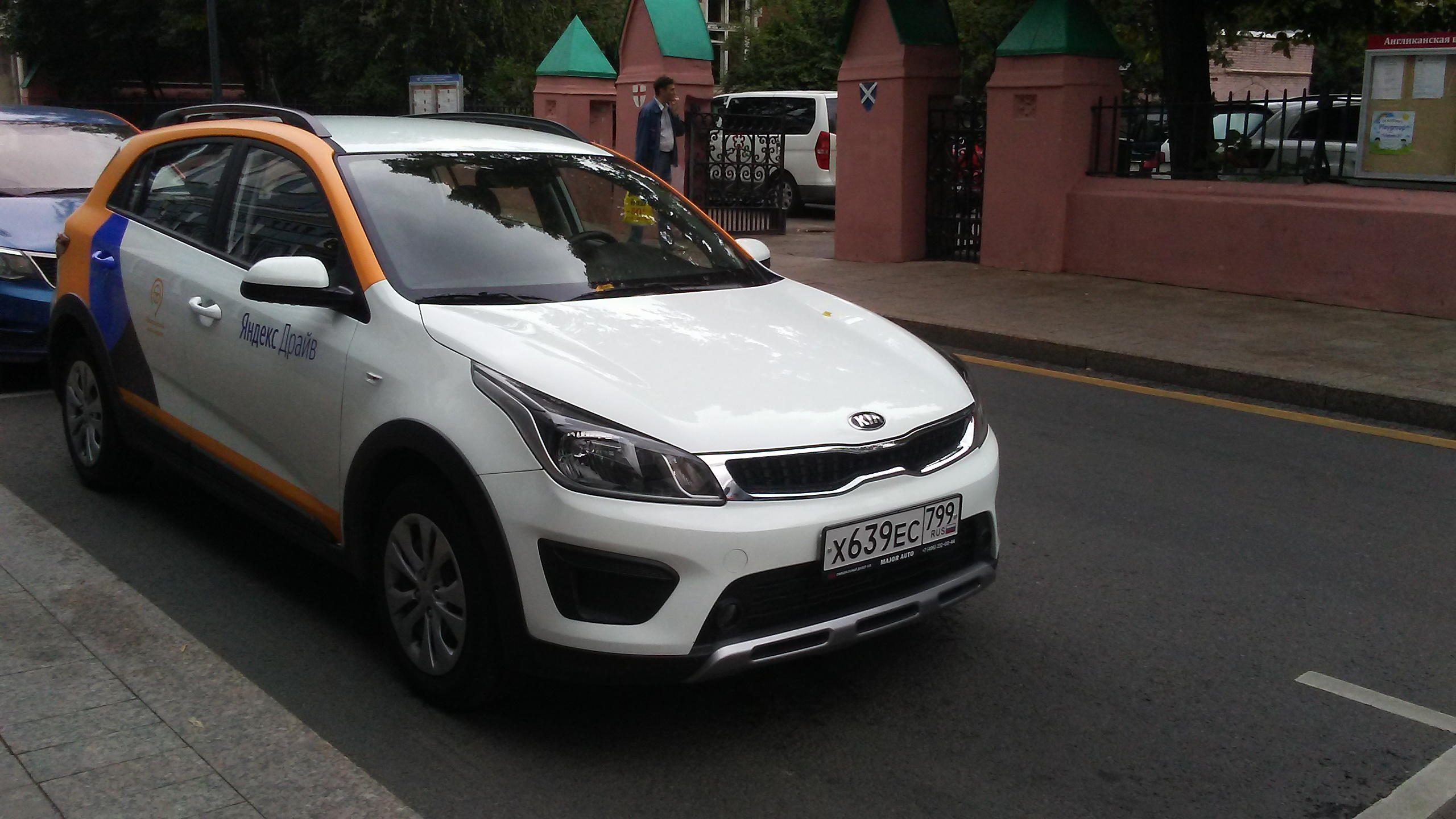
Kia X-Line della compagnia di carsharing Yandex Drive
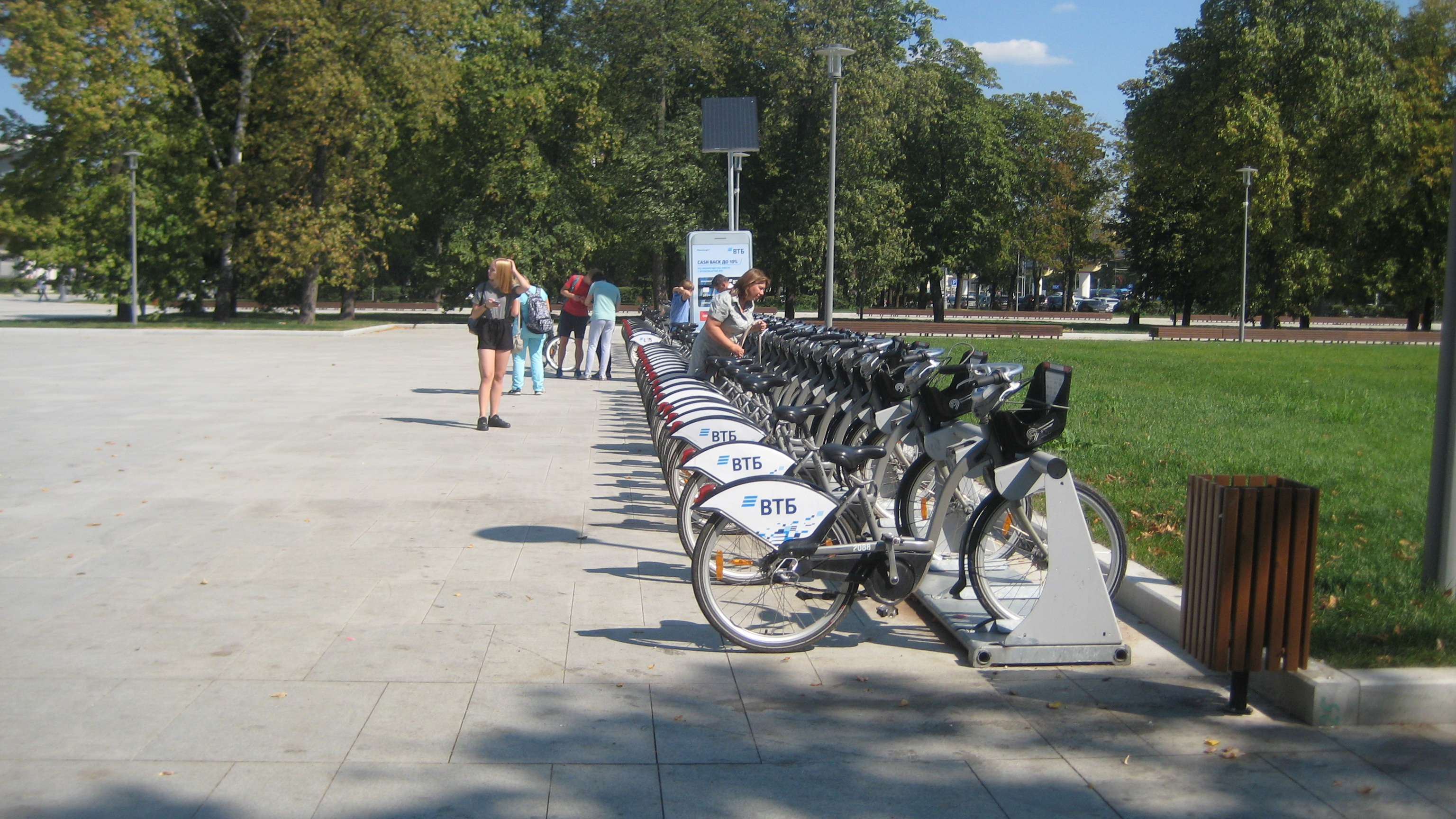
Stazione di biciclette Velobike
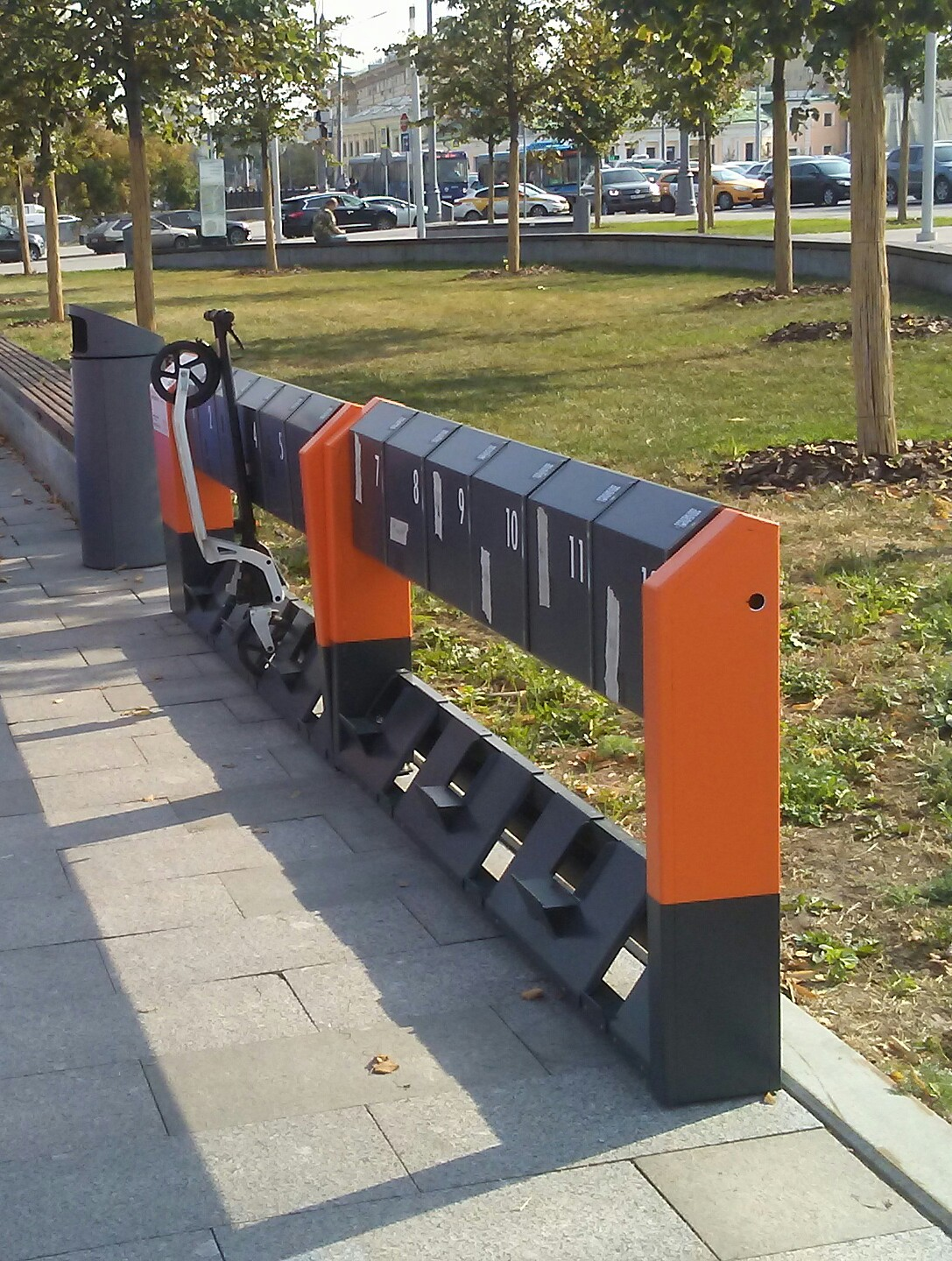
Stazione di monopattini elettrici

### Cabinovia di Mosca

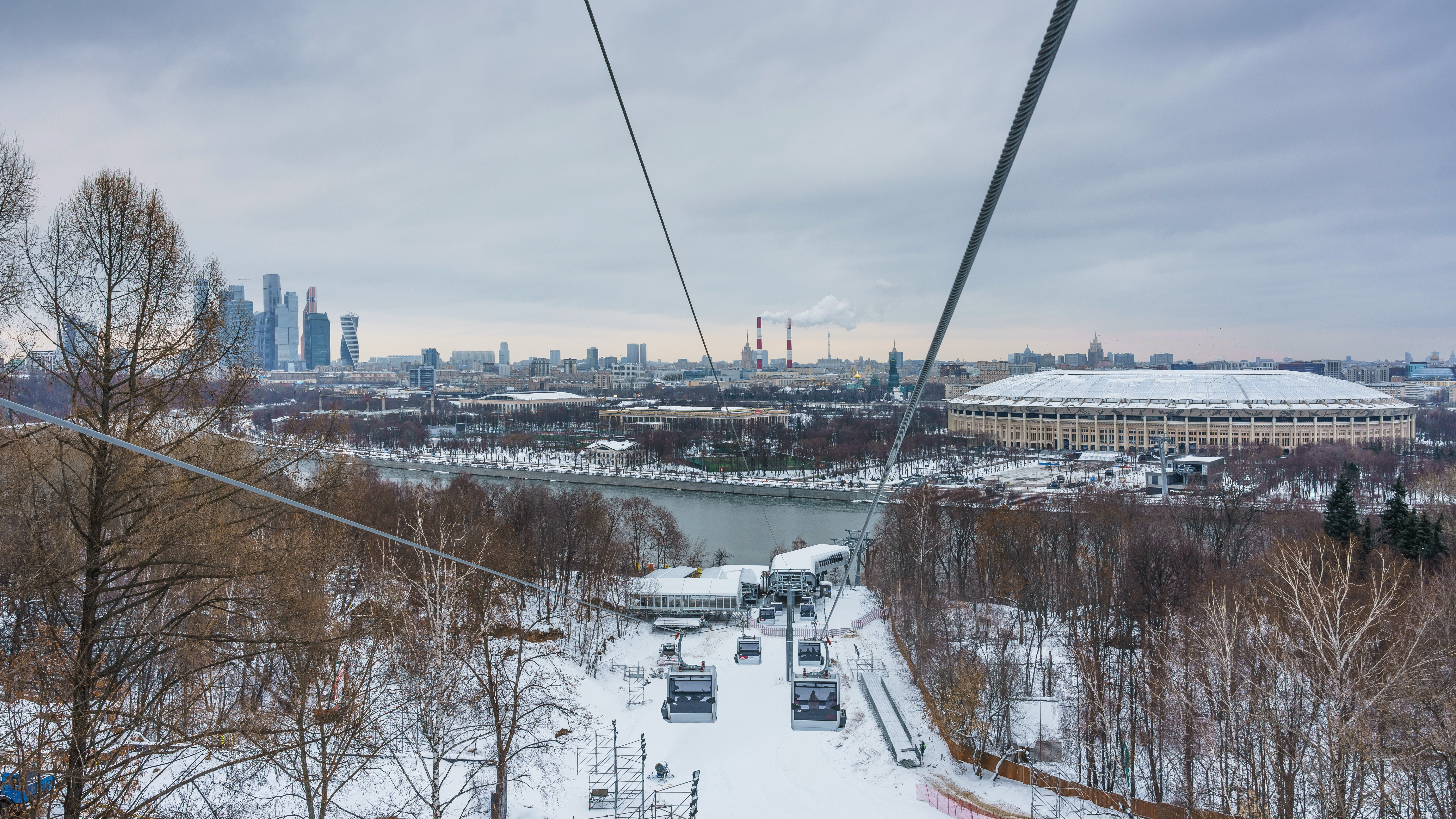
Cabinovia di Mosca sopra il fiume Moscova

Il 26 novembre 2018 il Sindaco della capitale russa Sobjanin ha ufficialmente inaugurato il sistema di cabinovia operante sopra il fiume Moscova. L'infrastruttura collega il Complesso Olimpico Luzhniki alla Collina dei passeri e alla via Kosygin.
Il tragitto ha una durata di 5 minuti, che è quindi più conveniente dei 20 minuti impiegati per compiere lo stesso percorso in automobile. L'orario di funzionamento del trasporto pubblico è 11:00-23:00. Il complesso ha tre stazioni: Lužniki, Novaja Liga e Vorob'ëvy Gory.
La fune ha una lunghezza di 720 metri ed è in grado di trasportare fino a 1 600 passeggeri all'ora in qualsiasi condizione meteorologica. Le 35 cabine dell'impianto sono equipaggiate con schermi multimediali, illuminazione LED, ganci per le biciclette, sci e snowboard e audioguide disponibili in russo, inglese, cinese e tedesco.

### Sistema di navigazione unico dei trasporti

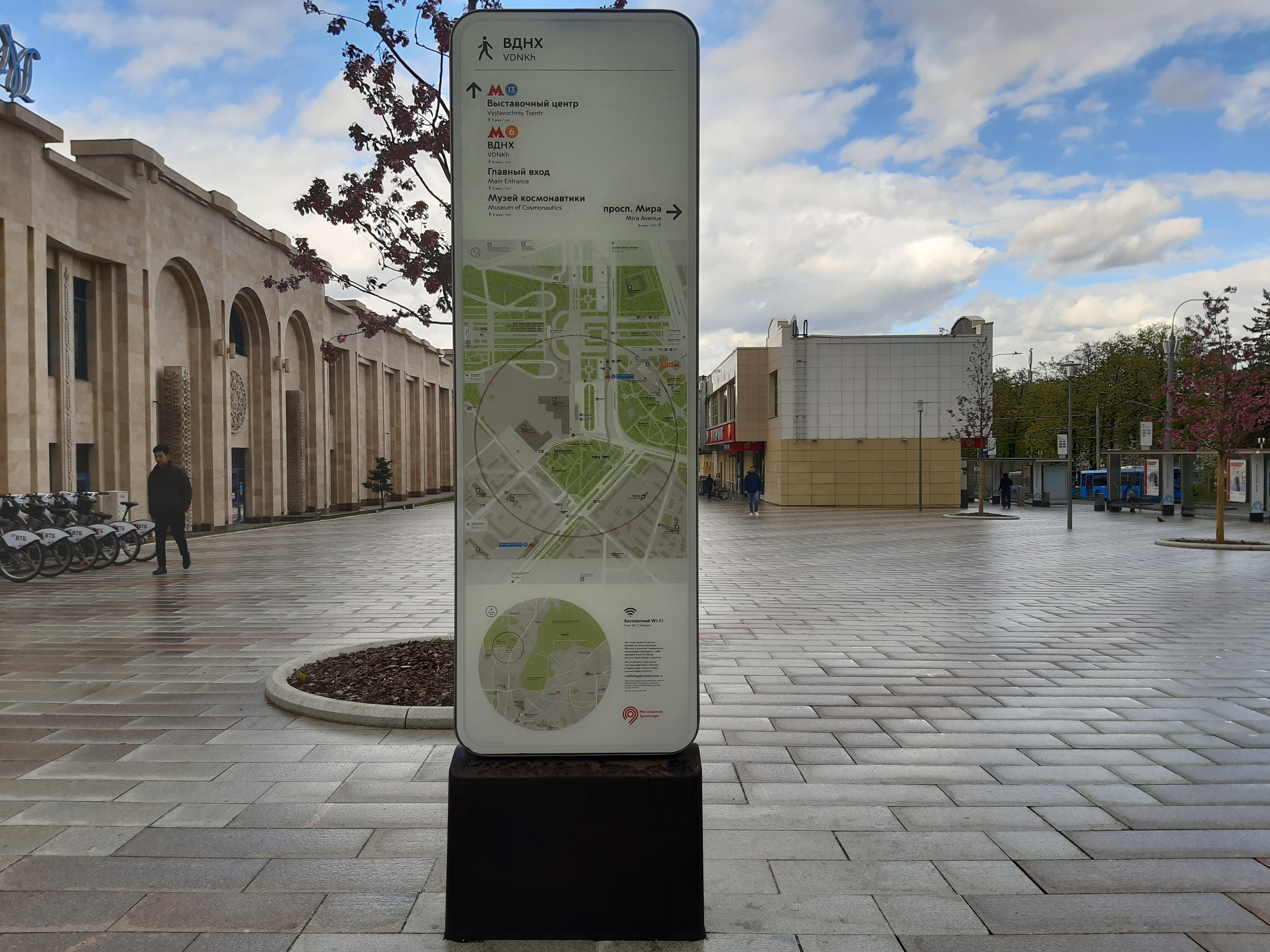
Tabellone informativo posizionato in un'area pedonale

Nel 2016 è stato introdotto il Sistema di navigazione unico dei trasporti di Mosca, che consiste in un design unico di segnaletica, che aiuta i passeggeri e i pedoni a orientarsi nella città. Il sistema è stato progettato per essere dispiegato nella Metropolitana, sui trasporti terrestri, nelle aree pedonali, sulla rete Velobike e negli spazi di transito. Ciascun elemento del sistema ha un determinato ruolo nell'orientamento e nella costruzione del percorso. Alcuni elementi di navigazione prevedono una mappa indicante l'utente nello spazio e gli obiettivi che possono raggiungere a piedi in 5 minuti. I materiali utilizzati per la realizzazione degli elementi segnaletici consentono di minimizzare gli atti di vandalismo e i vari pezzi possono essere facilmente sostituiti.
La nuova segnaletica viene posizionata dove i passeggeri e i pedoni hanno la necessità di orientarsi. Il progetto richiede l'analisi dei modelli pedonali, la considerazione del contesto e delle caratteristiche specifiche di ciascun luogo e un elenco di domande per le quali l'utente può ottenere una risposta in quel determinato luogo. Il Dipartimento dello sviluppo delle infrastrutture di trasporto e stradali di Mosca ha sviluppato questo sistema uniforme di segnaletica di navigazione in un team che comprende grafici, designer industriali, cartografi, analisti, editori e manager. Esperti russi e mondiali lavorano costantemente al progetto.

## Amministrazione e politica

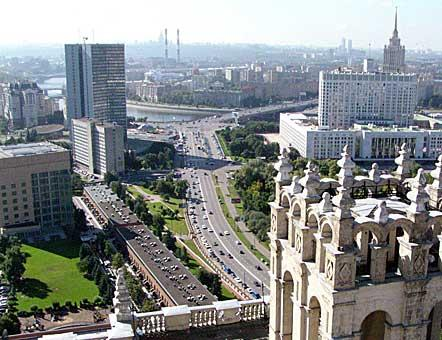
Vista dalle Sette Sorelle della piazza Kudrinskaja. A sinistra vi è il grattacielo dell'ufficio del sindaco (ex sede COMECON) mentre il palazzo del governo russo è a destra

Mosca è la sede del potere della Federazione Russa. Al centro della città, che si trova nel Circondario federale centrale, vi è il Cremlino, che ospita la residenza ufficiale del Presidente della Russia, così come molte strutture governative nazionali. Queste includono numerosi comandi militari e la sede del Servizio federale di sicurezza. Mosca, in qualità di capitale della Federazione Russa, è altresì ricca di ambasciate e rappresentanze diplomatiche, che rappresentano una moltitudine di Stati esteri. La capitale è inoltre una delle tre città federali contemplate dalla costituzione russa, assieme alla baltica San Pietroburgo e alla crimeana Sebastopoli (nonostante la Comunità internazionale consideri quest'ultima parte del territorio Ucraino, disconoscendo la validità dell'annessione della Crimea alla Russia e del soggetto politico risultante). Tra gli 85 soggetti federali della Russia, Mosca rappresenta il più popolato e il più piccolo in termini di superficie. Infine, Mosca si trova nella regione economica centrale, una delle dodici regioni all'interno della Russia con obiettivi economici simili. La legge fondamentale della città è la Carta di Mosca, adottata nel 1995.

### Duma della città di Mosca
Secondo la Costituzione della Federazione Russa, Mosca è un soggetto federale autonomo, in quanto viene considerata una città di valore federale.
La Duma della città di Mosca (consiglio comunale o parlamento locale), è l'organo che emette tutte le leggi locali. Esso comprende 35 membri che vengono eletti per un mandato di quattro anni in una rappresentazione proporzionale mista: 18 sono eletti sulla base proporzionale di liste di partito e 17 su base elettorale di un singolo mandato. A capo della Duma vi è il sindaco. Il 27 giugno 2012 è stato approvato l'emendamento secondo il quale il sindaco della capitale deve essere a suffragio universale diretto.
Il sindaco di Mosca è il funzionario leader nell'esecutivo e a lui spetta la conduzione del governo di Mosca, che è il massimo organo del potere esecutivo.
Il potere è esercitato sul territorio di Mosca mediante 12 prefetti (uno per ogni distretto) e da 146 prefetti di quartieri (per i 146 quartieri moscoviti).

### Gestione dei rifiuti

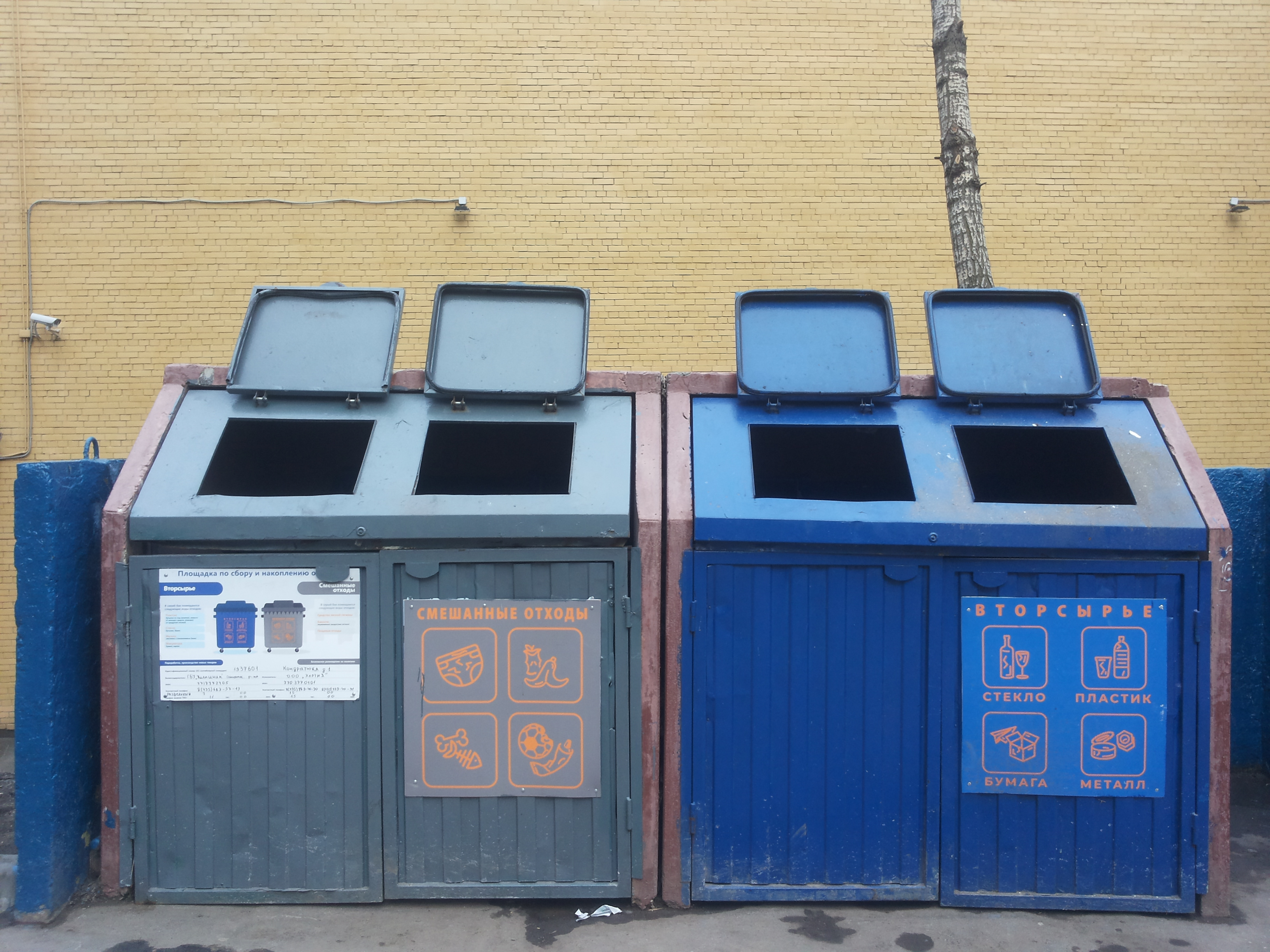
Cassonetti per la raccolta differenziata a Mosca

La gestione dei rifiuti è stata per lungo tempo un tasto dolente della capitale russa, così come per il Paese in generale. I metodi più avanzati di raccolta differenziata e riciclaggio dei rifiuti erano per lo più sconosciuti ai cittadini di Mosca, in quanto tutte le immondizie prodotte venivano buttate in un cassonetto, il contenuto del quale era in seguito trasportato all'esterno della capitale e depositato in enormi discariche. Esistevano solamente alcuni centri di raccolta differenziata per quartiere e di tutte le immondizie prodotte solo il 22% veniva riciclato. Le discariche nell'oblast' di Mosca, dove venivano scaricati i rifiuti, erano diventate enormi. Nella città di Klin, che si trova a 100 chilometri a nordovest di Mosca, la discarica comunale aveva un cumulo di rifiuti alto come un palazzo di sei piani e si trovava a 400 metri da una scuola. I cittadini locali hanno organizzato numerose proteste con il fine di attirare l'attenzione riguardo al problema.
Il 1 gennaio 2020 è stata introdotta la riforma della gestione dei rifiuti. Secondo le nuove disposizioni della Duma di Mosca in ogni cortile ci devono essere due contenitori: uno di colore blu per plastica, carta, vetro e metallo e l'altro, grigio, per i rifiuti umidi. Il contenuto dei contenitori deve essere riciclato in appositi centri di riciclaggio.

### Sicurezza

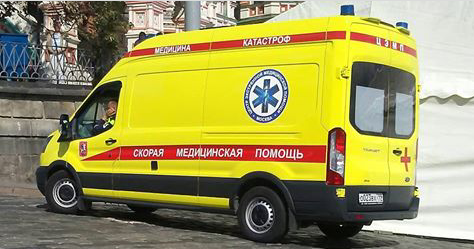
Ambulanza del Centro di Pronto Soccorso d'Emergenza

Secondo la classifica delle città più sicure dell'Economist Intelligence Unit Mosca occupa il 37-o posto con un punteggio di 65,8 su 100. La microcriminalità (soprattutto scippi e furti), benché largamente inferiore rispetto ad altre metropoli europee, è sempre più diffusa nei grandi centri urbani, in aree quali mercati generali, metropolita, stazioni ferroviarie. Oltre 200 000 telecamere con sistema di riconoscimento facciale sono attive sui trasporti, nelle strade e nei palazzi della città.
Le strutture che garantiscono la sicurezza della capitale sono le forze dell'ordine e di emergenza federali. In ogni quartiere ci sono una stazione rionale di polizia e una stazione del servizio antincendio. Ogni quartiere dispone anche di due centri medici: uno per i minorenni e l'altro per i maggiorenni. In ogni distretto amministrativo ci sono delle strutture mediche specializzate.
Il servizio di Pronto soccorso moscovita è il secondo al mondo. La graduatoria è aperta da Berlino, ma la capitale russa si contraddistingue per il tempo medio di risposta degli operatori (4 secondi), l’intervallo tra la chiamata e la partenza dell’ambulanza (2 minuti e 30 secondi) e il tempo di attesa prima dell’arrivo dei soccorsi. Come in tutto il paese i numeri di emergenza sono il 101 per il servizio antincendio, il 102 per le forze dell'ordine, il 103 per le emergenze sanitarie, il 104 per il servizio d'emergenza gas e il 112 come numero unico di emergenza.

### Gemellaggi
- Tirana[129]
- Berlino
- Chicago
- Cracovia
- Erevan
- Gerusalemme
- Madrid
- Mykolaïv
- Luhans'k
- Tel Aviv
- Teheran
- Varsavia
- Riga
- Bucarest
- Pechino, dal 1995[130]
- Banja Luka[131]
- Vienna

## Sport
Mosca ha organizzato i Giochi della XXII Olimpiade nel 1980; per l'occasione furono realizzati o ristrutturati numerosi impianti sportivi.

### Calcio

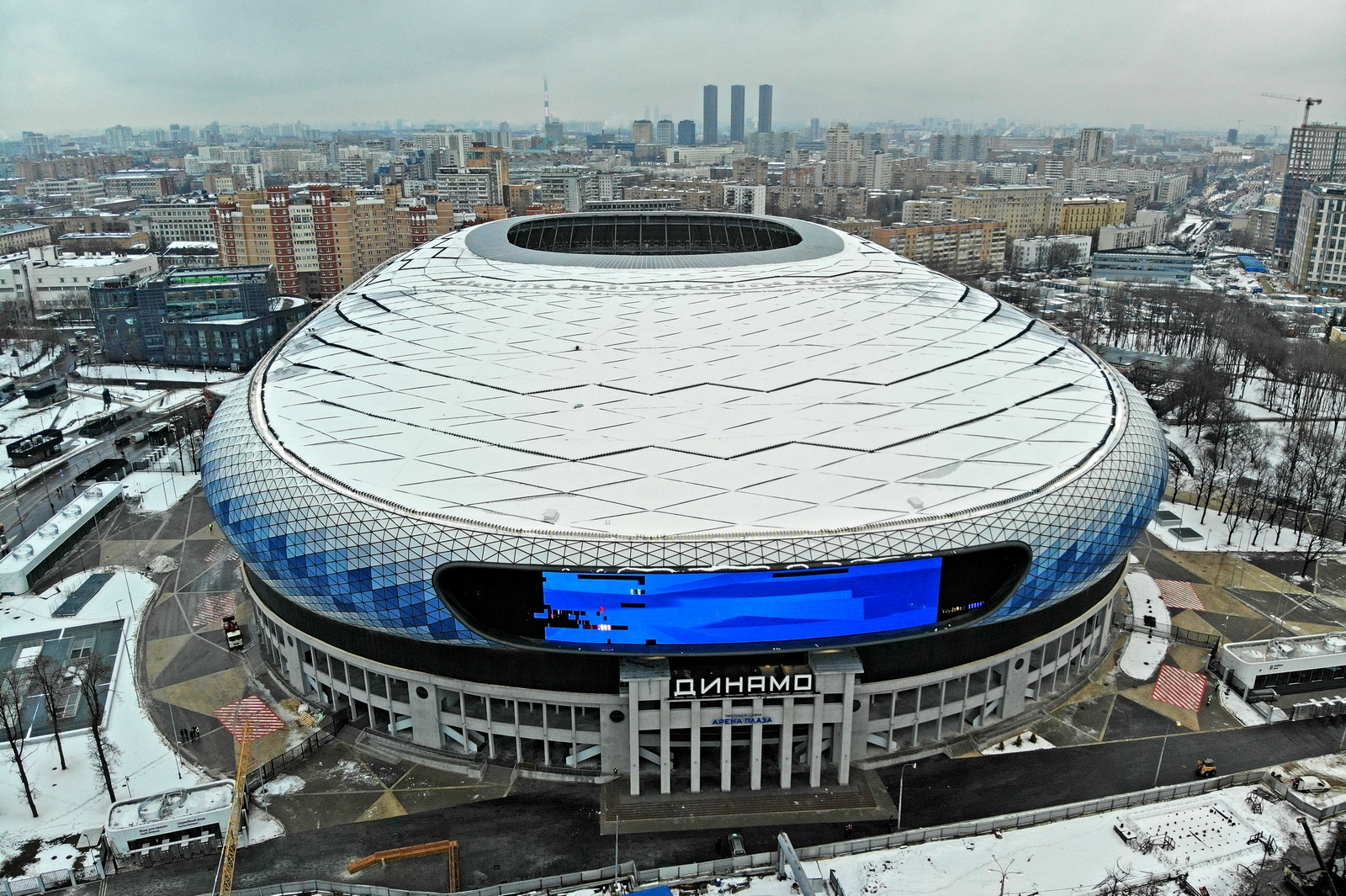
Arena VTB

La città è sede di varie squadre sportive, quattro militano nella Prem'er Liga:
- CSKA Mosca che gioca nella VĖB Arena
- Lokomotiv Mosca che gioca nello stadio Stadio Lokomotiv
- Spartak Mosca che gioca nello stadio Otkrytie Arena
- Dinamo Mosca che gioca nello stadio VTB Arena
- Torpedo Mosca (ex Torpedo-Luzhniki) che gioca nello Stadio Ėduard Strel'cov
- Torpedo-RG società sciolta nel 2001 giocava nello stadio Oktjabr.
- FC Mosca (ex Torpedo-ZIL e Torpedo Metallurg) (sciolta nel 2010).
- Veles mosca
- Čertanovo Mosca

La nazionale della Russia gioca nello Stadio Lužniki, il quale ha una capacità massima di circa 80 000 spettatori.

#### Campionato mondiale di calcio 2018
La capitale russa ha partecipato come una delle città ospitanti alla Coppa del mondo FIFA 2018 in Russia, durante la quale ha messo a disposizione due stadi: lo Stadio Lužniki e la Otkrytie Arena.

### Pallacanestro
Nella pallacanestro militano nella VTB United League:
- CSKA Mosca che gioca nel palasport CSKA Universal sports Hall
- Chimki BC che gioca nel palastadio Novator

### Football americano
Nel football americano la città è o fu rappresentata da diverse squadre:
- Moscow Bears, campioni sovietici nel 1991
- Moscow Patriots, 14 volte campioni russi e vincitori di una EFAF Eastern Cup
- Moscow Black Storm, 1 volta campioni russi
- Moscow Bruins, vincitori di una Eastern League of American Football
- Moscow Swans
- Moscow Tanks
- Moscow Red Falcons
- Moscow Mustangs
- Moscow United
- Moscow Dragons
- Moscow Spartans
- Moscow Silver Bullets

### Hockey su ghiaccio
Nell'hockey su ghiaccio sono presenti le squadre impegnate nella KHL:
- Spartak Mosca
- Dinamo Mosca
- CSKA Mosca

### Pallavolo
La pallavolo è rappresentata da diverse squadre:
- Volejbol'nyj klub Dinamo Moskva
- Volejbol'nyj klub CSKA
- VK DYUSSH «Zvezda»
- VK «Taktika»

### Ginnastica ritmica
Mosca ospita il Palazzo per la Ginnastica Ritmica intitolata a Irina Viner-Usmanova, situato nel Complesso olimpico Lužniki. La costruzione dell'impianto sportivo è incominciata nel 2017, mentre l'inaugurazione si è svolta il 18 giugno 2019. Il finanziatore del progetto è il miliardario Ališer Usmanov, marito della ex ginnasta e allenatrice di ginnastica Irina Viner. La superficie totale del Palazzo è di 23500 m², che comprendono 3 palestre, spogliatoi, sale per giudici e allenatori, saune, mensa e bar, 2 sale da ballo, un Centro medico, uno spazio dedicato ai giornalisti e un albergo per i ginnasti.
A Mosca sono state organizzate anche alcune gare di sci alpino e di sci di fondo valide per le rispettive Coppe del Mondo.

## Galleria d'immagini

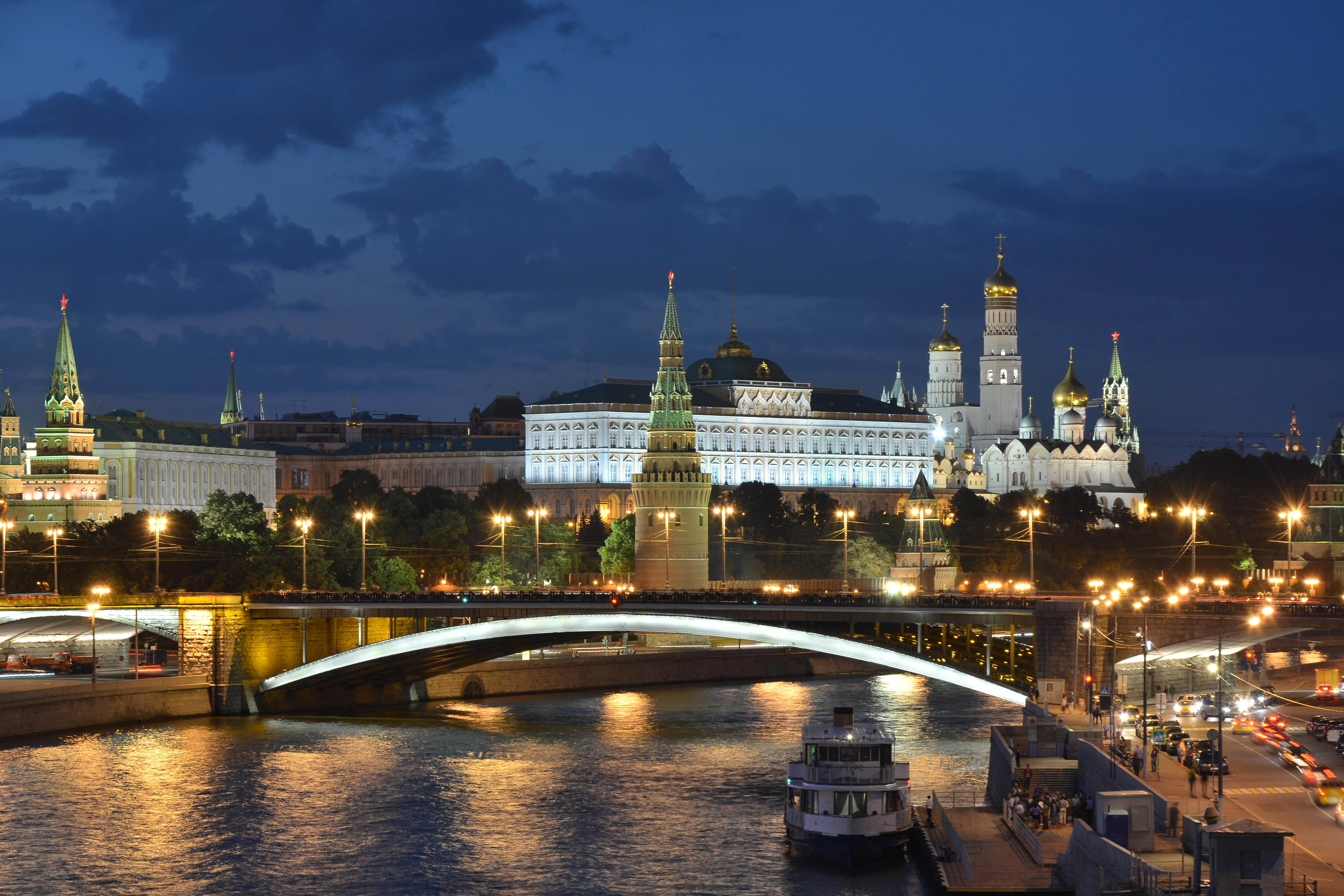
Cremlino
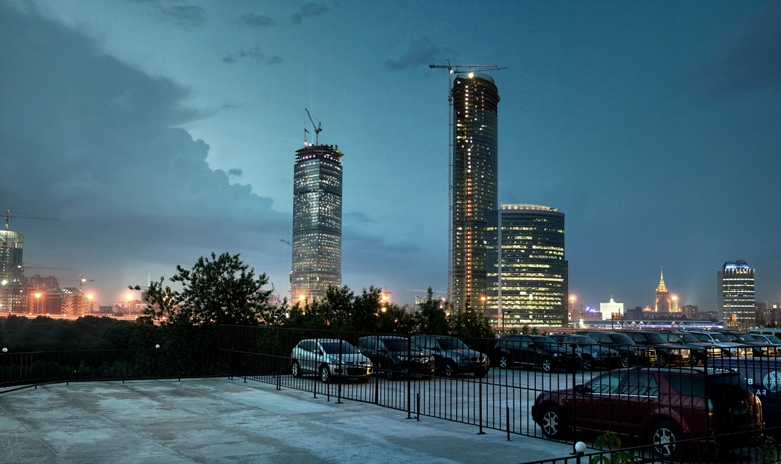
La Torre della Federazione nel quartiere della "City"
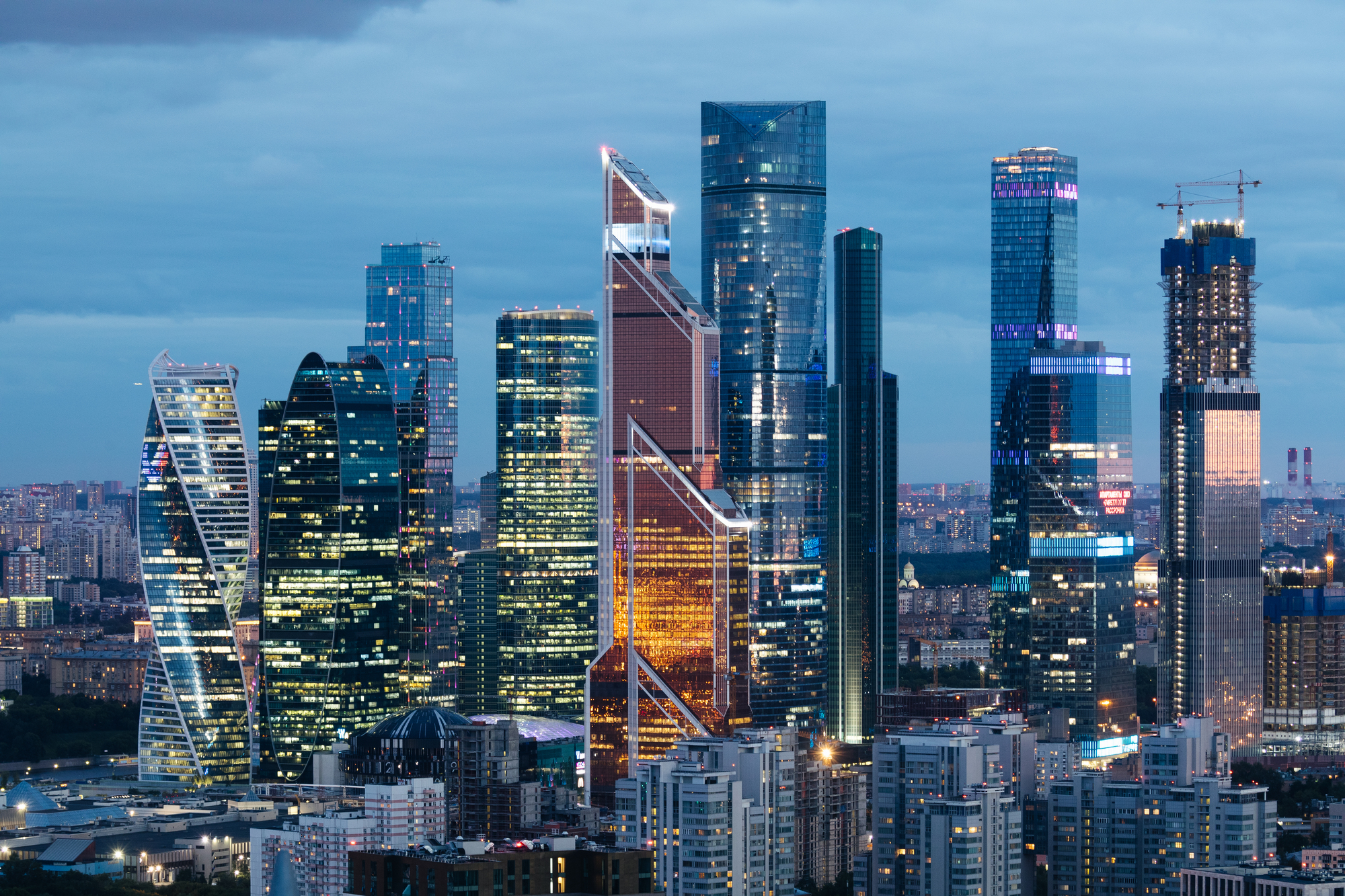
Moscow International Business Center
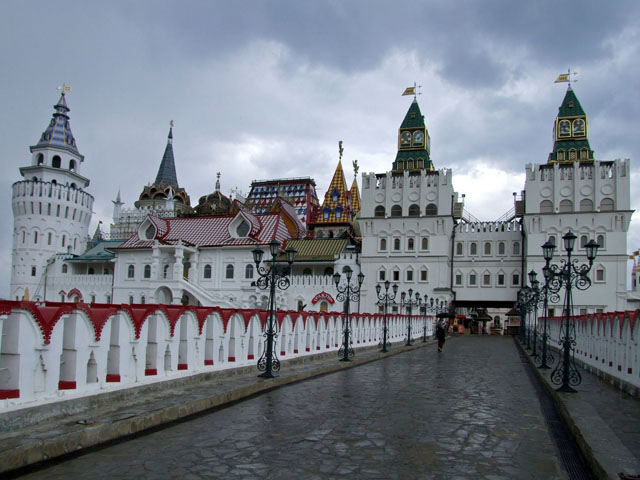
Il Cremlino di Izmajlovo
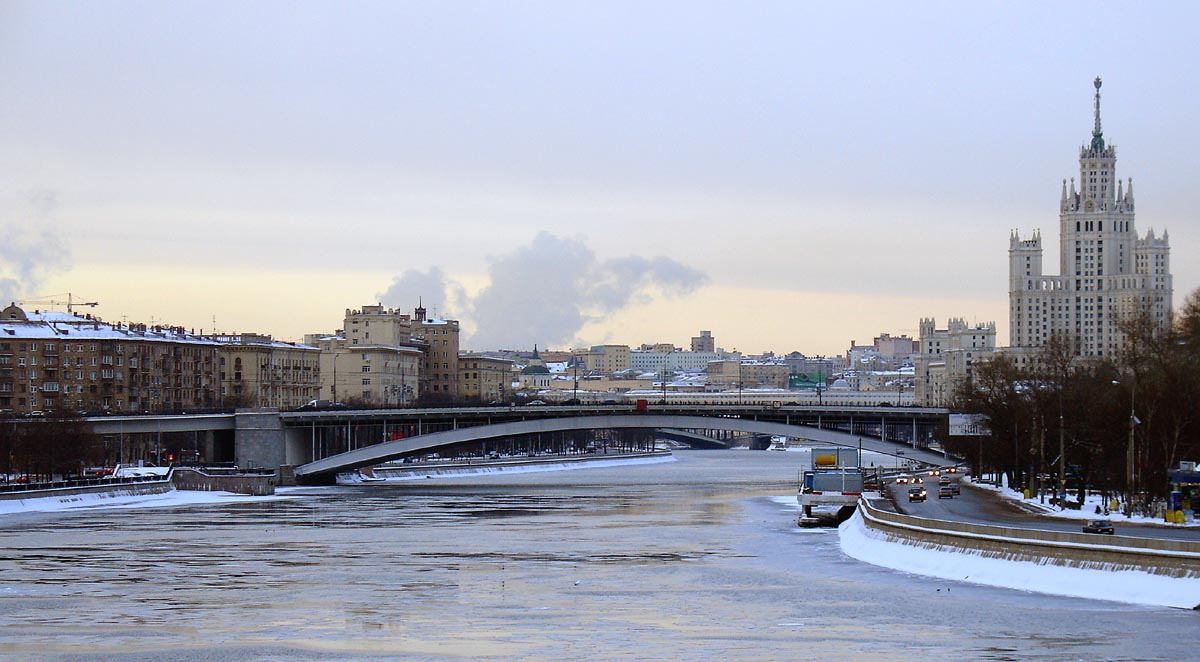
Ponte Krasnochol'mskij
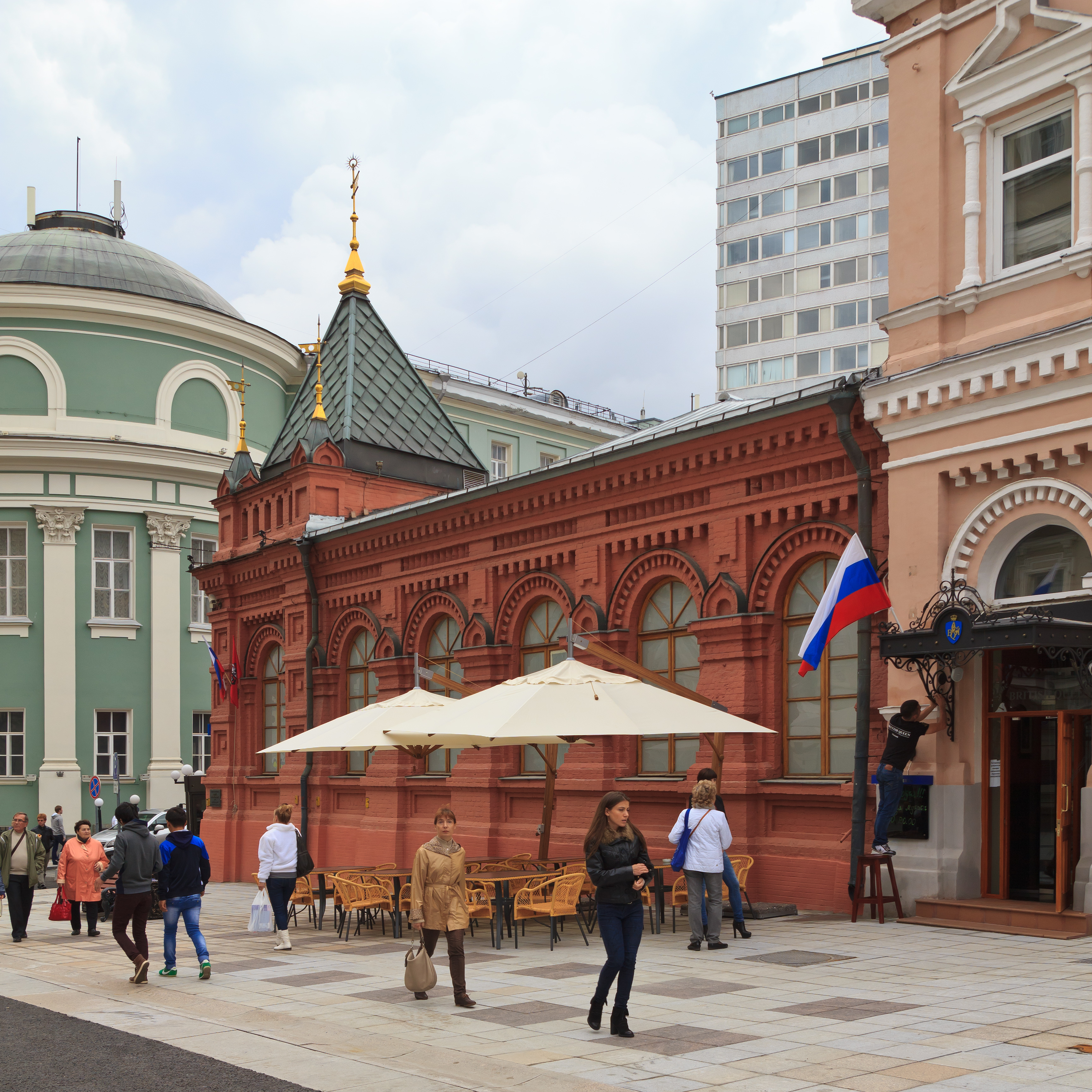
Museo Bolšaja Dmitrovka
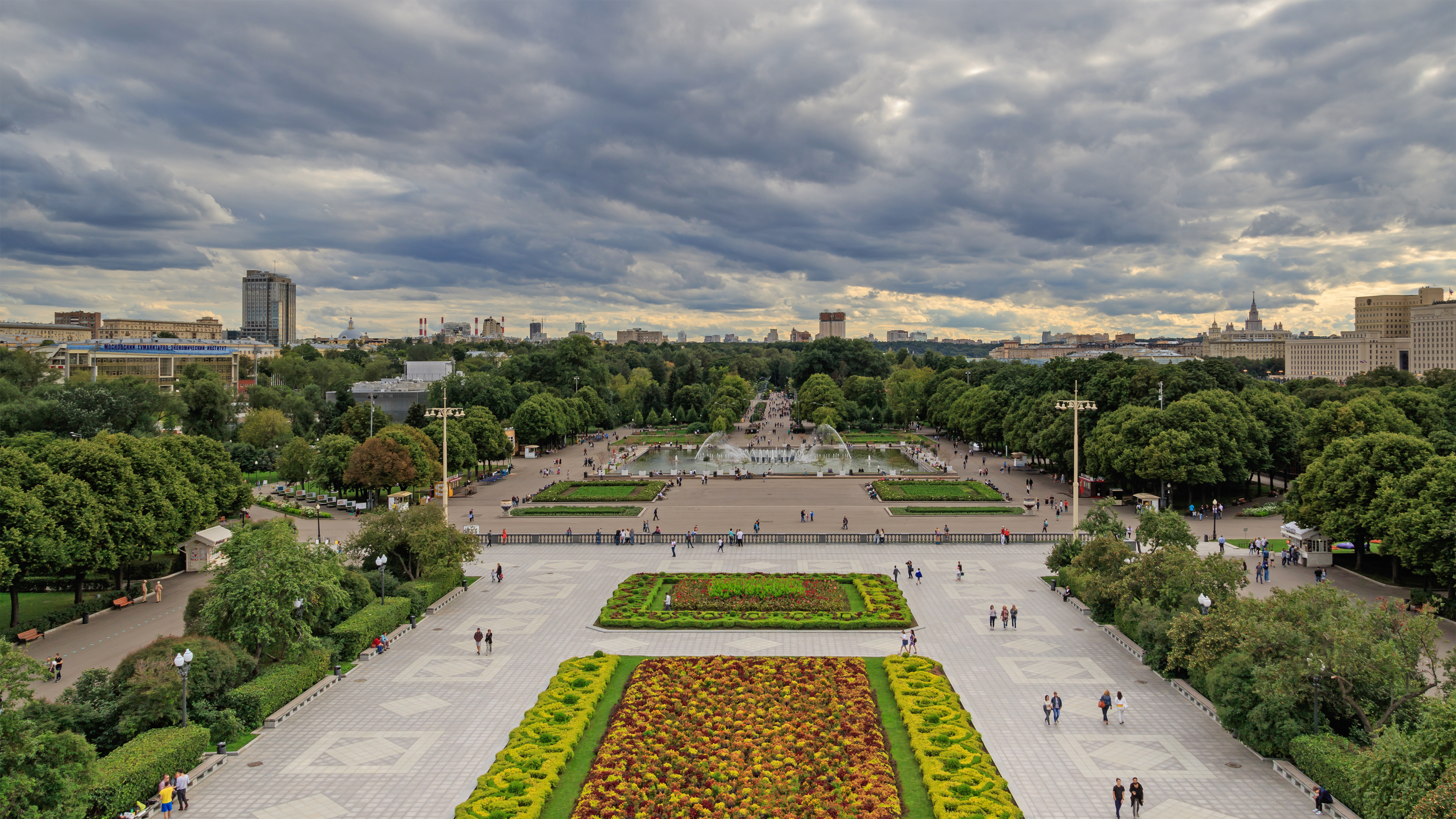
Gor'kij Park
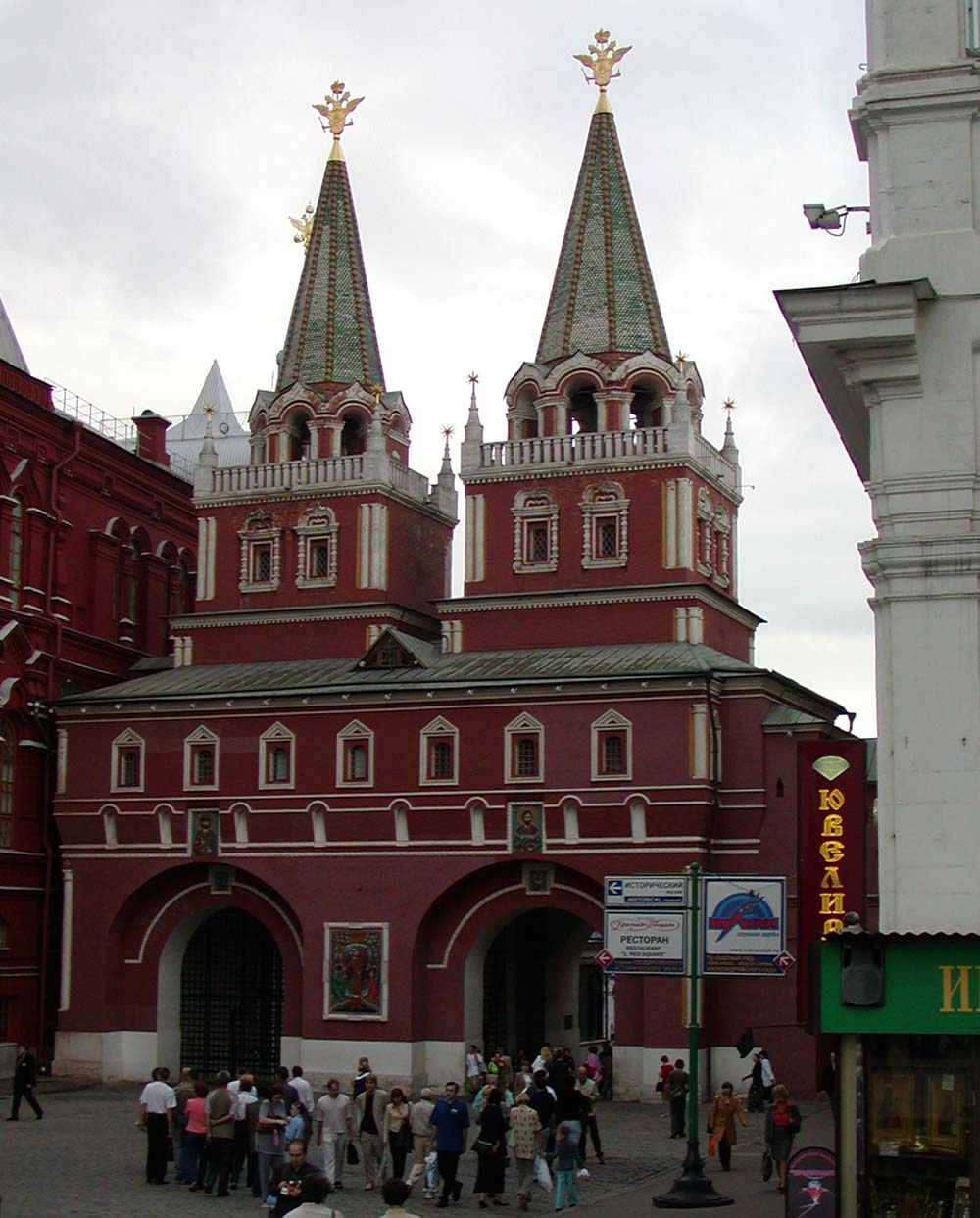
Porta della Resurrezione
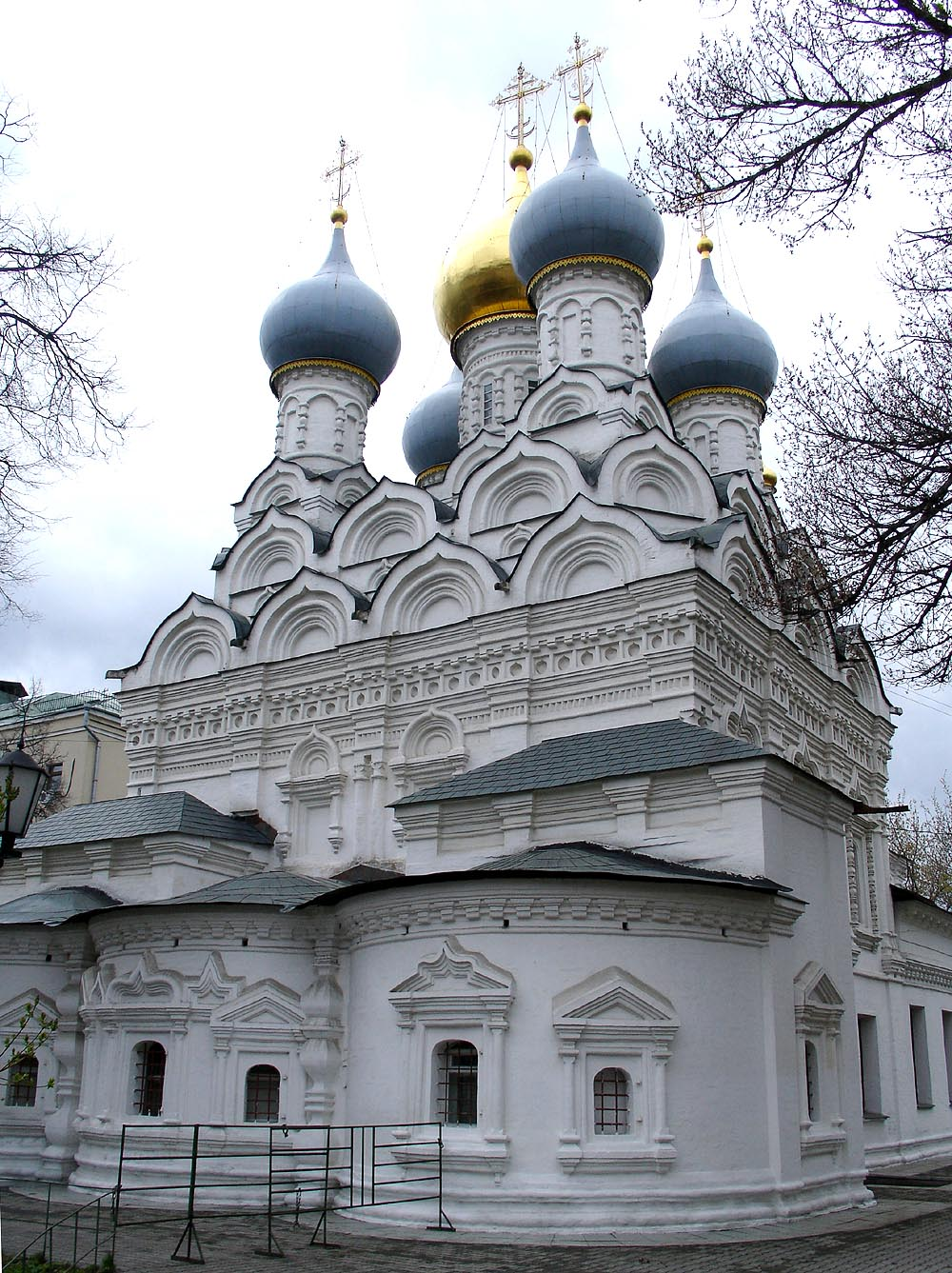
Chiesa di San Nicola
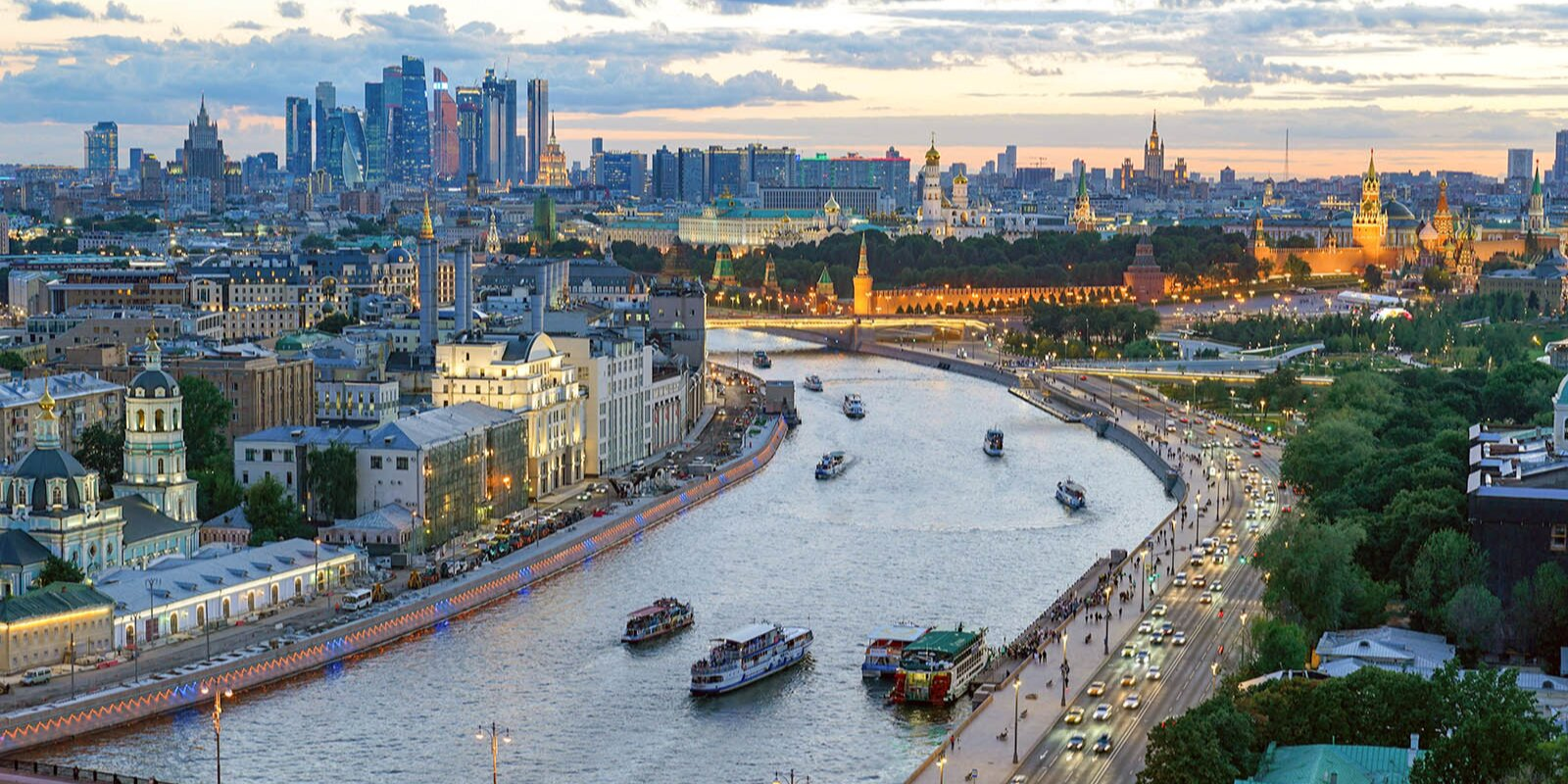
vista lungo il fiume Moscova
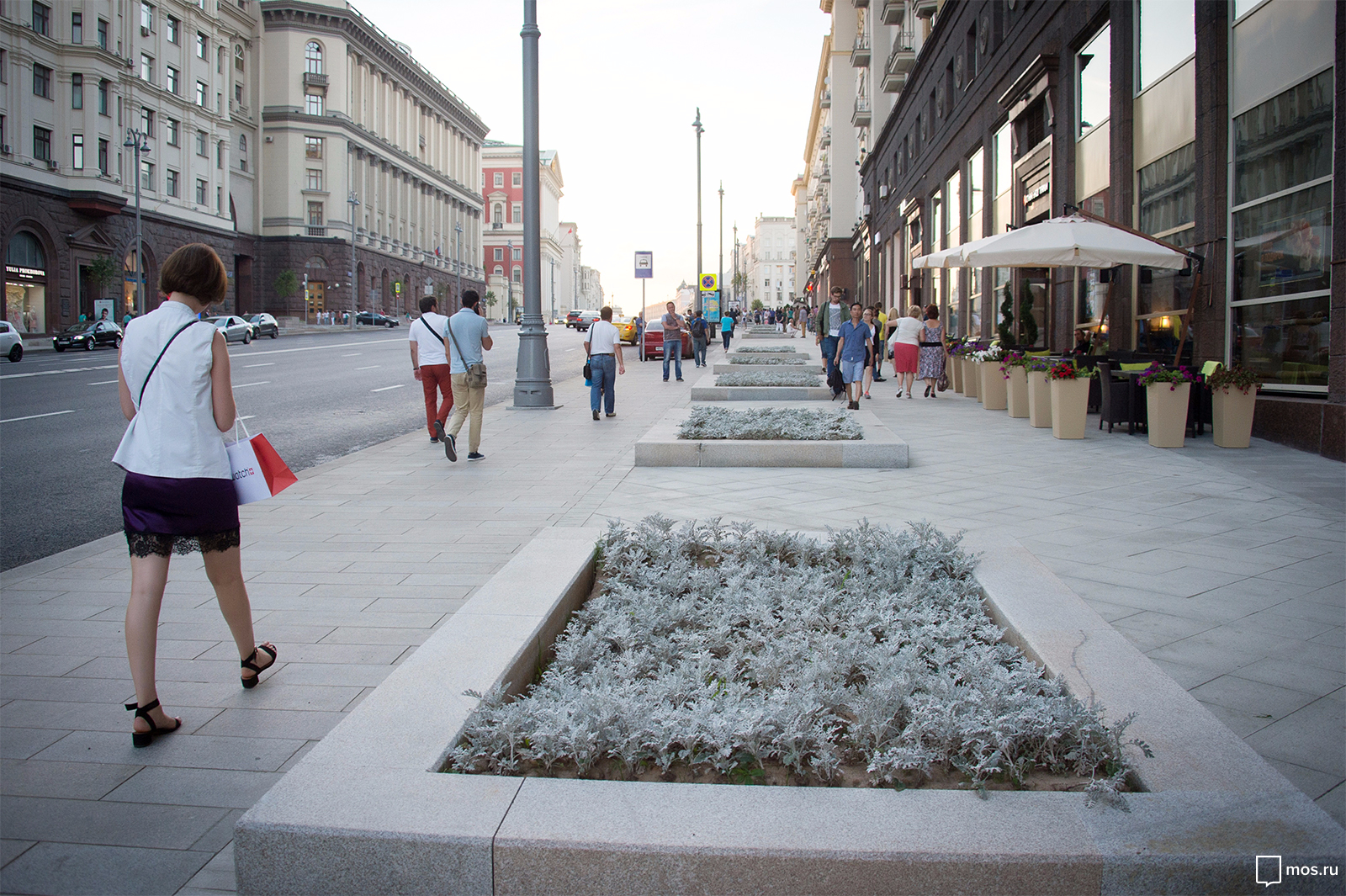
Via Tverskaja
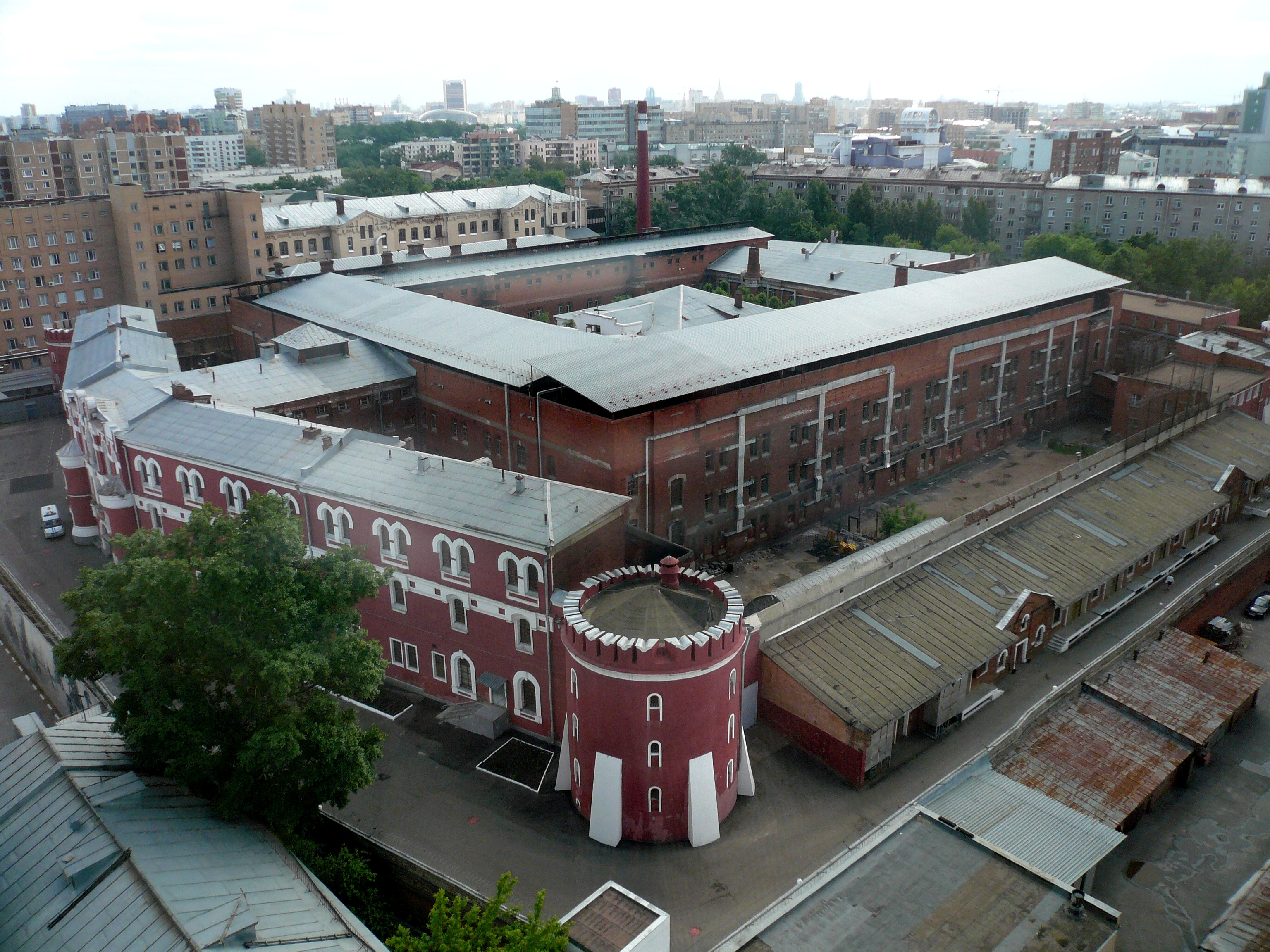
La prigione di Butyrka
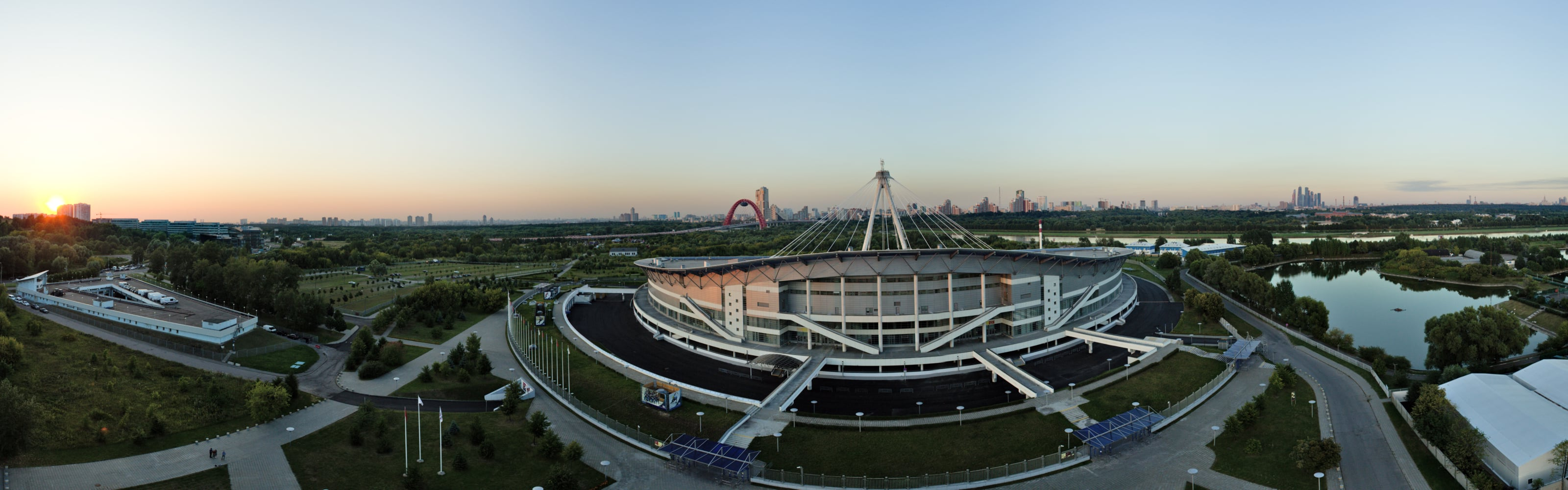
Stadio di pattinaggio di velocità su ghiaccio e bandy
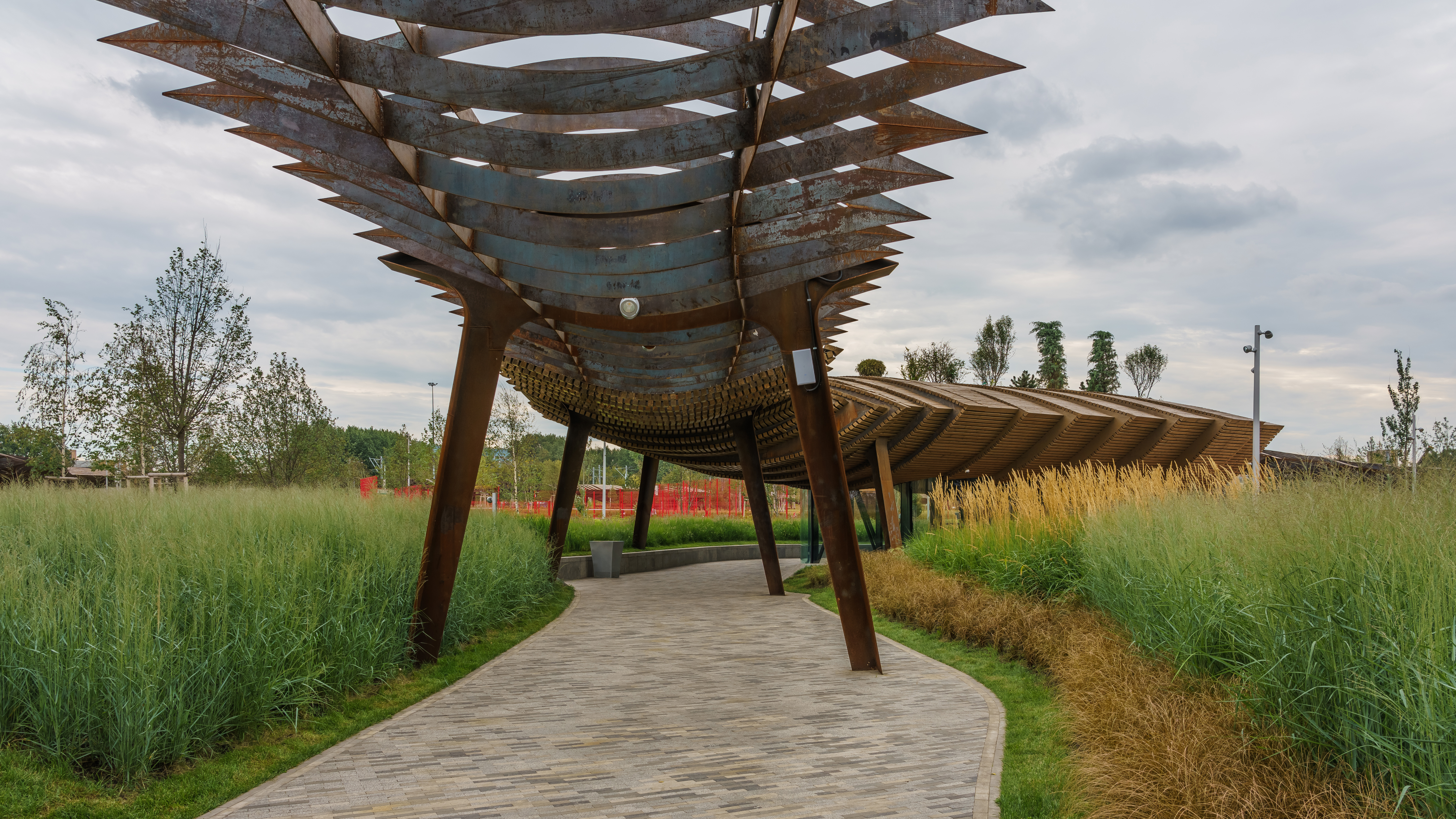
Parco Tjufeleva Rošča
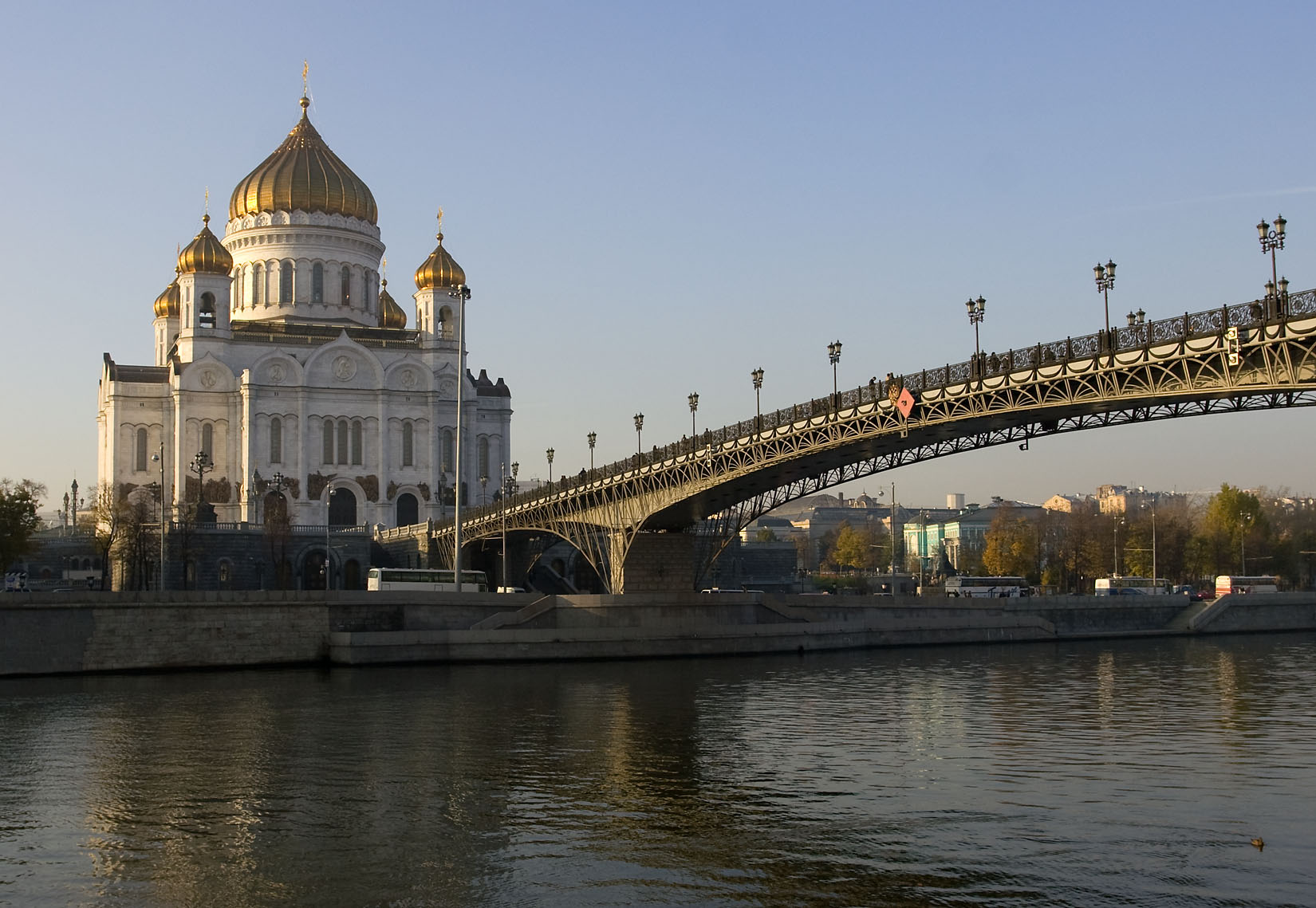
La cattedrale di Cristo Salvatore e il Ponte dei Patriarchi
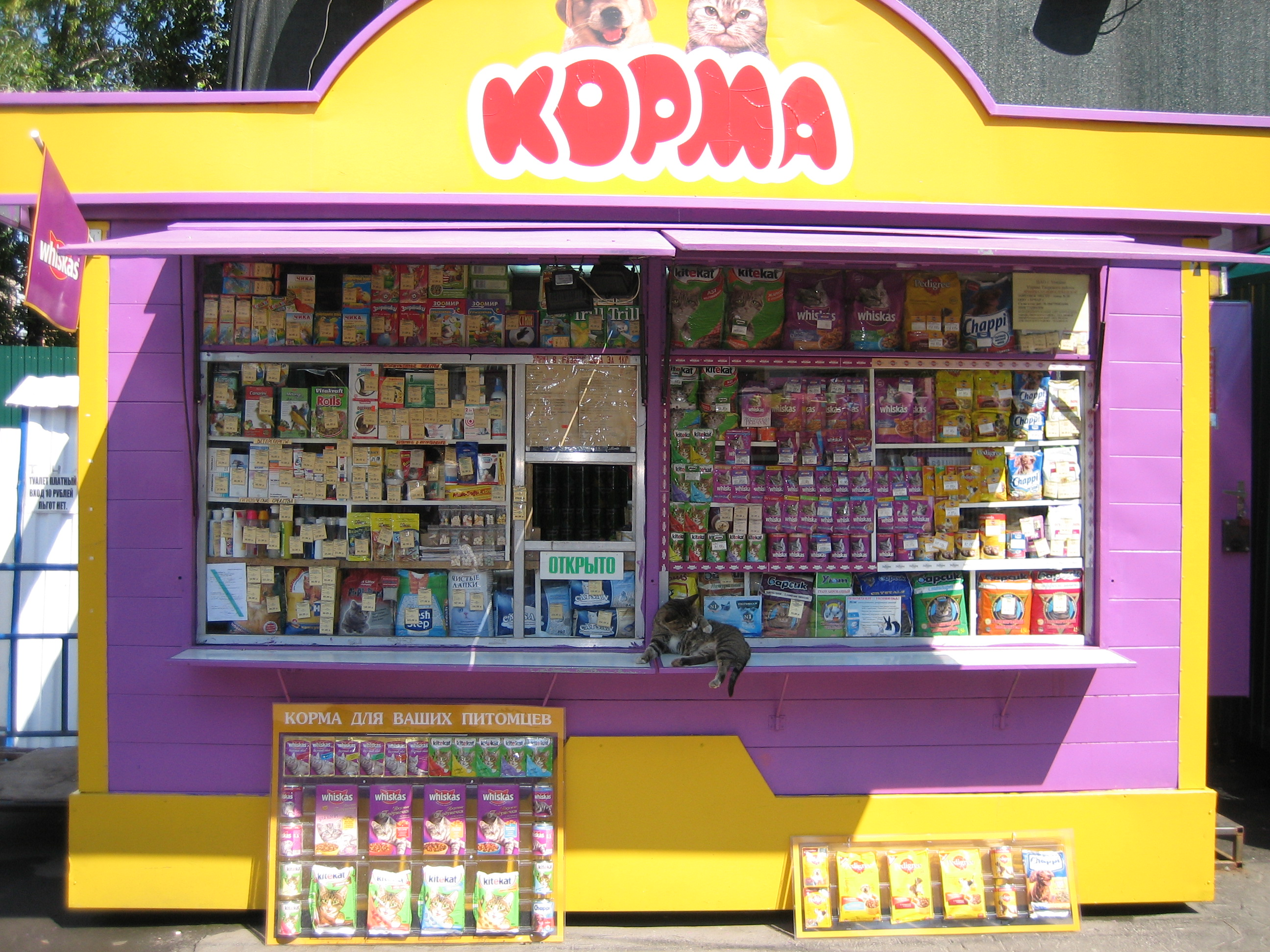
Banco di cibo per animali domestici al mercato della Novoslobodskaja Ulitsa
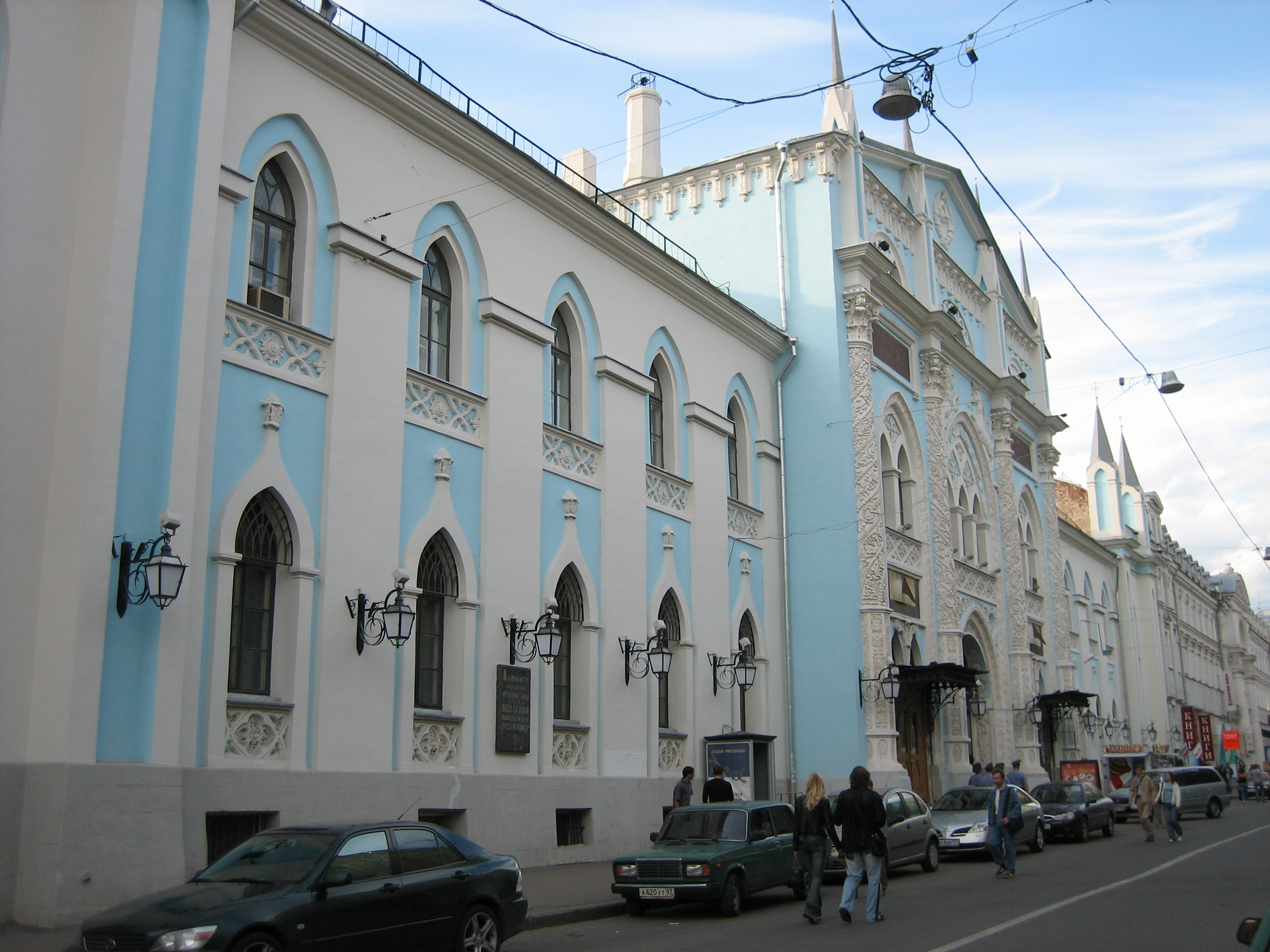
Il palazzo dell'Istituto degli Archivi Storici
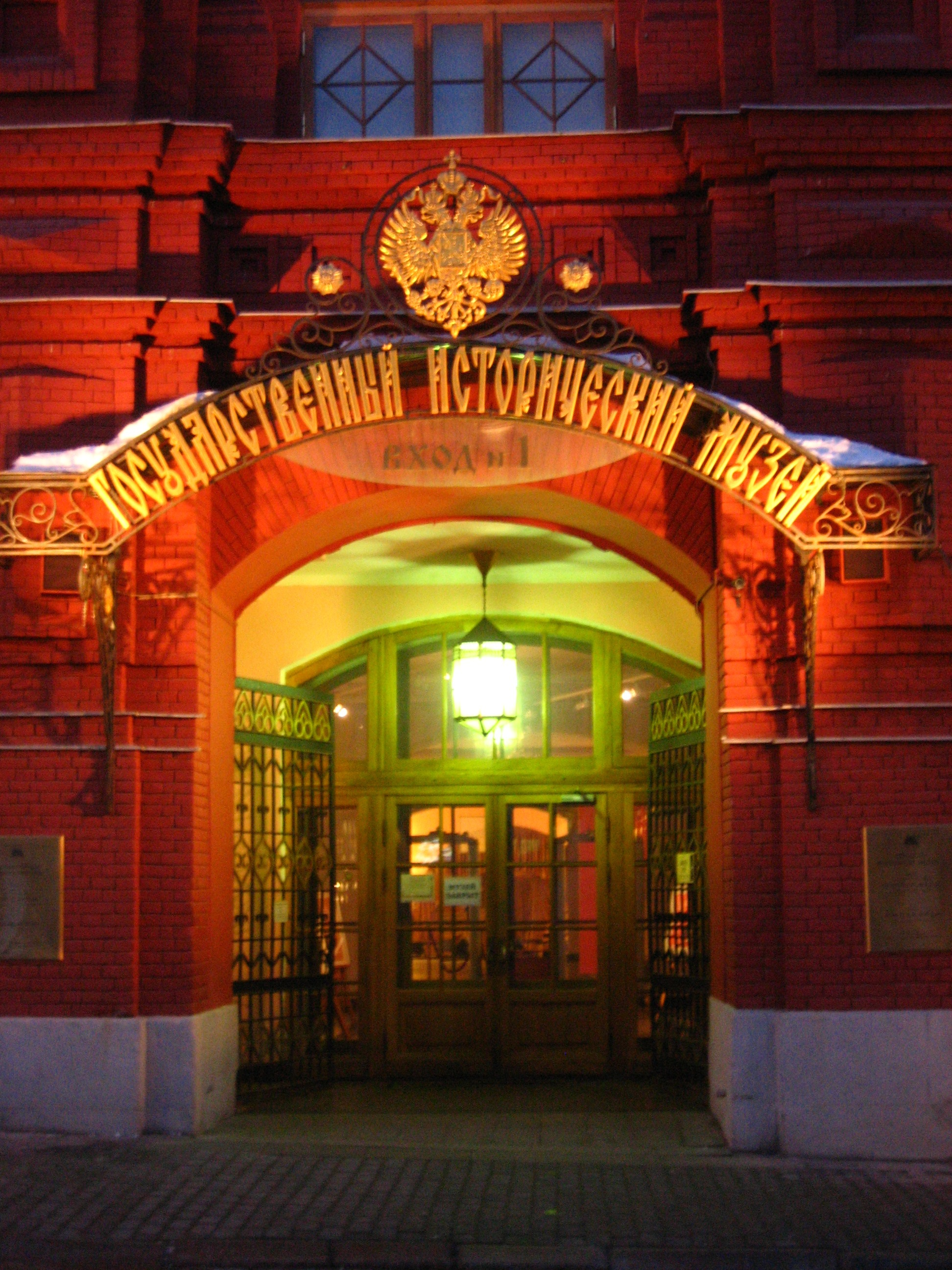
L'ingresso del Museo Storico di Stato
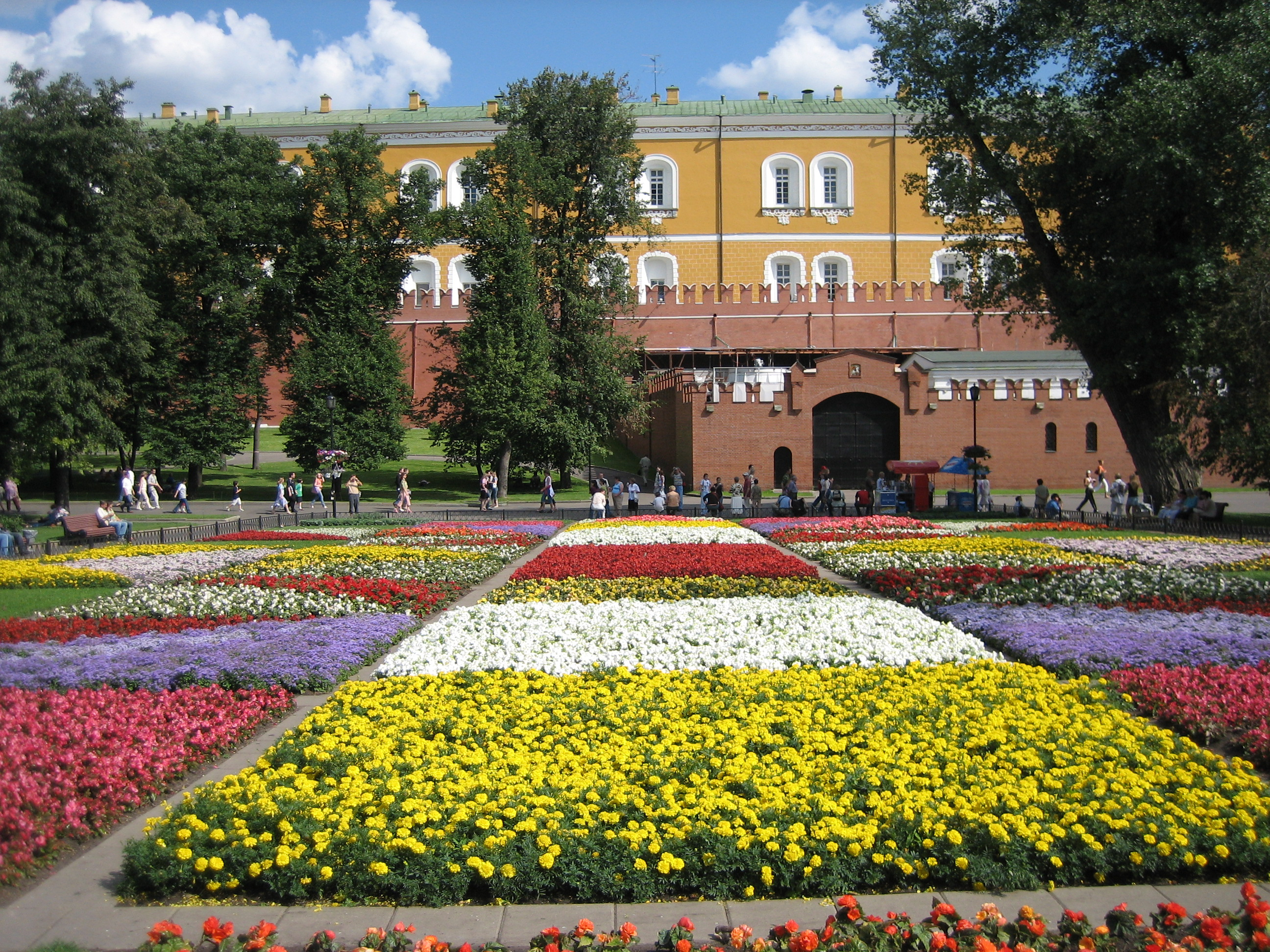
Aiuole nella piazza antistante il Cremlino
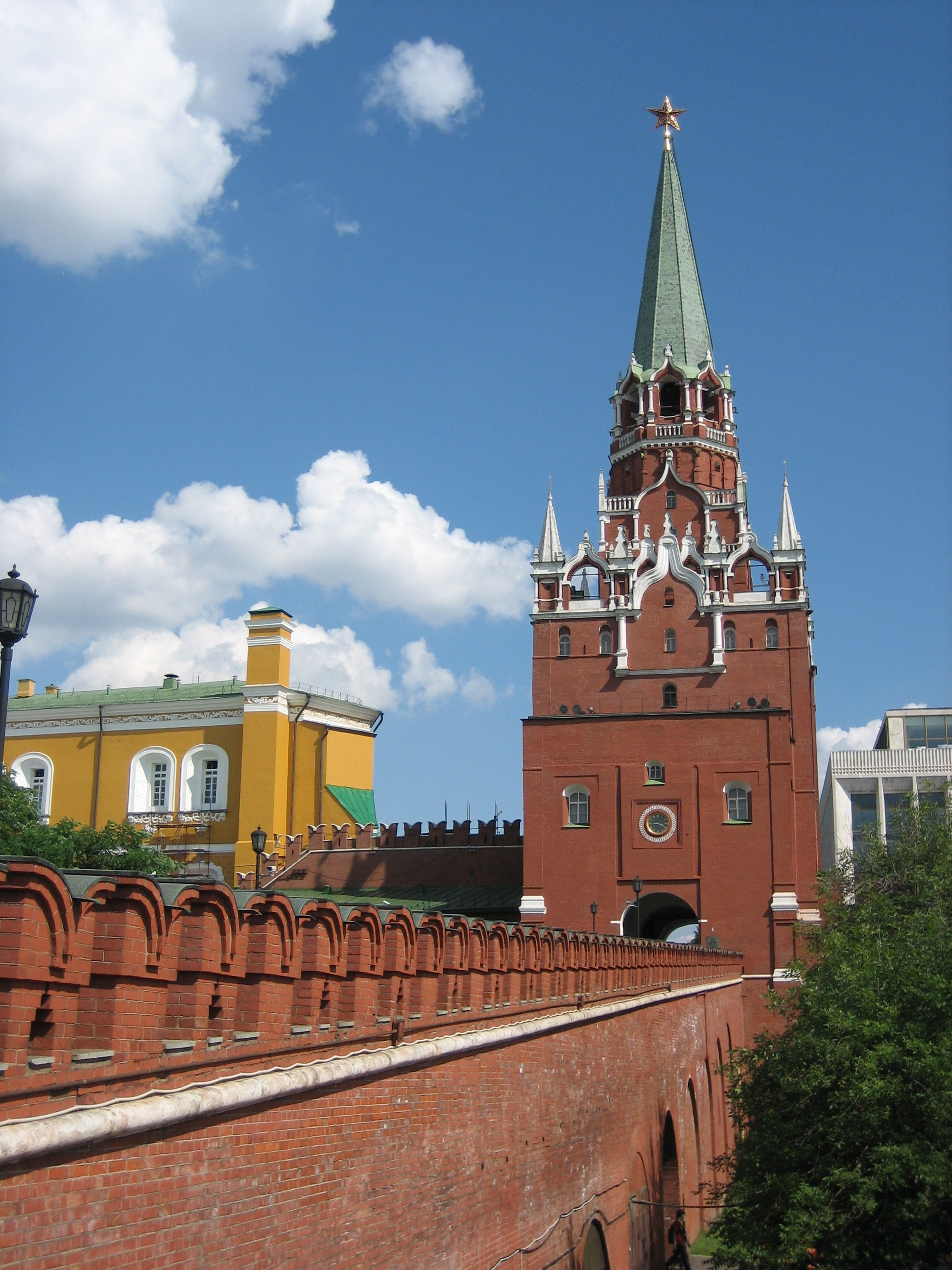
Una torre del Cremlino
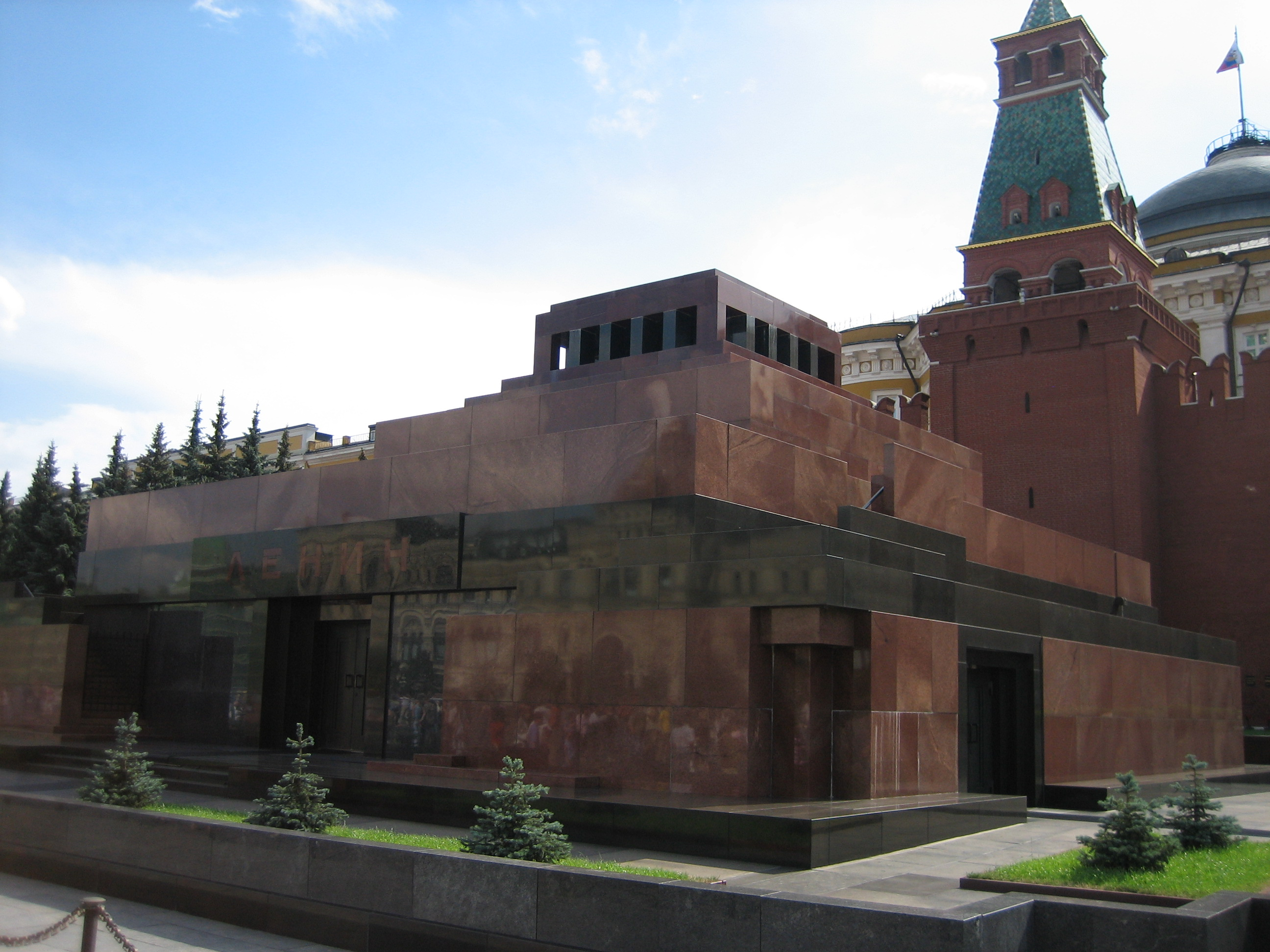
Il Mausoleo di Lenin sulla Piazza Rossa